# Patrimoine religieux de Liège

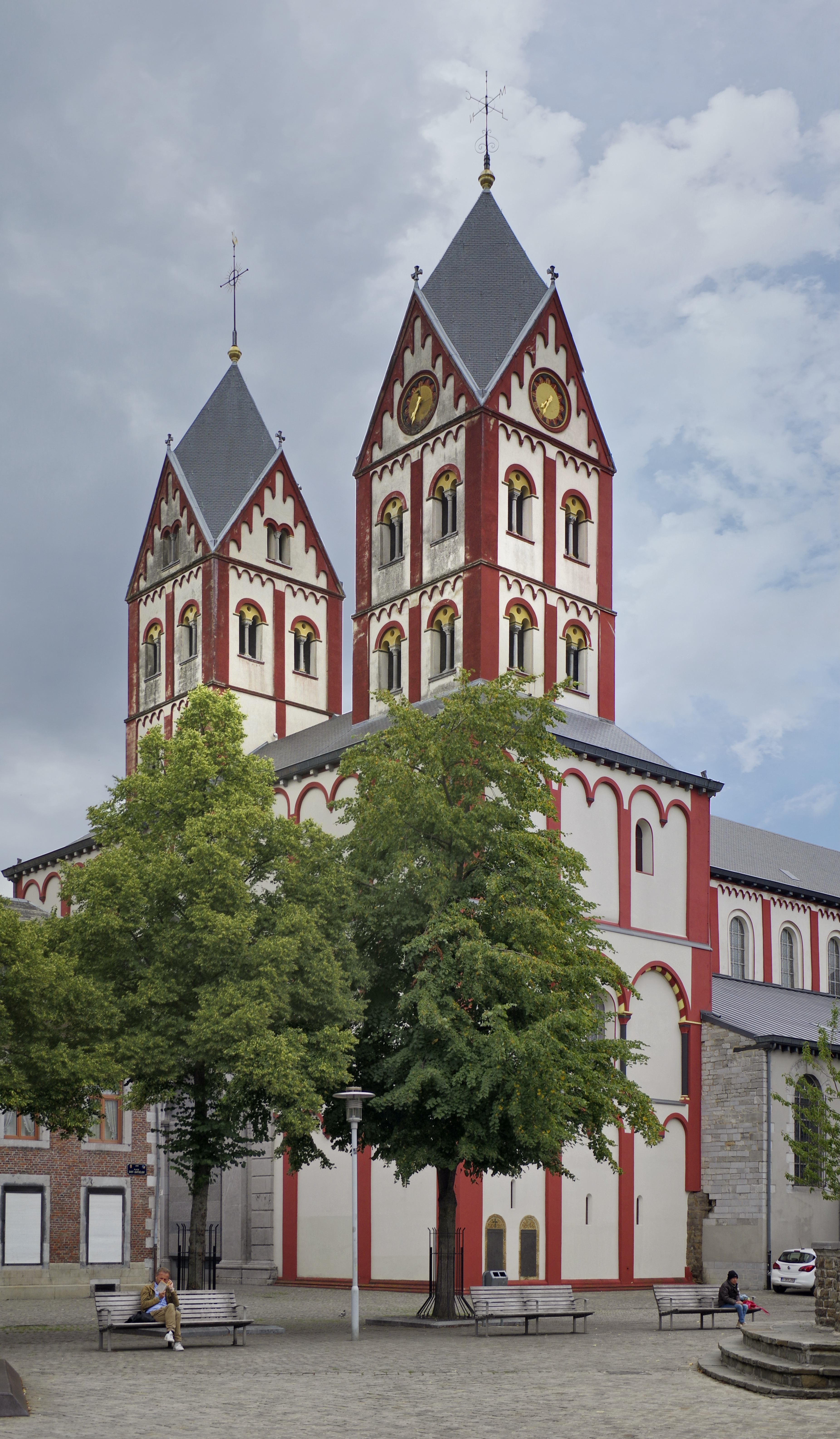
Collégiale Saint-Barthélemy, qui abrite les fonts de Notre-Dame.

Le patrimoine religieux de Liège jusqu'à la Révolution française compte un palais épiscopal, une cathédrale, sept collégiales, une chartreuse, huit abbayes d'hommes et de femmes, vingt-trois couvents d'hommes et vingt-sept couvents de femmes, trente-deux paroisses, une vingtaine d'hôpitaux et autant d'hospices, une trentaine de béguinages, des dizaines de chapelles, soit plus d'une centaine d'oratoires dont une cinquantaine desservis par des religieux réguliers.

## Historique

### Le poids du religieux à Liège

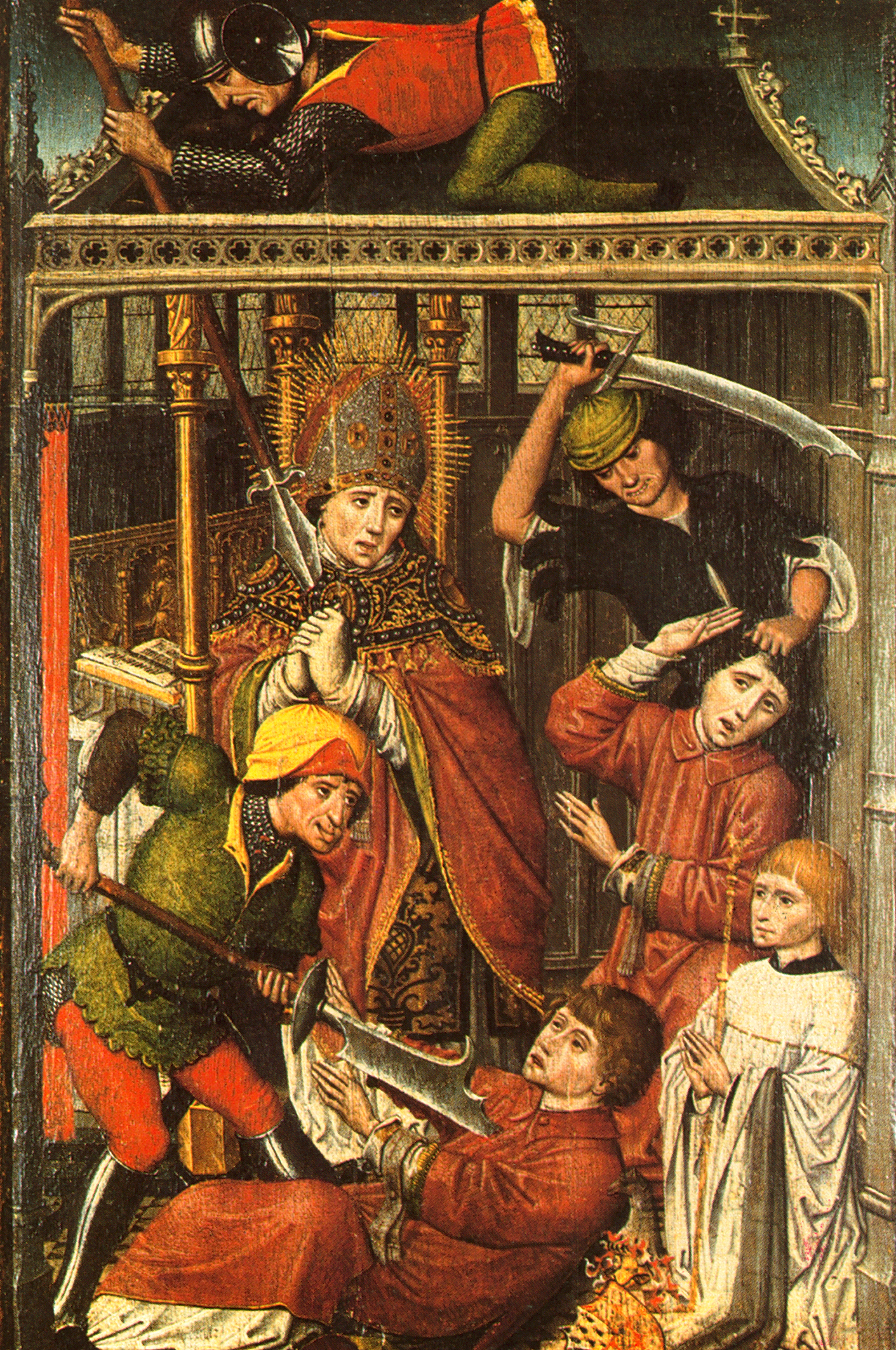
Martyre de Saint-Lambert, assassiné par Dodon, panneau peint du XVe siècle.

C'est l'assassinat d'un évêque, Lambert de Maastricht peu avant 705 près d'une petite rivière, la Legia, qui en fait un lieu de dévotion et une petite ville s'y développe. Un peu plus tard, un autre évêque, Walcaud, y transfère le siège épiscopal qui était à Maastricht mais c'est vers l'an mil que l'évêque Notger va jouer un rôle exceptionnel dans l'ascension fulgurante de la cité de Liège dans l'Empire ottonien. La religion va devenir un des piliers du pouvoir et à partir du XIIe siècle, les évêques étant devenus princes d'empire, la cité de Liège se hisse au niveau des principales villes du Saint-Empire avec près de 25 hectares, le chapitre de Saint-Lambert y jouant un rôle essentiel. Dans aucune autre ville autre que partout ailleurs le clergé n'aura une si grande influence.[réf. nécessaire] Une centaine de couvents et d'églises rythment et gèrent la vie des Liégeois, chacun sa spécialité…
Né liégeois, vous aviez de fortes chances d'être baptisé à Notre-Dame-aux-Fonts, principale église habilitée à conférer le baptême ; orphelin, vous étiez recueilli par les sépulcrines, les collèges jésuites se chargeaient de votre éducation ; devenu bourgeois les Mineurs vous aidaient à gérer les contrats commerciaux et vous participiez à l'aumône des Augustins ; malade, vous étiez soigné par les Récollets, aidés par les nombreux béguinages ; les Carmes rédigeaient votre testament et les Cellites de Volière se chargeaient de vous enterrer. Le chapitre des chanoines de Saint-Lambert, parfois influencé par la personnalité d'un évêque, a géré la destinée de la Cité pendant près de 1 000 ans.

### XIXesiècle: la révolution liégeoise
La révolution liégeoise va tout balayer, allant jusqu'à raser le symbole de la ville, la cathédrale Notre-Dame-et-Saint-Lambert. Les lois du 15 fructidor an IV (1er septembre 1796) et du 5 frimaire an VI (25 novembre 1797) suppriment dans les pays annexés à la République française toutes les corporations religieuses et les édifices du culte, convertissent leurs biens en propriétés dites nationales et les font mettre en vente aux enchères publiques. Un certain nombre d'édifices religieux disparaissent, et leurs biens sont dispersés. D'autres auront la possibilité de racheter leurs biens. Liège conserve néanmoins, même désacralisé et malgré la perte de sa cathédrale, un patrimoine exceptionnel.
Les collégiales, abbayes et couvents sont classés ci-dessous par ordre d'ancienneté de fondation.
En italique, les vaisseaux et bâtiments démolis.

## Le patrimoine ancien

### La cathédrale:Notre-Dame-et-Saint-Lambert

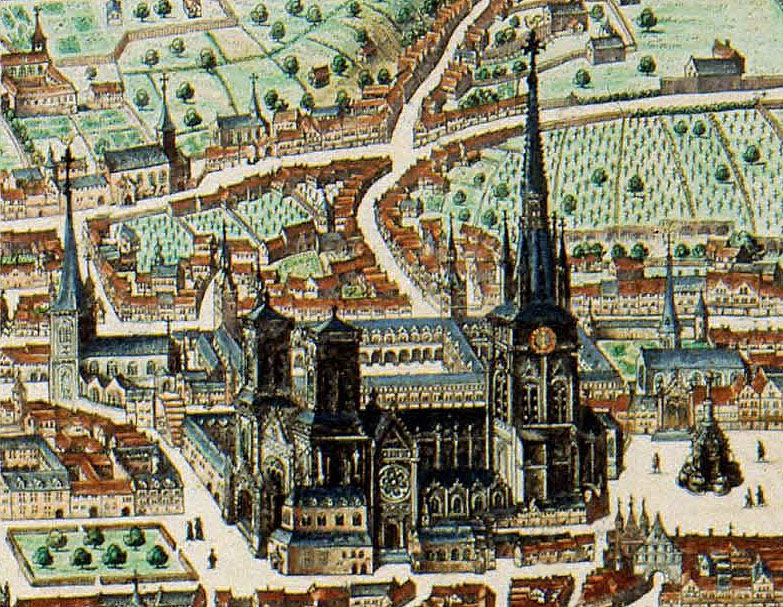
La cathédrale Notre-Dame-et-Saint-Lambert en 1649, à gauche la Collégiale Saint-Pierre devant le Palais des Princes-évêques, à droite Saint-André, devant la minuscule Notre-Dame-aux-Fonts qui abrite les fonts baptismaux, maintenant à la collégiale Saint-Barthelemy.

Construite sur une villa gallo-romaine, plusieurs fois reconstruite depuis 705, de style ottonien, pour devenir gothique, la cathédrale Notre-Dame-et-Saint-Lambert fut la cathédrale de Liège jusqu'en 1794, date du début de sa destruction. Cette immense cathédrale gothique, à la mémoire de saint Lambert, occupait l'actuelle place Saint-Lambert, au cœur de Liège.
Avec ses deux chœurs, ses deux transept, ses trois nefs, le circuit de ses chapelles absidales et collatérales, son cloître et ses annexes, sa flèche de 135 mètres Notre-Dame et Saint-Lambert sera, dès 1453, le plus grand vaisseau du pays. Elle pouvait contenir 4 000 personnes.
L'archéoforum de Liège, situé sous la place Saint-Lambert, présente une visite des ruines de la cathédrale mais aussi les vestiges des différentes occupations du site depuis la préhistoire jusqu'au XVIIIe siècle.

### Le Palais des Princes-Évêques

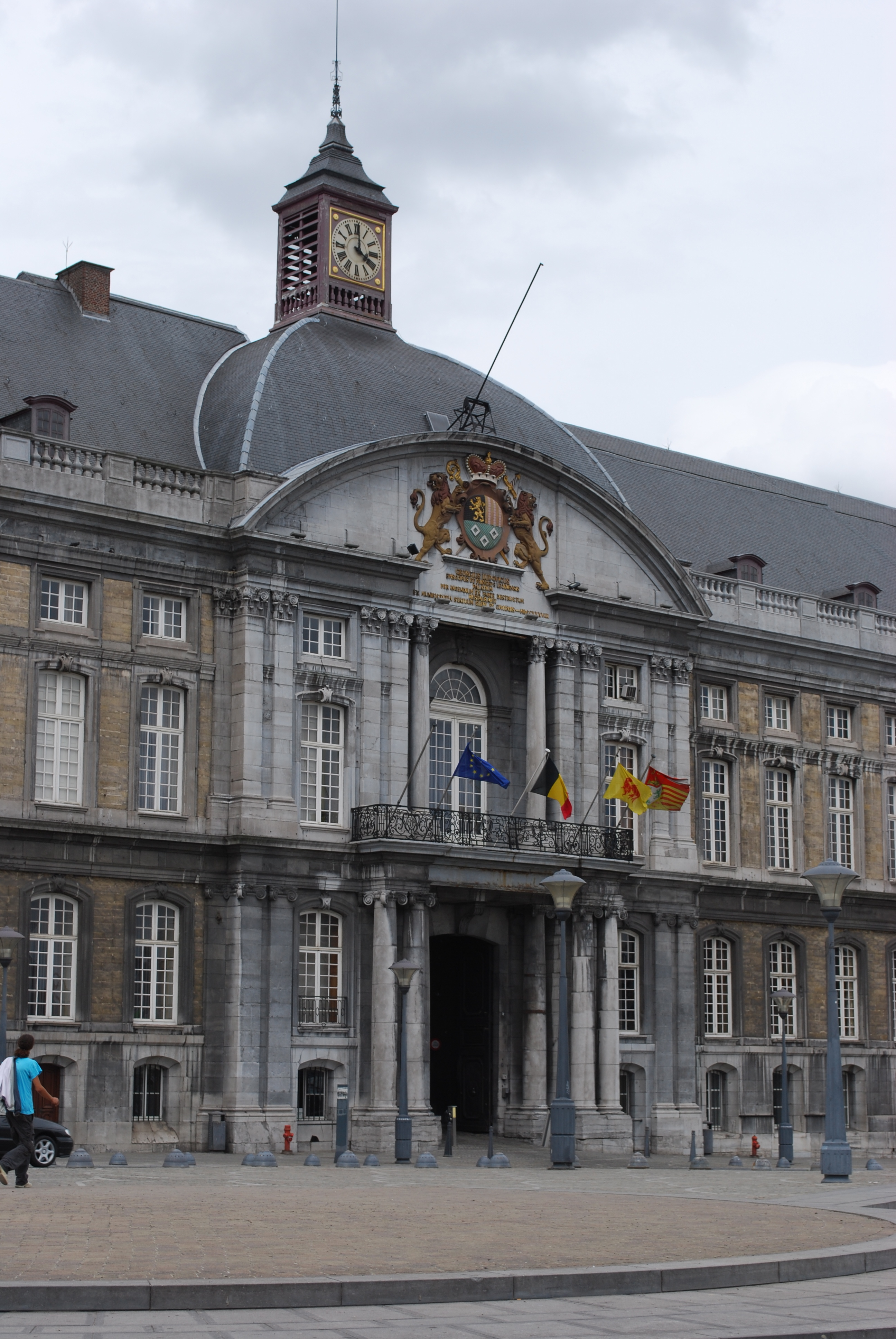
Entrée principale de l'ancien palais des Princes-Evêques de Liège.

Construit devant la cathédrale Notre-Dame-et-Saint-Lambert, un premier palais, intégré dans les fortifications, est édifié vers l'an mil par le prince-évêque Notger ; il disparaît dans un incendie en 1185. Le palais est reconstruit sous Raoul de Zähringen. Ce deuxième édifice, fortement abîmé après le sac de 1468 par les Bourguignons, subit le même sort en 1505. Le cardinal Érard de La Marck va le reconstruire, inspiré par ses illustres esprits contemporains, Érasme avec qui il correspondait, et Léonard de Vinci. Péristyle de 68 colonnes, c'est l'ensemble sculpté plus énigmatique des débuts de la Renaissance. Sa façade du côté de la place Saint-Lambert est reconstruite après un incendie en 1734 en style Louis XIV-Régence. Il deviendra à la fin du XVIIIe siècle palais de justice de Liège. Au XXe siècle, une nouvelle aile néo-gothique sera l'actuel palais provincial. Au XXIe siècle, libéré des administrations de la justice installées dans de nouveaux bâtiments connexes, il devrait garder ses salles de tribunaux.

### Les huit collégiales

#### Histoire

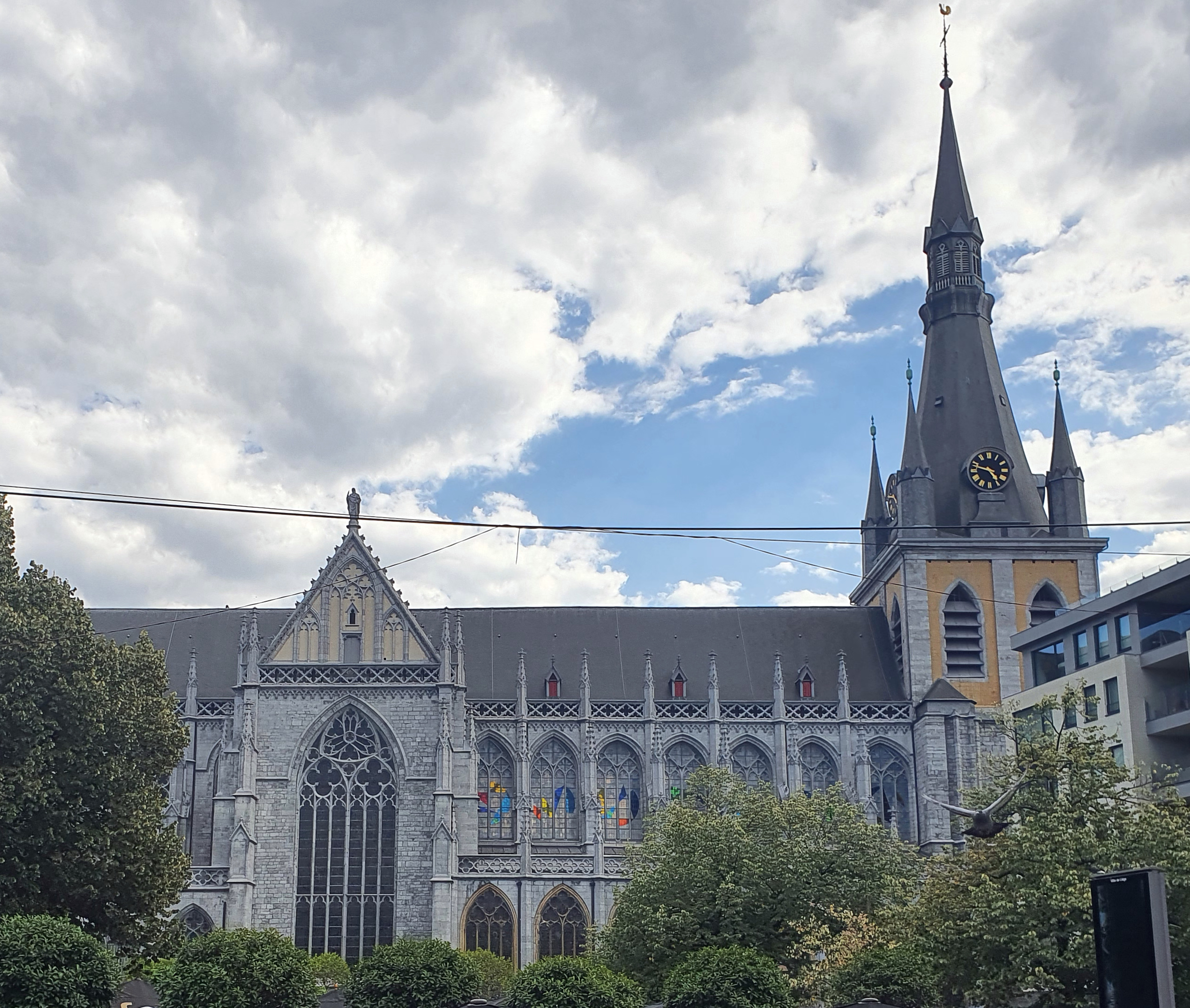
La collégiale Saint-Paul.

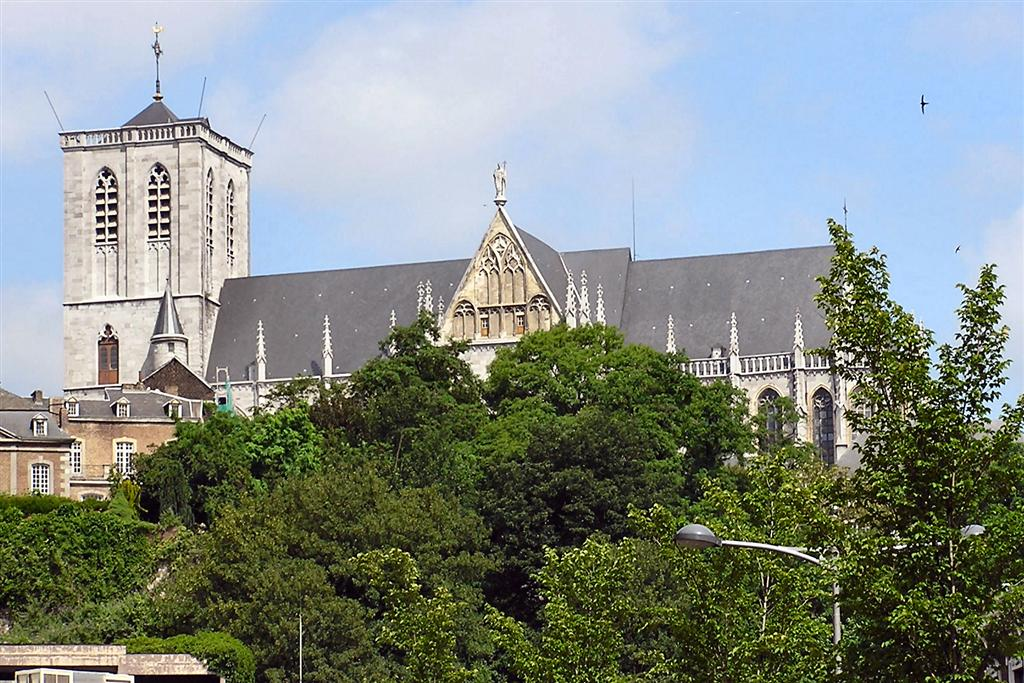
La collégiale Saint-Martin.

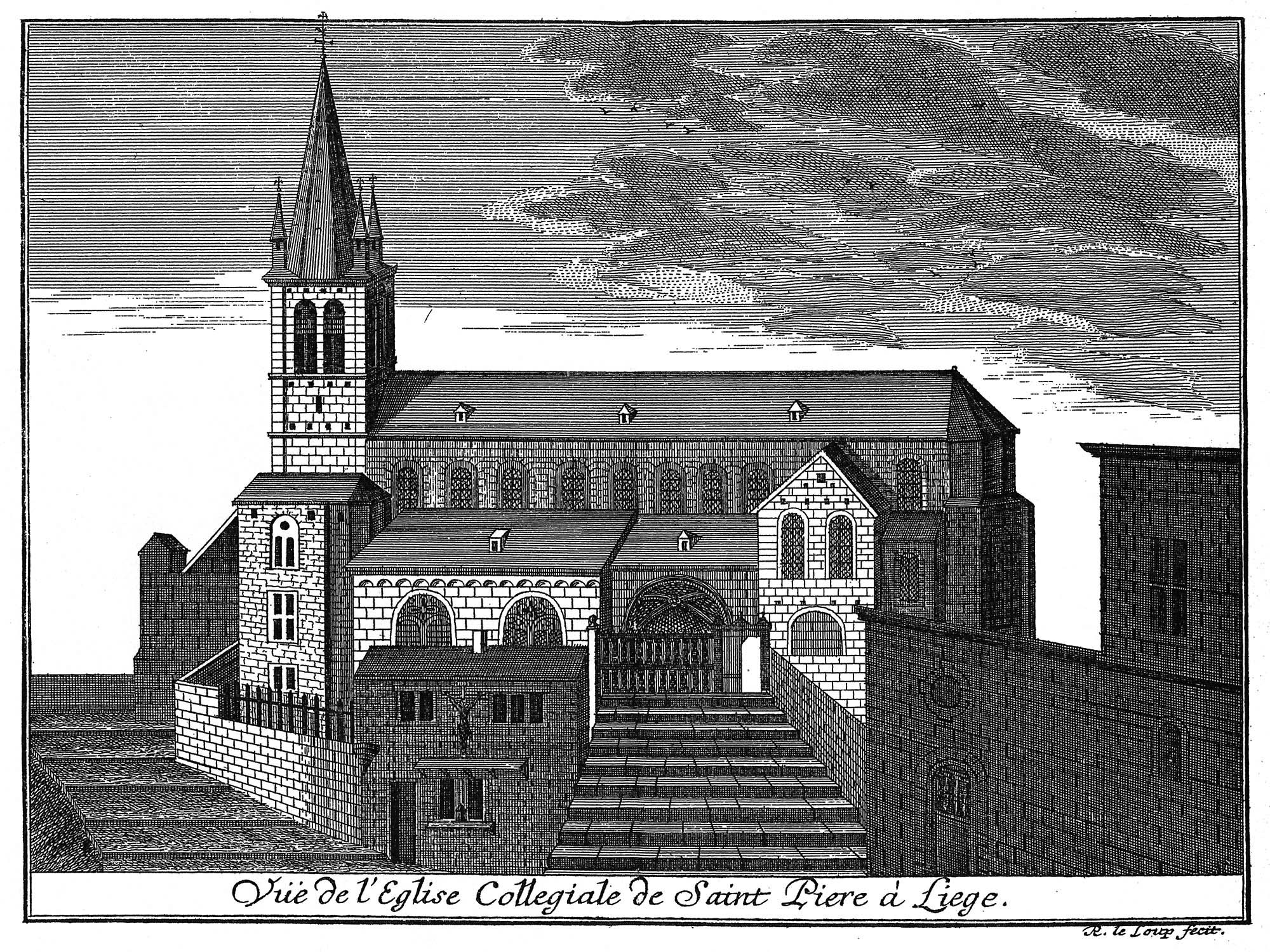
La collégiale Saint-Pierre.

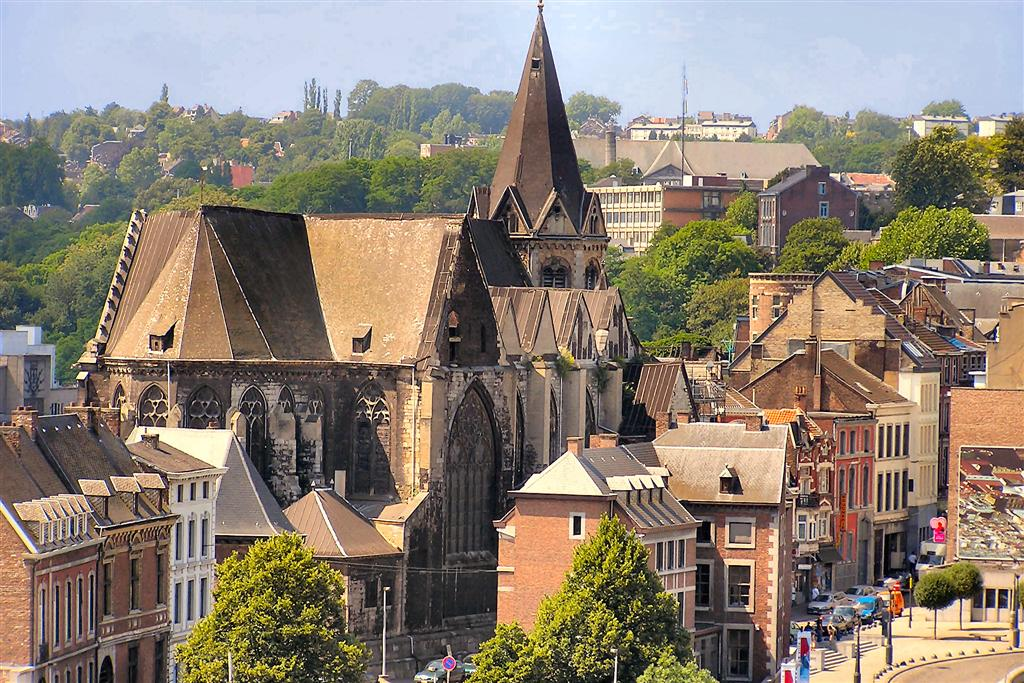
La collégiale Sainte-Croix.

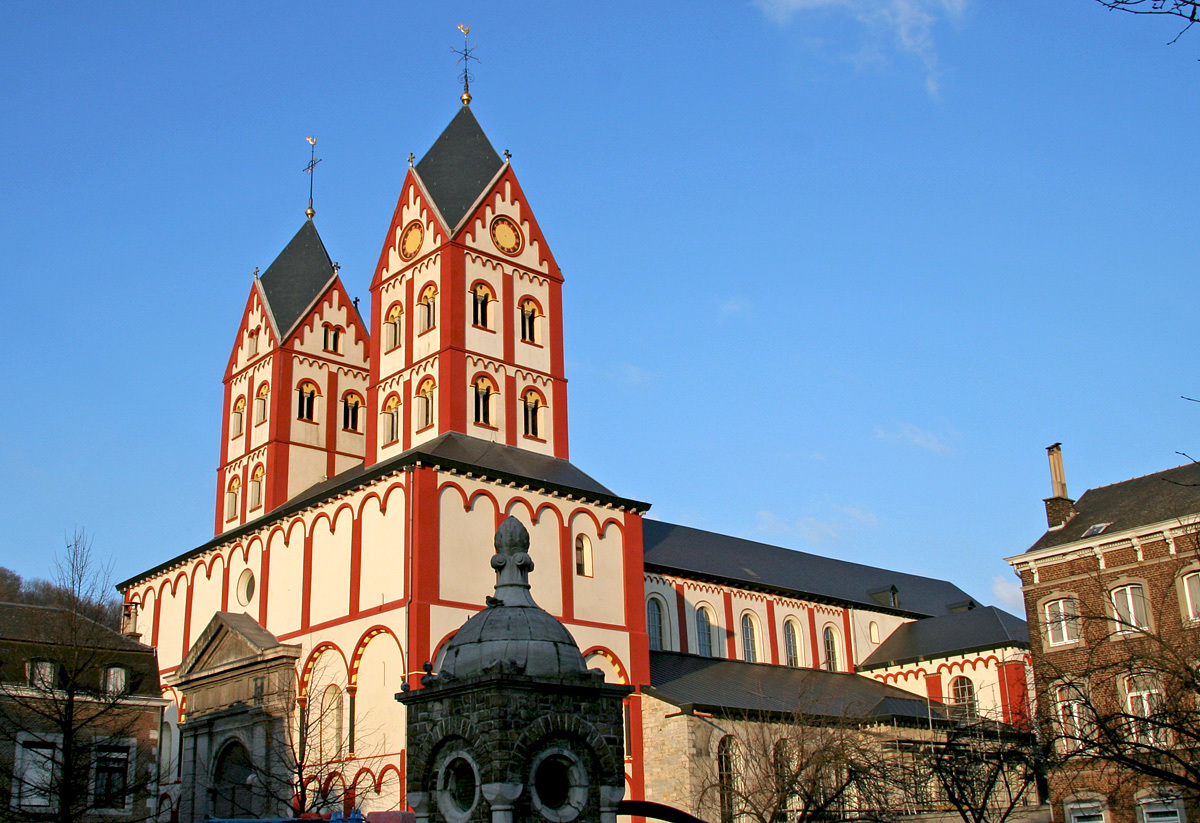
La collégiale Saint-Barthélemy.

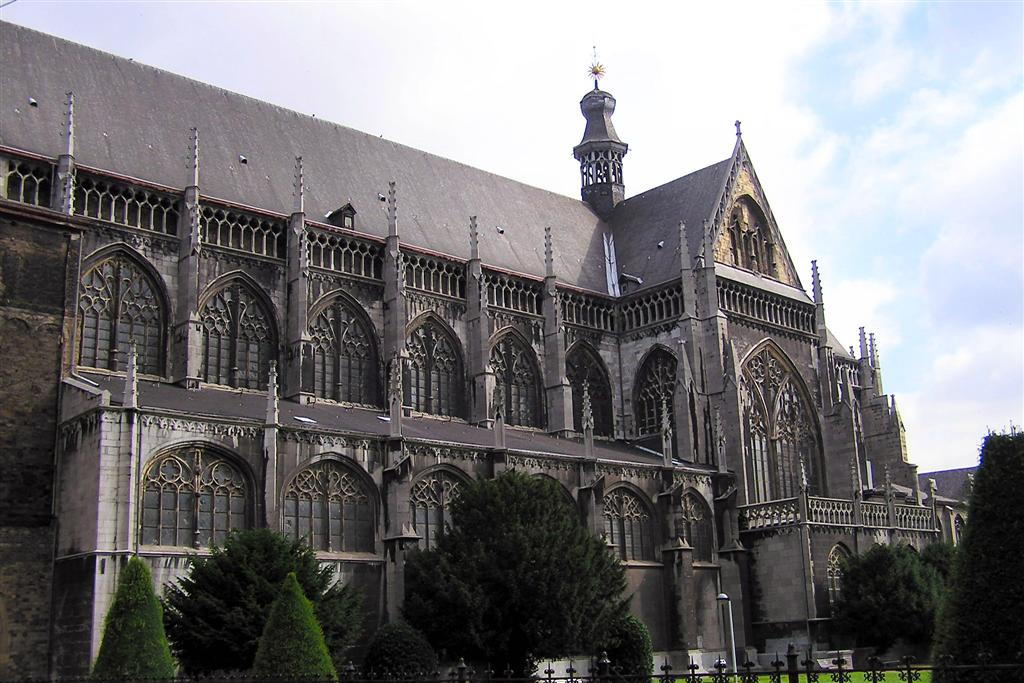
La collégiale Saint-Jacques.

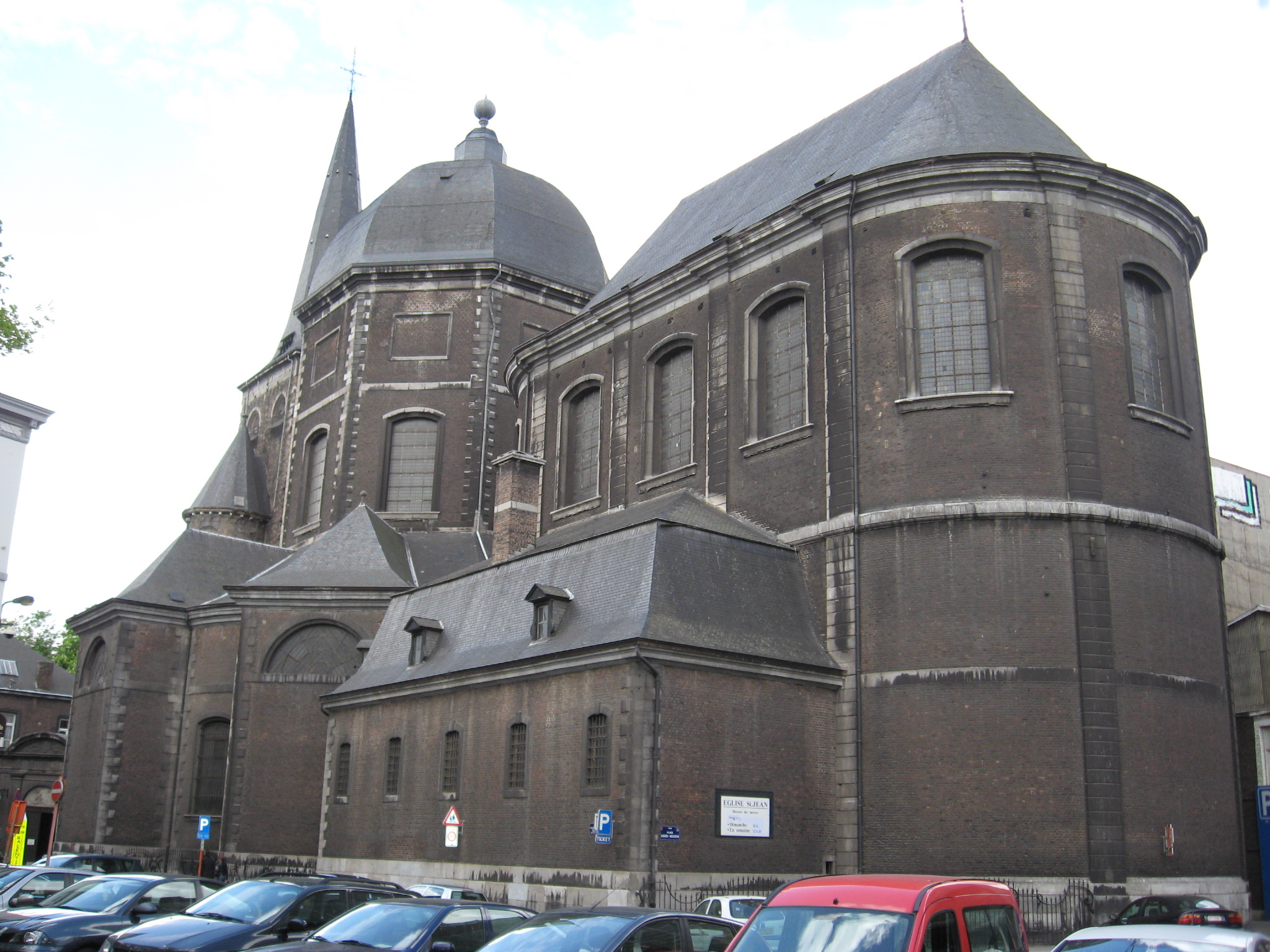
La collégiale Saint-Jean-l'Évangéliste.

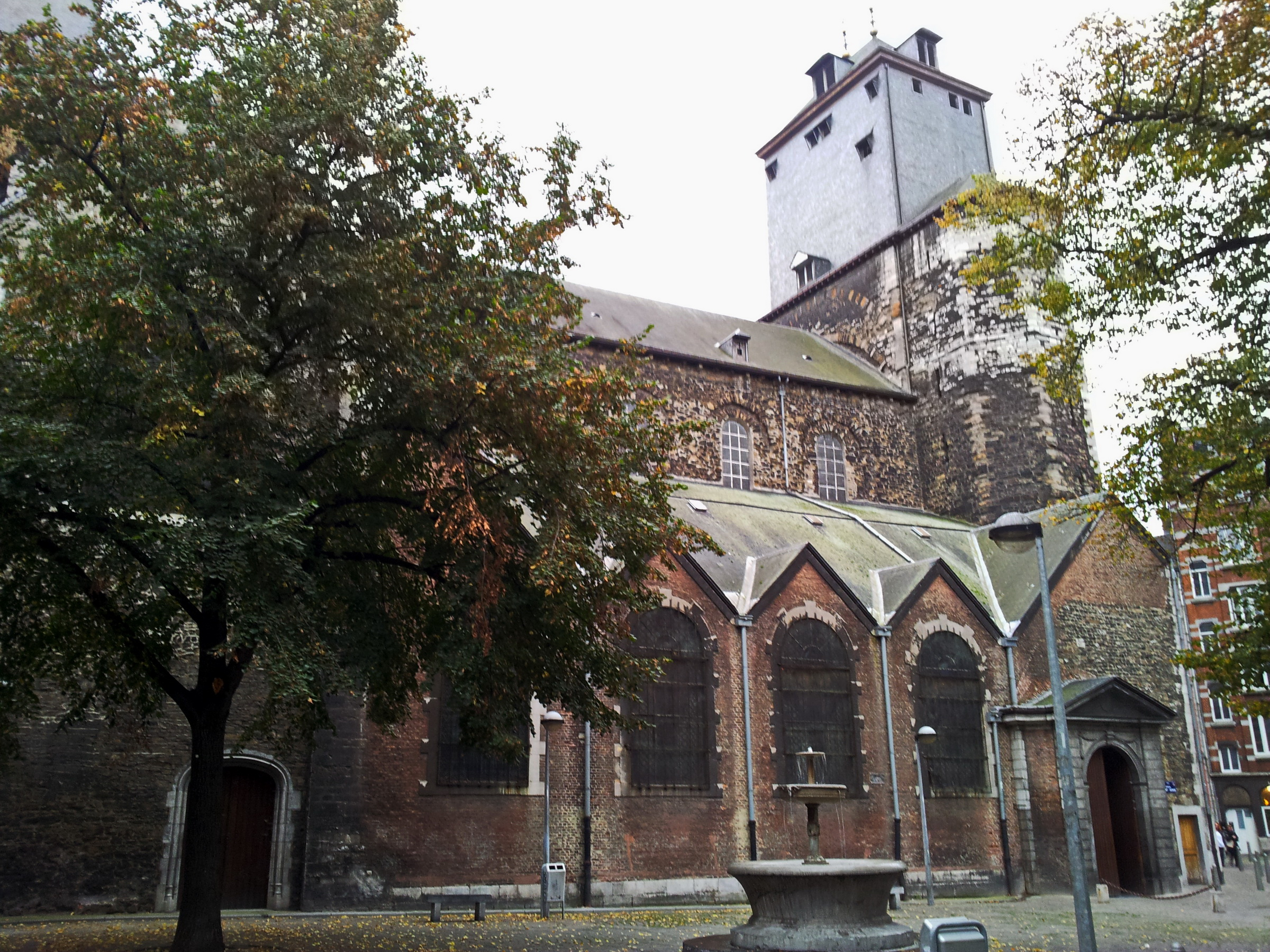
Collégiale St-Denis, vue du nord

En fait, il y a toujours eu sept collégiales. Peu avant la démolition de collégiale Saint-Pierre en 1811, on consacra Saint-Jacques en collégiale en 1785 et Saint-Gilles, sécularisée par le même bref du pape Pie VI, compléta de 5 chanoines le chapitre de Saint-Jacques pour le porter à 30, comme les autres collégiales.
Comme la cathédrale, chaque collégiale a son organisation intérieure: prévôt, doyen, écolâtre, coûtre, et pratiquaient le système de l'obédience, mais ne participent pas à l'administration de l'évêché qui reste le privilège du chapitre cathédral.
Toutes les collégiales sont construites à l'initiative de l'évêque : Saint-Pierre, Saint-Paul, Saint-Martin et Saint-Jean, ou en tout cas grâce à son appui. Sainte-Croix est fondée par le prévôt de la cathédrale Robert, Saint-Denis par le coûtre Nithard, Saint-Barthélemy par le prévôt Godescalc
Le nombre de prébendes est progressivement augmenté au point d'atteindre pour chacune d'entre elles le chiffre de 30. Ainsi en est-il à Saint-Pierre depuis la réorganisation de Richaire, à Saint-Martin depuis Éracle, à Saint-Paul depuis Eracle ou Notger, à Saint-Jean et semble-t-il à Saint-Denis depuis Notger, à Sainte-Croix et à Saint-Barthélemy depuis Wazon. Bref, dès l'épiscopat de ce dernier de 1042 à 1048, le chef-lieu du diocèse ne comporte pas moins de sept églises conventuelles desservies chacune par 30 chanoines. Si on ajoute à ce chiffre les trente chanoines de la cathédrale, on atteint le chiffre impressionnant de 270 chanoines séculiers pour les seules cathédrales et collégiales de Liège.
Liège au Moyen Âge a bientôt le plus grand nombre de collégiales de toute la chrétienté. Pourquoi les évêques ont-ils fondé ou encouragé la fondation de toutes ces collégiales ? Il semble que ce soit des motifs différents qui les y ont conduits. La fonction même des chanoines étant le chant de l'office divin, multiplier les collégiales ne pouvait manquer d'attirer sur le diocèse la protection divine. Notger qui pensait que « lui et ses biens seraient mieux protégés par la vertu de la Croix victorieuse que toutes les armes humaines » évite la construction d'une forteresse du puissant duc de Lotharingie en bâtissant Sainte-Croix,.
En fondant toutes ces collégiales autour du siège épiscopal, l'évêque fixaient un grand nombre de clercs parmi lesquels il recrutait conseillers, collaborateurs et hommes d'écriture, et distribuant les prébendes, se ménageait pas mal d'alliés, sans compter qu'à la mort de son titulaire, l'évêque pouvait réattribuer ces prébendes sans s'occuper de problèmes de succession. Enfin, la construction d'une collégiale dans laquelle vous comptiez bien être enterré participait à affirmer votre richesse et augmentait le prestige.
Parfois encastrée dans les remparts, comme à Liège sous Notger, Saint-Martin, Saint-Denis et Sainte-Croix, ou encore Saint-Jean qui était une collégiale-château, avaient valeur de forteresse sacrée affectées à la défense de la Cité des évêques qui allait donner le sentiment nécessaire de sécurité sous protection divine à la population.

#### Collégiale Saint-Pierre
Elle a été érigée avant 727 par saint Hubert.
Elle s'élevait à la place des nouveaux bâtiments de la justice, face au palais provincial qu'elle dominait d'une dizaine de mètres. L'évêque saint Hubert y fut inhumé en 727, avant que ses reliques soient transférées à Andage, qui deviendra la ville de Saint-Hubert. Supprimée le 25 novembre 1797 la démolition eut lieu en 1811 mais les fondations des anciens cloîtres ne disparurent qu'en 1860.
La clef de Saint-Hubert, en partie datée du XIIIe au XVe siècle, source de légende, autrefois dans le trésor de la collégiale Saint-Pierre de Liège est actuellement dans le trésor de la collégiale Sainte-Croix de Liège

#### Collégiale Saint-Martin
Elle a été érigée vers 965 par Éracle, et consacrée basilique en 1886. Au XIVe siècle, un conflit opposa les patriciens aux plébéiens de Liège et s'acheva, dans la nuit du 3 au 4 août 1312, par l'incendie de l'église Saint-Martin de Liège où les patriciens avaient trouvé refuge : la måle (en wallon mauvaise) Saint-Martin.

#### Collégiale Saint-Paul
Elle a été érigée vers 968 par Éracle, consacrée cathédrale en 1801 ou 1803 (selon les sources) ; elle abrite derrière son cloître le musée du trésor de la cathédrale. Elle devient cathédrale au XIXe siècle en raison de la destruction de la cathédrale Saint-Lambert en 1795.

#### Collégiale Sainte-Croix
Fondée et érigée entre 976 et 986 par l'évêque Notger, qui la consacre en 986, l'église est bâtie sur l'emplacement du château Silvestre, appartenant à Radus des Prez. Notger dote la collégiale Saint-Croix d'un chapitre de quinze chanoines, qui en 1045 sont portés à trente par l'évêque Wazon. La clef de Saint Hubert, autrefois dans le trésor de la collégiale Saint-Pierre de Liège est maintenant dans le trésor de cette collégiale.

#### Collégiale Saint-Jean-l'Évangéliste
La collégiale Saint-Jean-l'Évangéliste appelée également Saint-Jean-en-Isle est construite sous l'épiscopat de Notger à la fin du Xe siècle, entre 980 et 987. Elle est achevée et consacrée en 987.

#### Collégiale Saint-Denis
Elle a été érigée en 987 par l'évêque Notger. Après la Révolution et la suppression du chapitre en 1797, Saint-Denis perd une partie de son trésor. Elle rouvre ses portes en tant que paroissiale après le Concordat de 1801.

#### Collégiale Saint-Barthélemy

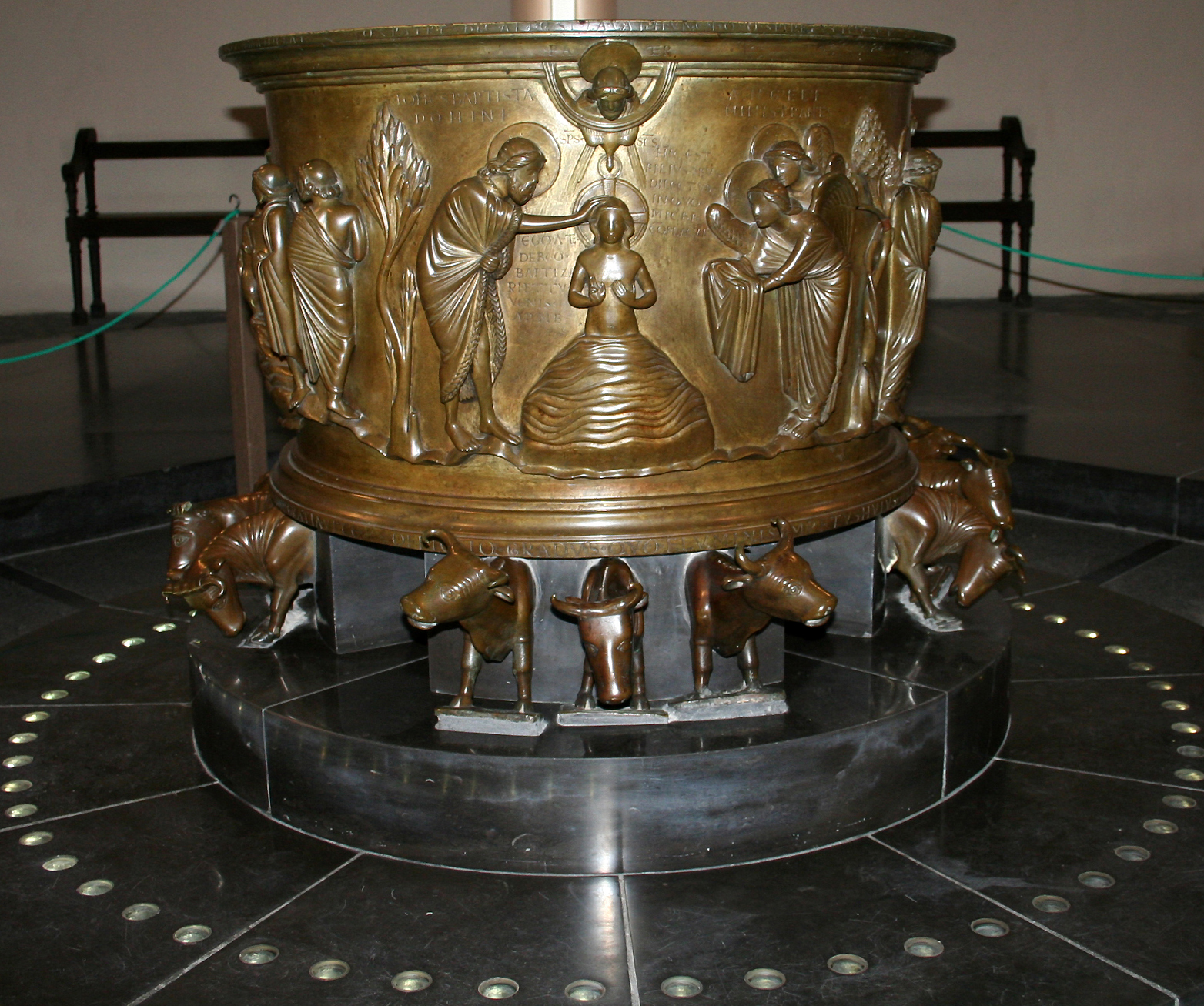
Fonts baptismaux de la collégiale Saint-Barthélemy.

Elle a été érigée entre 1008 et 1018 sous le prince-évêque Baldéric II,.
C'est la situation actuelle des fonts baptismaux de Notre-Dame-aux-fonts.

#### Collégiale Saint-Jacques
Elle a été érigée en 1015 par le prince-évêque Baldéric II, et devient collégiale en 1785 : elle vient prendre place lors de la démolition de la collégiale Saint-Pierre en 1785 dans l'ordre de préséance après Saint-Barthélemy.

### Les monastères masculins

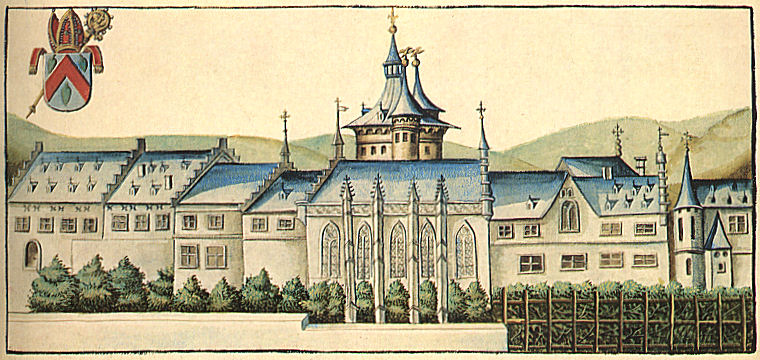
Abbaye de Saint-Laurent de Liège au XVIe siècle.

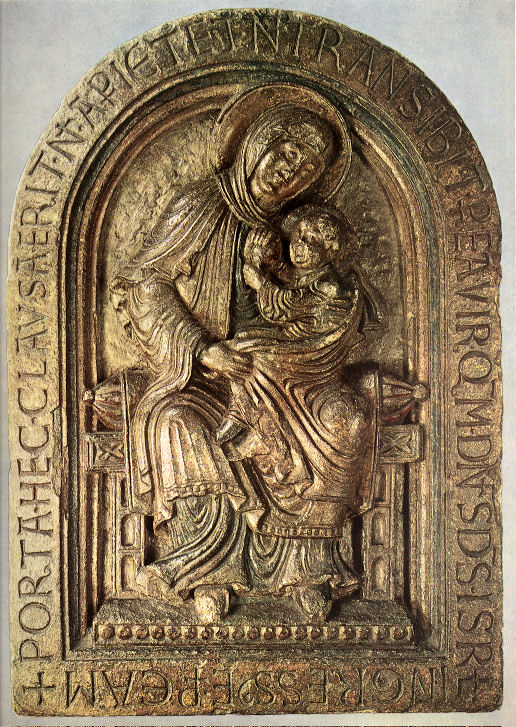
La Vierge dite de Dom Rupert, début du XIIe siècle. Bas-relief en grès houiller polychrome et doré, 1149-1158, Grand Curtius, Liège.

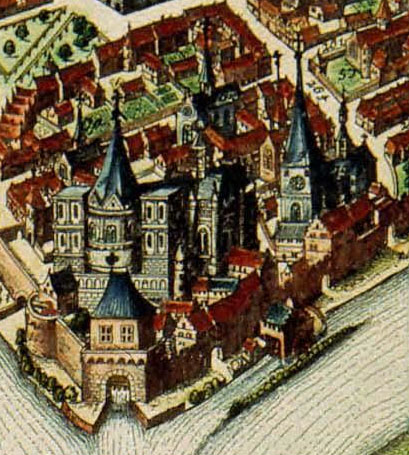
L'abbaye de Saint-Jacques vers 1642, à l'arrière gauche le couvent des Sœurs grises, à l'arrière droit, le couvent des Clarisses, et à droite Beaurepart.

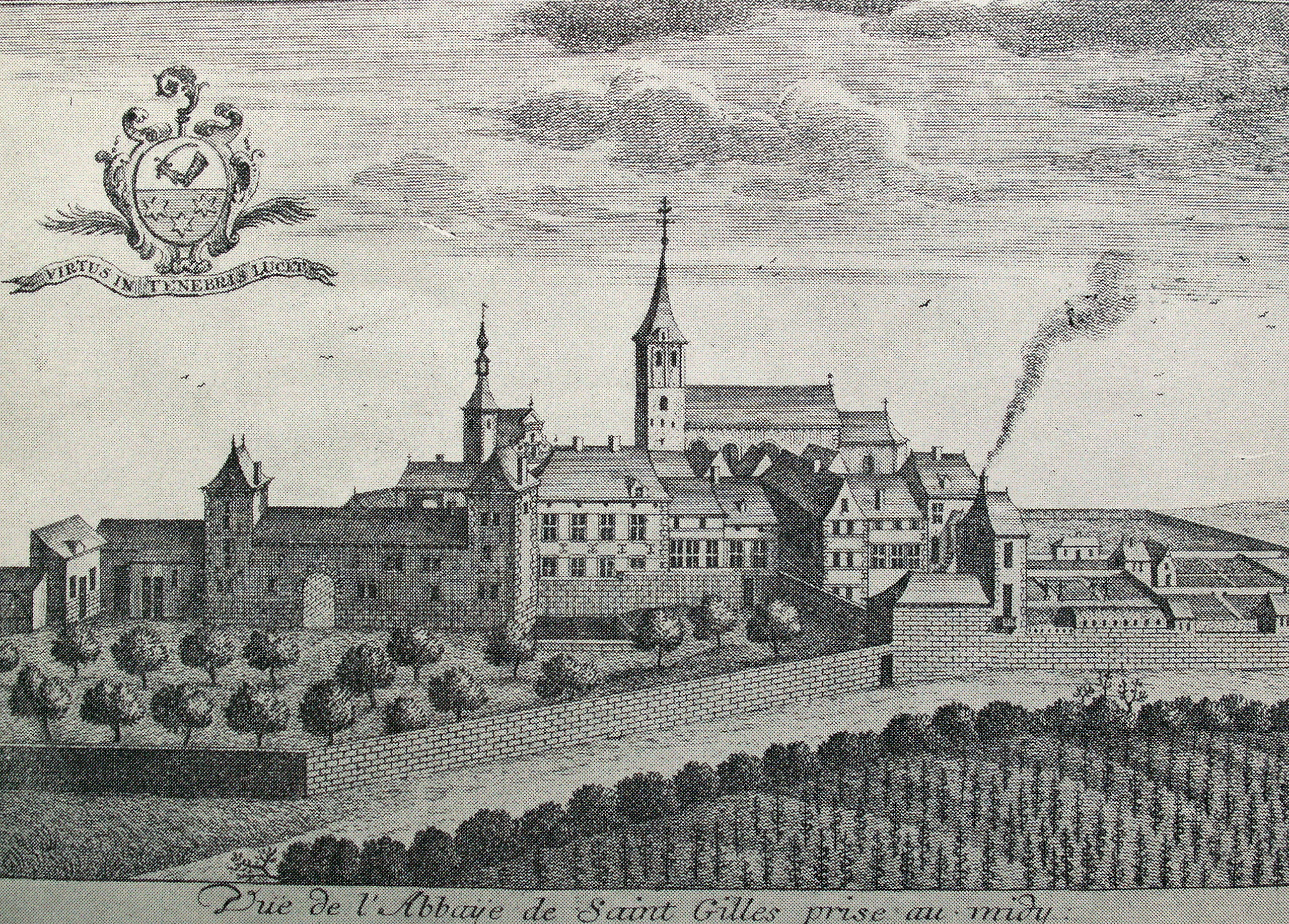
Abbaye de Saint-Gilles de Liège au XVIe siècle.

#### Abbaye des bénédictins de Saint-Laurent
L'abbaye de Saint-Laurent de Liège est une abbaye bénédictine fondée en 1026 et située dans le quartier Saint-Laurent de la ville de Liège. L'abbaye va marquer l’histoire liégeoise pendant près de huit siècles, jusqu’à ce que la révolution liégeoise, à la fin du XVIIIe siècle, mette un terme à sa carrière religieuse et la transforme en hôpital militaire. L'abbatiale Saint-Laurent est détruite en 1809. C'est maintenant le siège du 3e Centre régional d'Infrastructure.
La Vierge de Dom Rupert est une sculpture en haut-relief du XIe siècle représentant la Vierge et l'Enfant Jésus. Elle faisait partie du trésor de l'Abbaye Saint-Laurent. Vénérée pour ses légendes, elle est actuellement au Grand Curtius, département des Arts mosans.

#### Abbaye des bénédictins de Saint-Jacques
Cette abbaye doit sa fondation à Baldéric II qui la fit commencer en 1016. Elle fut achevée en 1021 par Walbode et dédiée en 1030 par Reginard. Sa reconstruction commencée en 1420 n'est terminée qu'en 1522 sous l'abbé Jean de Cromois. En 1538, l'abbé Nicolas Balis mit la dernière main et la consécration de la nouvelle abbatiale Saint-Jacques eut lieu en 1552. Le portail fait sur les dessins de Lambert Lombard, peintre liégeois, a été terminé en 1560. L'abbaye fut sécularisée et érigée en collégiale Saint-Jacques par un bref du pape Pie VI le 28 mai 1785. C'est dans ce bâtiment que l'on conservait anciennement les Chartes et les privilèges de la cité et que chaque année les bourgmestres nouvellement élus allaient prêter le serment de maintenir les franchises liégeoises. Après le concordat de 1801, la collégiale Saint-Jacques devient paroisse et les cloîtres sont transformés en habitations privées. Elle a pour dépendance le Val-Saint-Lambert.

#### Abbaye des Prémontrés - Abbaye de Beaurepart-en-Île

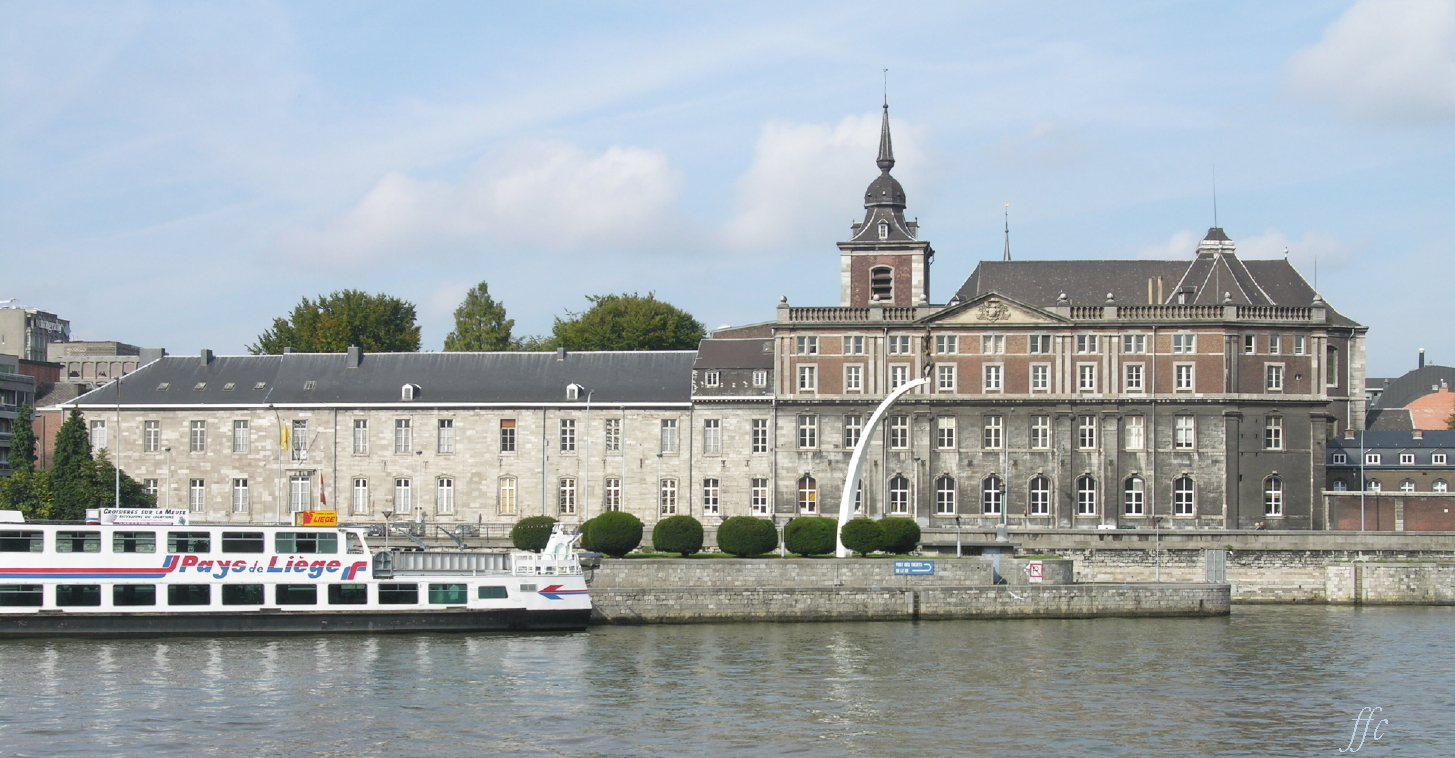
Abbaye de Beaurepart-en-Île, ancienne abbaye des Prémontrés, actuellement siège du Grand Séminaire et palais épiscopal de Liège.

L'abbaye de Beaurepart-en-Île est construite au début du XIIIe siècle par les Frères Mineurs en bordure du delta d'un bras de la Meuse, la Sauvenière et du quai de la Meuse, face à l'actuel port de plaisance. Elle a ensuite été occupée peu de temps par les chevaliers de l'ordre teutonique à partir de 1243 — qui vont s'installer derrière le palais des Princes-Évêques —, avant d'être cédée en 1288 aux Prémontrés. L'église Saint-Corneille, érigée au XVe siècle, de style gothique, a été reconstruite de 1762 à 1770. Les Prémontrés vont gérer neuf paroisses pendant cinq siècles et l'occuper jusqu'à la période révolutionnaire. Devenu magasin, entrepôt et salle d'armes, Napoléon, de Vienne, va en faire le siège de l'évêché et du Grand Séminaire de Liège.

#### Abbaye des augustins de Saint-Gilles

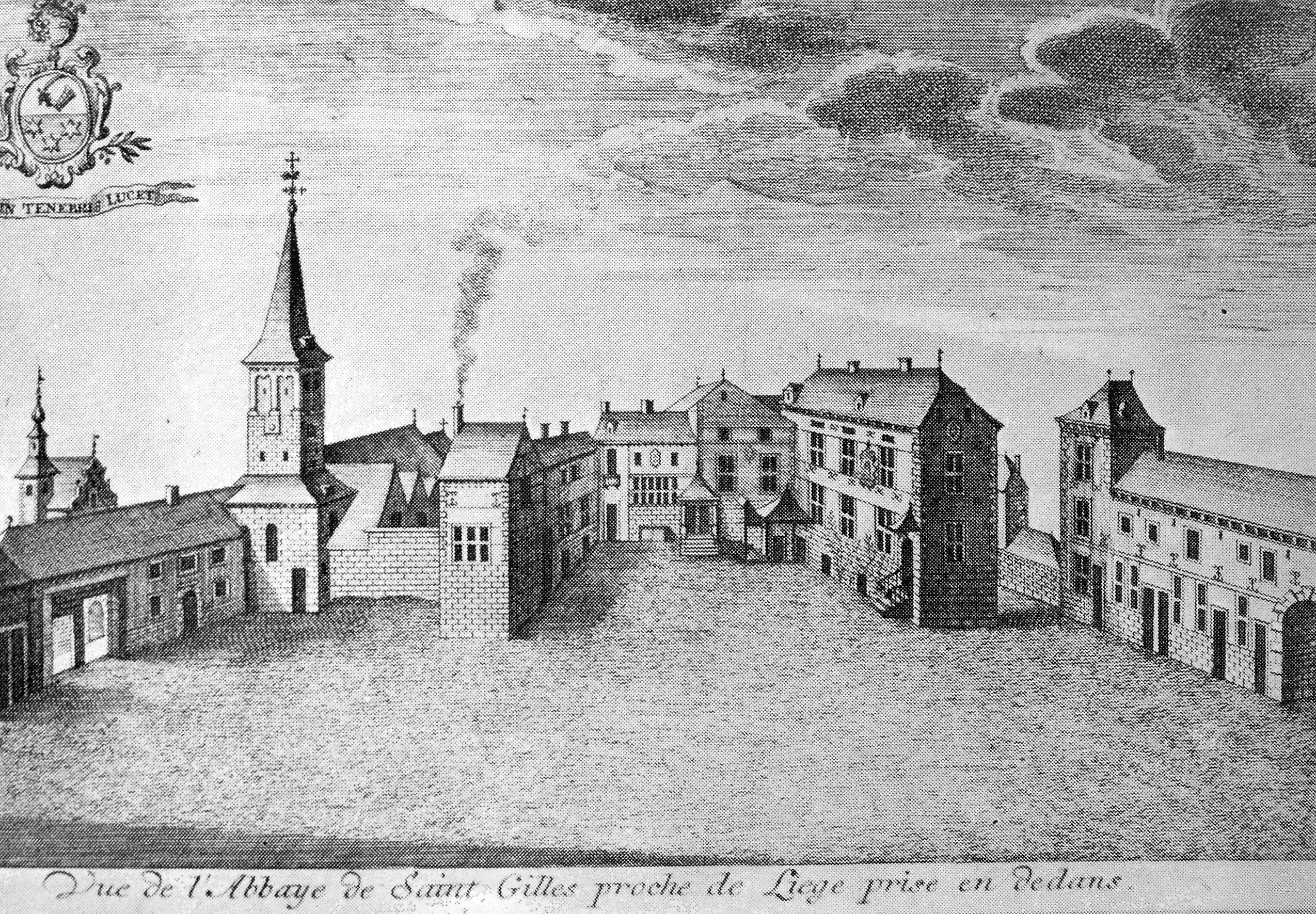
Abbaye de Saint-Gilles à Liège au XVIe siècle.

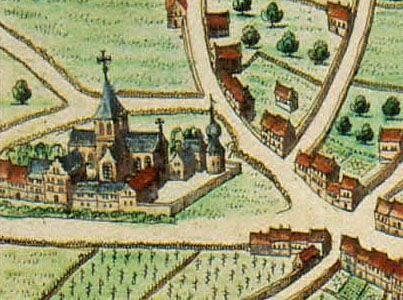
L'abbaye de Saint-Giles, sur les hauteurs de Liège avant 1459.

Entre la Meuse et l'Ourthe: le bâtiment au centre droit devant l'église détruite abrite toujours la salle capitulaire.
Elle a été érigée dès 1124 par le prince-évêque Albéron Ier de Louvain. Selon la légende, Saint-Gilles ne fut d'abord qu'un ermitage où s'établit en 976 un musicien ambulant nommé Gonderan, originaire de Saint-Gilles en Languedoc. Bérenger, abbé de Saint-Laurent, décédé en 1113, en fit don à un chanoine régulier nommé Géricon qui vint l'habiter avec d'autres chanoines. Albéron évêque de Liège consacra l'église en 1126 et contribua beaucoup à l'agrandissement du monastère converti en abbaye dès l'année 1124.
Reconstruite en 1167 à la suite d'un violent incendie, l'abbaye de Saint-Gilles fut sécularisée par Pie VI le 27 juin 1786 et leurs chanoines réunis à ceux de Saint-Jacques. L'exploitation du charbon sous la colline va déstabiliser nombre de ses bâtiments. La révolution liégeoise va achever la vénérable institution. De l'immense abbaye, il ne reste plus que l'église romane remaniée et un petit bâtiment à la droite de la tour. Des habitations privées remplacent aujourd'hui les cloîtres.

#### Abbaye du Val des Écoliers du Christ de Notre-Dame de l'Isle

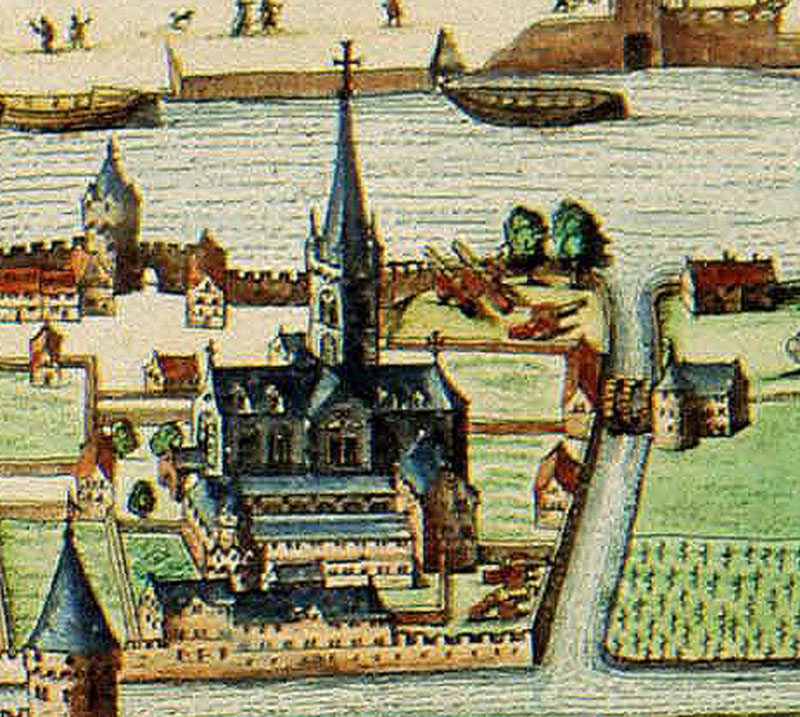
L'abbaye du Val des Écoliers de Notre-Dame de l'Isle à Liège dans le quartier d'Outremeuse.

L’abbaye du Val des Écoliers fondée au XIIe siècle est située à Liège dans le quartier d'Outremeuse, entre la Meuse et l'Ourthe. L'ordre du Val des Écoliers y installe un prieuré dès le XIIIe siècle et une abbaye dès le XVIe siècle.
Le bâtiment principal abrite toujours l'antique salle capitulaire aux six voûtes à nervures en tuffeau, seul témoin de l'architecture gothique du XIVe siècle à Liège. L'utilisation du monastère des Écoliers à des fins militaires a rapidement suivi le départ des ecclésiastiques à la Révolution et l'église de l'Île-Notre-Dame est démolie. En 1885, la caserne des Écoliers abritait le 2e régiment de lanciers qui, en 1914, comptait le cavalier Antoine-Adolphe Fonck, premier soldat belge tué dans la «Grande guerre» son nom sera désormais attaché à l'ancien monastère transformé en caserne. Classée en 1997, c'est devenu une école supérieure d'art et d'architecture.

### Les couvents masculins

#### Couvent des Bégards - Couvent du Tiers-Ordre de Saint-François
Ce couvent de la paroisse Saint-Thomas, proche de la collégiale Saint-Barthélemy, est tout d'abord occupé par des Bégards, moins connus que leurs homologues féminines, les béguines. Ce couvent est encore cité dans un acte de 1336. Il était à côté du couvent des frères Sachets, qui va lui aussi disparaître au XIVe siècle. Les Bégards devinrent frères tertiaires ou frères du Tiers-Ordre lors du concile de Latran. Le Tiers-Ordre de Saint-François est cité dans des actes 1315 et 1325. Deux actes de 1424 et de 1443 signale la présence du Tiers-Ordre dans la paroisse Saint-Thomas, proche de la porte Saint-Léonard. En 1518, ces frères abandonnèrent leur maison.
La tour des Bégards est une des portes fortifiées de l'enceinte de de Liège. Elle existe toujours et est située derrière l'hôtel Mercure au boulevard de la Sauvenière. Rénovée par l'architecte Jean Francotte en 1970, c'est actuellement un restaurant.
Les religieux de l'Ordre Capucins s'établirent à Liège vers 1372 sous le règne de Jean d'Arckel. Contiguë à celle des Carmélites du faubourg Saint-Léonard. L'évêque Jean de Hornes incorpora leur[Qui ?] couvent avec ses revenus à celui des dites Carmélites.[pertinence contestée][pas clair]

#### Couvent des Carmes En-Île
Le couvent des Carmes chaussés en île, à Liège qui suivait les règles des Carmes mitigés, est fondé vers 1249 sous Henri de Gueldre sur l'île de la Cité. Les carmes mitigés vont s'établir dans la rue dite des Barrés aujourd'hui rue des Carmes près de l'église Saint-Nicolas Au-Trez. La foudre en 1731 met le feu à la tour de l'église. Elle est rebâtie en 1737. Ce couvent occupait le côté gauche de la rue actuelle des Carmes jusqu'à la rue du Méry. Le 24 août 1798, le couvent, d'une superficie de 8 157 m2, est vendu.

#### Couvent des Carmes déchaussés

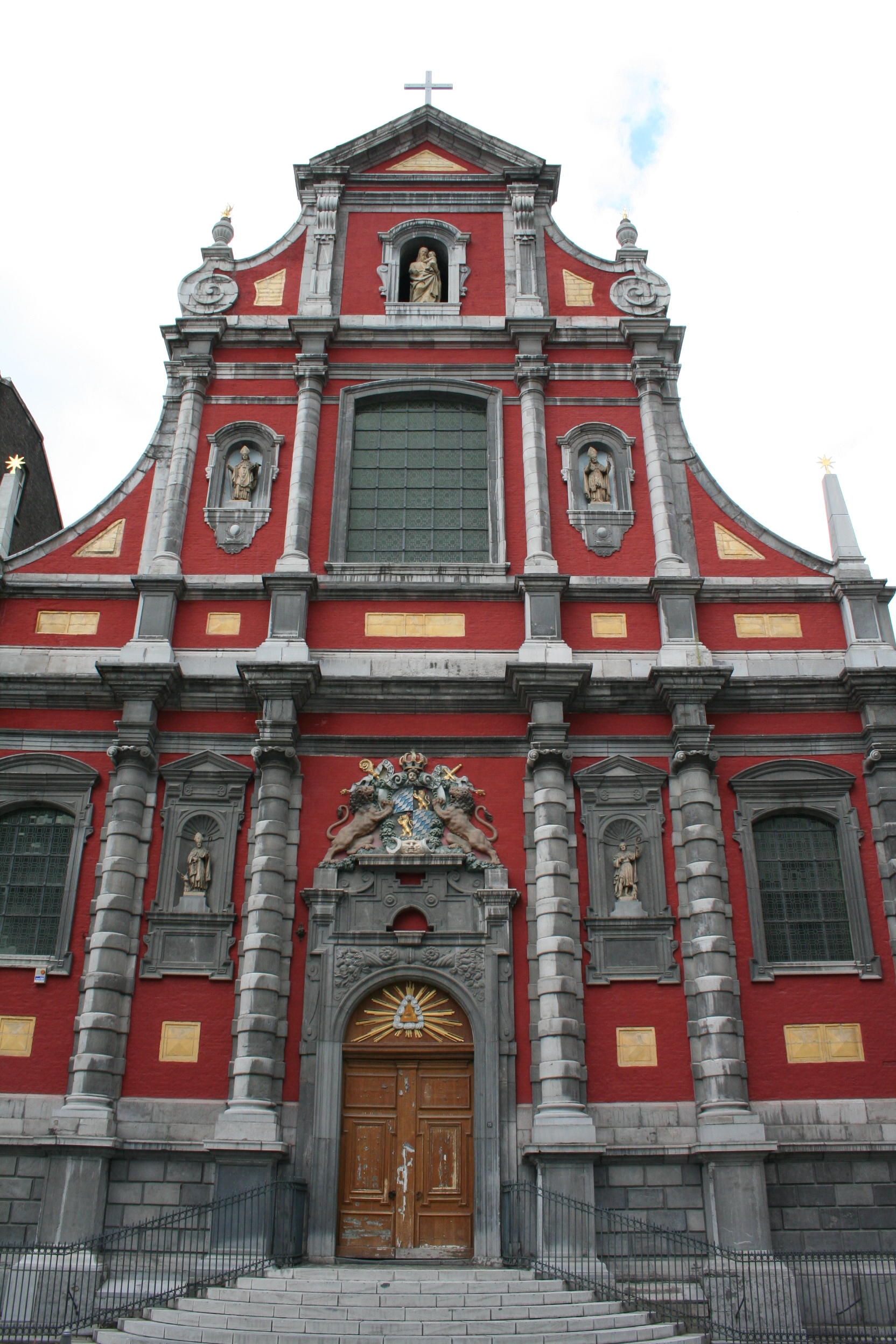
Façade de l'église du Couvent des Carmes déchaussés de Liège, appelée maintenant Saint-Gérard..

Il est établi En Hors-Château à Liège dès 1617 aidé par le comte Jacques de Bellejoyeuse. Leur église est enfin achevée en 1654 après quelques péripéties. À la Révolution, un Carme le rachète et les pères carmes achèvent leur existence dans le couvent qui, plus tard, est vendu à M. de Sélys. L'église va servir de magasin général pour l'armée. L'église et l'hôtel de Sélys attenant devient en 1838 la propriété des Pères Rédemptoristes qui la rendent au culte et la placent sous le vocable de Église Notre-Dame-de-l'Immaculée-Conception. Elle est ensuite consacrée comme église Saint-Gérard. Elle est vendue à la ville en 1964.
C'est actuellement un des bâtiments de l'école d'hôtellerie de la Ville de Liège.

#### Couvent des Croisiers de Liège

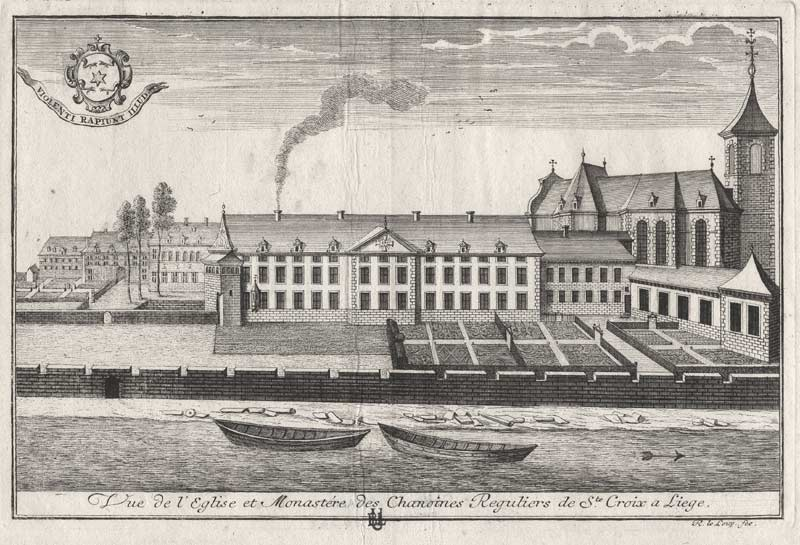
Couvent des Croisiers de Liège au XVIIIe siècle.

Le couvent des Croisiers de Liège, rattaché à l'ordre des Augustins, est situé rue des Croisiers. Ces Croisiers obtinrent, en 1273, sous Henri de Gueldre, l'autorisation de bâtir un couvent sur un terrain appartenant à l'abbaye de Saint Jacques. Ils reconstruisirent une nouvelle église vers 1504. Elle fut démolie en 1817 mais le couvent lui-même ne le fut qu'en 1847. On a élevé, sur le terrain qu'il occupait, rue des Croisiers, des écoles communales et des habitations particulières. C'est maintenant le centre culturel de la province et des Chiroux.

#### Couvent des Chartreux de Mont-Cornillon

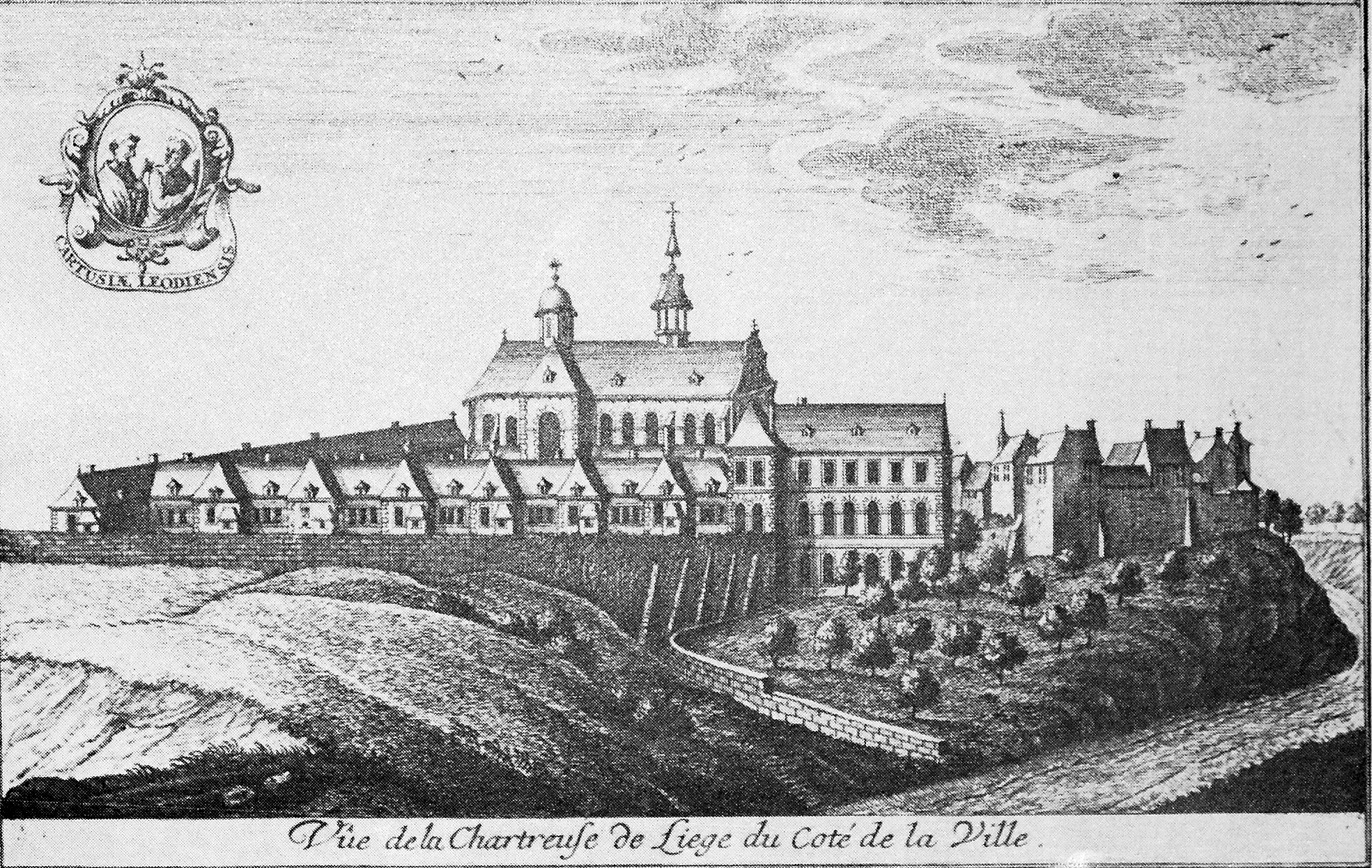
La Chartreuse de Liège au XVIIIe siècle.

L'abbaye de Cornillon fut, à la fin du XIIIe siècle, l'objet de tant de déprédations et de dévastations liées au brigandage, que les religieux n'avaient plus de quoi subsister. Ces religieux souhaitèrent abandonner le site pour se retirer dans d'autres maisons de leur ordre. Jean de Flandre, évêque de Liège, et le chapitre de la cathédrale vinrent à leur secours. Ils firent avec eux un grand échange de biens, en 1288, et leur cédèrent, entre autres, le couvent abandonné de Beaurepart en Isle, sur les bords de la Meuse.
Des bâtiments de l'abbaye de Cornillon, l'évêque Englebert de la Marck en fit une forteresse pour garantir la ville contre les pillages et le brigandage. Cette forteresse fut détruite plus tard lors d'un soulèvement des Liègeois, et le terrain, situé donc au Mont Cornillon, donné aux Chartreux en 1357, lesquels s'y établirent en 1360. Ils édifièrent sur ce terrain un monastère avec les fonds que leur laissa à cet effet Jean de Brabant, bourgeois de Liège. En 1488, lors du siège de la ville par les troupes de Robert et d'Adolphe, frères de Guillaume de la Marck, leur couvent fut complètement détruit. Mais Gilles de Liverlo, prieur du couvent qui mourut en 1667, fera construire une nouvelle église.
En 1650, les Lorrains ayant ravagé le pays, les Chartreux se réfugièrent à Spa d'où ils furent rappelés par Ferdinand de Bavière. Leur couvent fut occupé en 1689 par les troupes des États généraux et en juin 1691 par les troupes françaises lors du bombardement de Liège par le maréchal de Boufflers. En 1700, les Français s'emparent de nouveau de leur retraite[incompréhensible], ce qui contraint les religieux à se réfugier à l'abbaye de Beaurepart. Pendant l'assaut qui suivit l'occupation du couvent[pas clair], tous les bâtiments furent détruits et incendiés. Les Chartreux se dispersèrent alors et ne revinrent qu'en 1703, après le départ des Hollandais.
L'église fut rebâtie en 1788 puis démolie après sa mise en vente comme propriété nationale. Les huit colonnes de marbre de Saint-Remy qui paraient le chœur de cette église ornent aujourd'hui la façade du théâtre. Les bâtiments annexes[pas clair] furent transformés en établissement d'aliénés puis convertis en refuge pour la vieillesse sous la direction des Petites sœurs des pauvres. Le 13 octobre 1797, le couvent est vendu au comte de Couteleux.

#### Couvent de Saint-Léonard
Il abrite des Chanoines réguliers de saint Augustin. En 1112, Anscitille, chanoine de Saint-Jean[Quoi ?], offre au monastère Saint-Jacques un terrain en sa possession, afin d'y établir un prieuré. L'église est reconstruite en 1222, 1686 et 1736. Les chanoines des Bons-Enfants achètent, en 1489, à l'abbé de Saint-Jacques, le prieuré et le couvent de Saint-Léonard où ils s'installent, abandonnant aux Sœurs de Hasque leur établissement situé derrière Saint-Hubert[style à revoir]. Pendant la conquête française[Laquelle ?][Quand ?] le couvent de Saint-Léonard est converti en fonderie de canons.

#### Couvent des Guillemins
En 1280, Griseal de Bierset, chanoine et chantre de la Cathédrale Notre-Dame-et-Saint-Lambert de Liège, fonde, près de Sainte Véronique[Quoi ?], un hospice pour huit prêtres infirmes. Cependant, pendant plus de vingt ans, les évêques du diocèse sont embarrassés, car les religieux n'observent pas bien leur règle, et la communauté est endettée. En 1287, Jean de Flandre, évêque de Liège, change la destination de cet hospice en y installant des religieux Guillemins qu'il fait venir de Bernardfagne en Condroz. Cette petite fondation acquiert au fil du temps le statut de prieuré,. Après la Révolution, le 22 frimaire an VI (13 octobre 1797), les biens du couvent sont vendus.
La station ferroviaire dite des Guillemins est construite sur l'emplacement du couvent et des terrains ayant appartenu à ces religieux.

#### Commanderie de l'ordre Teutonique de Saint-André
La commanderie de l'ordre Teutonique de Saint-André s'installe à Liège en Basse-Pierreuse (actuellement rue du Palais) au début du XIIIe siècle. Elle avait autorité sur la paroisse de Saint-André, la paroisse de Saint-Gangulphe, l'Hospice de Mostard dès 1336 et le béguinage en Hors-Château dès le XIVe siècle. Elle relevait de la Commanderie des Vieux-Joncs dOude-Biesen, proche de Bilzen. Vendue par la République française, classé le 17 juin 1971, c'est actuellement une annexe du ministère de la justice (service des prodeo) tandis qu'une autre partie, rénovée, est convertie en habitation.

#### Couvent de Saint-Mathieu
Il appartient à l'ordre de la Compagnie de Jésus ; c'est un ancien couvent de chanoines réguliers converti en séminaire au XVIe siècle[réf. souhaitée]. Le collège est réuni au Grand Collège après la disparition des jésuites[incompréhensible].

#### Couvent des Dominicains En-Île
Il appartient à l'ordre des Prêcheurs. Ils sont appelés à Liège en 1229 par Jean d'Eppes. Leur couvent est bâti en île au XIIIe siècle grâce à l'aide d'Érasme Boulanger, Jean et Pierre de Neuvice, bourgeois de Liège. Le couvent se situait le long de la rue des Dominicains, l'Opéra royal de Wallonie est construit sur les jardins du couvent. L'église conventuelle achevée en 1242 était érigée au croisement de la rue des Dominicains et de la rue Pont d'Île. Dédiée à sainte Catherine, elle est consacrée le 13 août 1242 par l'évêque de Liège Robert de Thourotte, l'évêque de Cambrai Gui de Laon et l'évêque de Lausanne Boniface de Bruxelles. En raison de sa vétusté l'église est reconstruite en 1674 d'après les plans de Bertholet Flémal. La brasserie des Dominicains existait encore fin XIXe siècle, située sur le Pont-d'Île.
Au XVIe siècle, les Frères Prêcheurs font élever une brasserie donnant sur la rue Pont d'Île devant l'église Sainte-Catherine. Elle survit à la reconstruction de l'église dont elle était proche mais elle est vendue à la famille Dejardin avant 1752. En 1718, une fontaine est élevée sur un des pignons du bâtiment, celle-ci est alimentée en eau par les galeries Roland. Elle est transférée en 1870 dans la seconde cour du palais des princes-évêques et se trouve actuellement au Grand Curtius.
Le couvent est supprimé en 1796 lors de la période révolutionnaire. Le 10 août 1816, le roi des Pays-Bas, en accord avec la ville, décide que « le bâtiment des Dominicains serait cédé à l'effet d'établir un nouveau débouché et de construire une salle de spectacle » La destruction du bâtiment débute en août 1817, l'Opéra royal de Wallonie est construit de 1818 à 1820 sur l'emplacement des anciens jardins. La brasserie survit jusqu'en 1912 et est remplacée par une salle de music-hall, le Kursaal. Il deviendra en 1927 un cinéma, le Caméo, puis en 1939 le Normandie, avant de fermer ses portes dans les années 1970. Le bâtiment est désormais une des entrées de la galerie Opéra.

#### Couvent des Mineurs de Liège

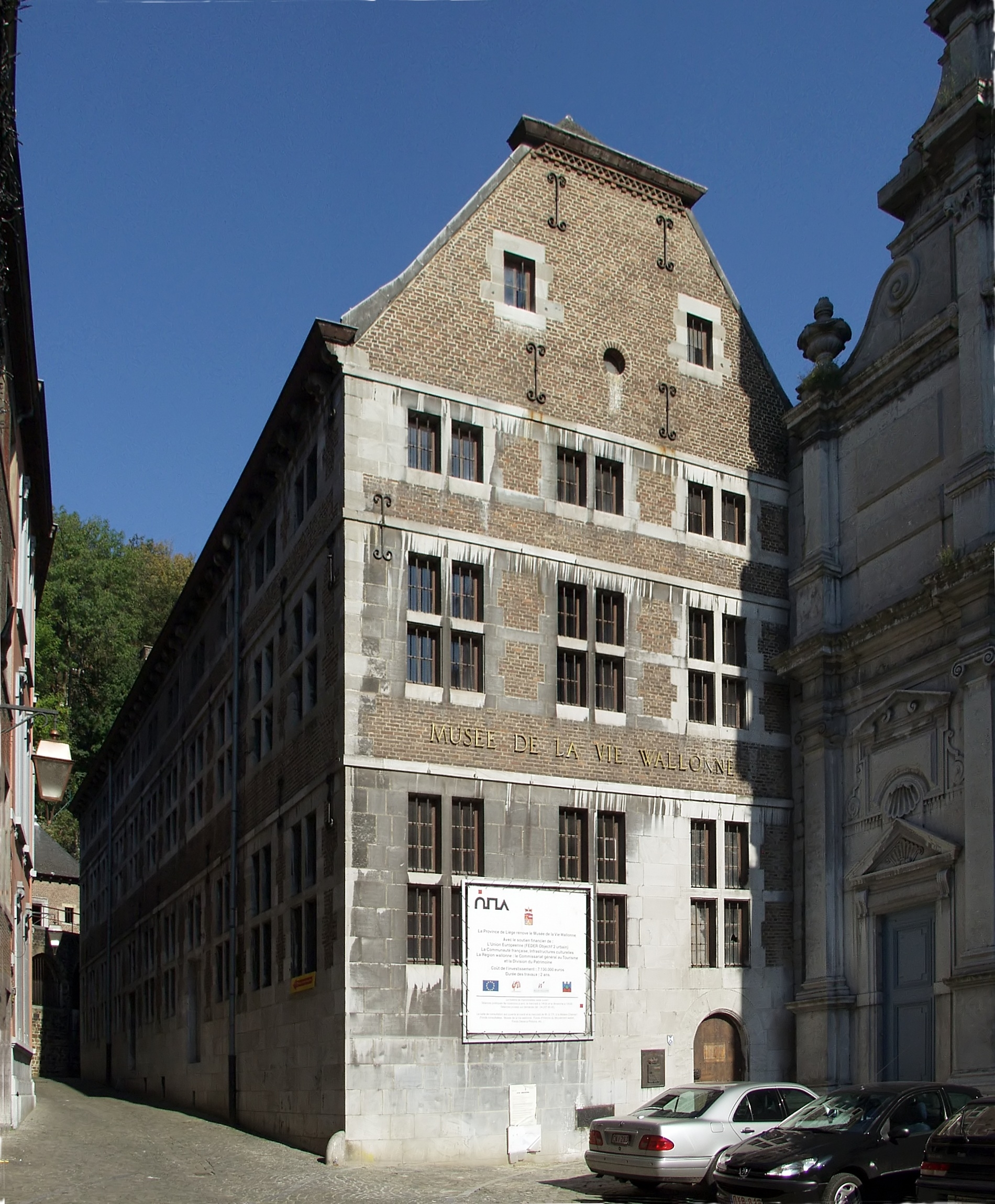
Couvent des mineurs de Liège — Style mosan du XVIe siècle— Actuellement musée de la vie wallonne.

Le couvent des mineurs de Liège, ou Couvent des franciscains en Hors-Château, est fondé au XIIIe siècle par des franciscains. Il fonctionnera jusqu'à la Révolution française. Ensuite, les bâtiments ont été affectés à des commerces et à des habitations, mais furent sinistrés par l'explosion d'une bombe à la fin de la guerre. C'est actuellement le Musée de la vie wallonne. L'église Saint-Antoine est aujourd'hui désacralisée.

#### Couvent des Récollets
Le couvent des Récollets ou Couvent de Jérusalem est un couvent de Liège fondé à la fin du XVe siècle appartenant à l'Ordre des récollets frères mineurs, Ordre franciscain. Ce couvent, installé dans le quartier d'Outremeuse le long des murailles de la Cité hébergera jusqu'à plus de quatre-vingt pères, et va participer à la vie de la Cité de Liège jusqu'à la Révolution française. Entièrement rénové, c'est actuellement l'Auberge de Jeunesse Simenon. Son église, l'Église Notre-Dame et Sainte-Barbe deviendra l'Église Saint-Nicolas à la démolition de celle-ci.

#### Couvent des Augustins En-Avroy

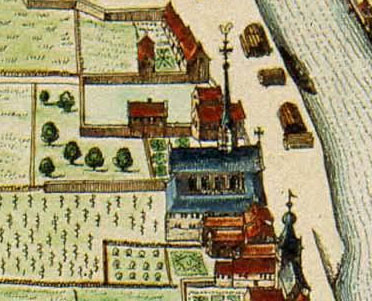
Couvent des Augustin En-Avroy, face au rivage de l'abbaye de Saint-Jacques.

Il appartient à l'« Ordre » des augustins qui ne seront installés à Liège que fort tard soit au XVIe siècle.
Face au rivage de Saint-Jacques, le couvent est terminé en 1506. L'Église Sainte-Anne est consacrée en 1527 et reconstruite par Jacques-Barthélemy Renoz en 1750. Le couvent est supprimé après la Révolution française, le 1er septembre 1796.
À la fin du XIXe siècle, les Dames de l'Adoration perpétuelle vont la rendre au culte et l'appeler Église du Saint-Sacrement. Les rues du Jardin Botanique et des Augustins seront percées sur son emplacement. Le bras de la Meuse comblé, le bâtiment est aujourd'hui boulevard d'Avroy, c'est actuellement un bâtiment commercial.

#### Collège en Isle - Collège des Jésuites wallons

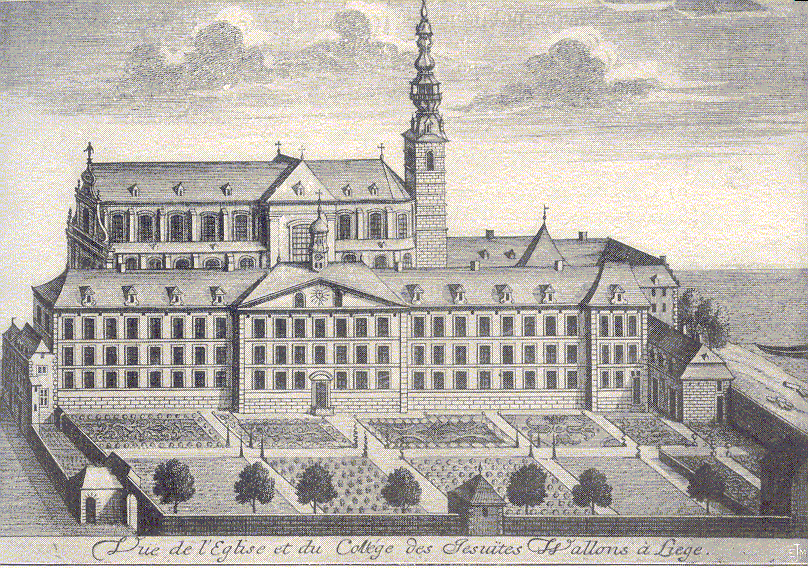
Collège des jésuites en Isle.

Le Collège en Isle ou encore Collège des jésuites wallons était un établissement jésuite d'éducation secondaire, sis sur ce qui était l'île de la Meuse dans la Principauté de Liège. Fondé par les jésuites en 1582 il passa en d'autres mains lorsque l'ordre des jésuites fut supprimé en 1773. L'université de Liège (place du Vingt-Août) en a repris les bâtiments. L'Église du Saint-Sacrement est démolie.

#### Collège des Jésuites anglais

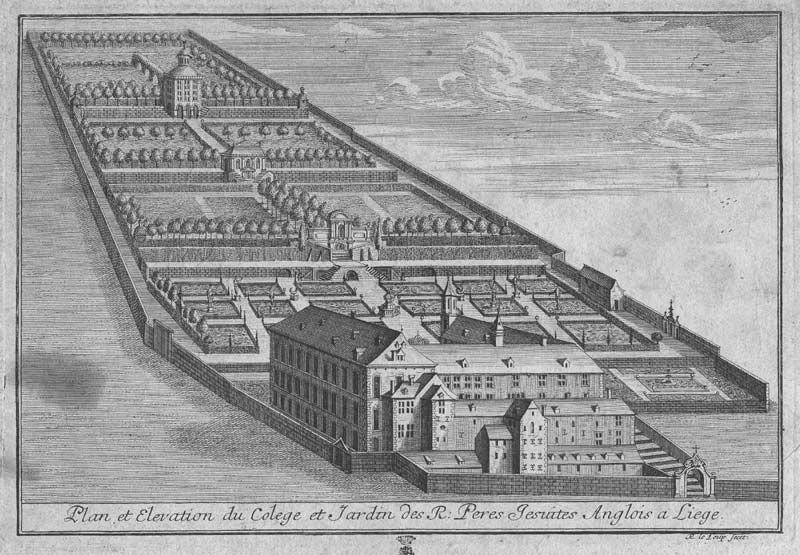
Collège des Jésuite Anglais à Liège, vers 1740, Gravure d'après Remacle de Loup.

Le collège des jésuites anglais est fondé en 1616 à Liège. La philosophie et la théologie y sont enseignées. L’institution perdure jusqu’à la fin de l’Ancien Régime. Après le transfert du collège en Angleterre (Stonyhurst College), l’édifice connait de très diverses affectations et notamment l'hôpital des Anglais pendant le XXe siècle. Actuellement, le bâtiment est occupé par les bureaux de la région wallonne, la DGATLP.

#### Couvent des Minimes

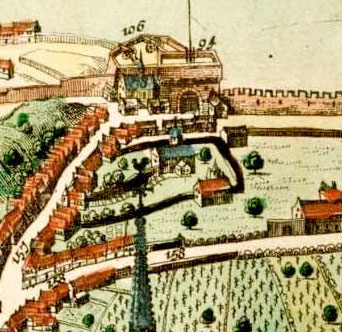
Couvent des Minimes au centre, et la porte Saint-Walburge et la chapelle Sainte-Balbine en haut, vers 1649.

Il appartient à l'Ordre des Minimes de Jupille ; les Minimes s'établirent à Liège en 1617. Leur première demeure était sur la place Saint-Pierre. Ils firent leurs prédications dans la collégiale de ce nom, ensuite ils s'établissent en Souverain-Pont dans la maison du mayeur Defize et enfin en Pierreuse où en 1625, ils construisirent un couvent sur un terrain qui leur est donné par Laurent Butbach. En 1624, ils s'installent au-dessus de la commanderie teutonique de Saint-André. L'église, construite en 1695 aux frais du baron Érasme-Louis Surlet de Chokier, a été démolie en 1797.
Le 19 ventôse an V (9 mars 1797), le couvent, d'une surface de 16 verges grandes et 2 1/2 petites fut vendu 15 512 livres 12 sols.

#### Couvent des Capucins de Hocheporte
En 1598, ils s'installent dans le collège des Jésuites wallons en Île. Jean Curtius et d'autres riches particuliers leur firent bâtir un couvent et une église dont la dédicace fut faite en 1608 et qui étaient situés entre le Couvent de Sainte-Claire et l'établissement du Couvent des Cellites. L'église a été démolie mais les jardins et les bâtiments ont été utilisés pour l'Hospice des insensés. Le 1er avril 1797, le couvent est vendu. Le portail est visible au no 36 de la rue des Anglais.

#### Couvent des Capucins de Sainte-Marguerite
Les Capucins de Hocheporte fondèrent en 1667 un second établissement à Sainte-Marguerite. Ce fut Gilles François de Surlet archidiacre d'Ardenne qui leur fit bâtir un couvent à ses frais. Il était situé à l'endroit où se trouve au XIXe siècle l'établissement de Fontainebleau. À la Révolution française, le couvent, l'église et les dépendances d'une superficie de 12 888 m2 sont vendus le 19 février 1797.

#### Couvent des Cellites En-Volière - La Volière
Les frères Cellites en Volière ou Alexiens de Liège apportaient primitivement des soins aux victimes des croisades, puis des épidémies et notamment de la peste. Ils procédaient aux funérailles, et par après, comme à Liège, gardèrent les malades mentaux légers. La Volière — dont le bâtiment du XIVe siècle à l'enseigne de La Licorne - est toujours située rue Volière, devint un asile public pour malade mentaux au début du XXe siècle, jusqu'en 1958. Rénové, c'est actuellement des habitations privées.

#### Couvent des frères du Sac - Couvent des Sachets
Les frères Sachets, Saccites, ou Sackdraegers en thiois sont ainsi nommés à cause de la forme de leurs vêtements ou de la nature de l'étoffe de ceux-ci. Appelé aussi l'Ordre de la Pénitence de Jésus-Christ, ils vont s'installer à Liège dès 1265. Ils sont appelés par Henri de Gueldre comme les Croisiers et les Carmes. Le chapitre de Saint-Lambert les autorise à s'installer à Liège à condition de n'avoir qu'une maison, l'opposition des anciens ordres à l'installation des ordres mendiants étant forte. En 1298, elle était subordonnée à une autorisation papale. C'est un très vieux couvent qui disparaît entre 1294 et 1297. L'ordre mendiant est supprimé et une bulle du pape répartit leurs biens dans d'autres ordres. Il est probable qu'à Liège, qui faisait partie des provinces d'Allemagne, les Saccites se seront fondus avec les frères Prêcheurs à la fin du XIIIe siècle.

#### Couvent desFratres- Couvent des Hiéronymites
Le but de cette corporation était d'instruire la jeunesse. En 1495 sur l'invitation de Jean de Hornes, ils viennent de Bois-le-Duc se fixer à Liège. Ils s'établissent provisoirement dans les cloîtres de Saint-Paul en attendant que l'église et les écoles qu'on leur construisait sur le rivage de l'île aux Hochets soient terminées. Ils y entrent en 1497 et l'église consacrée en 1509 est dédiée à Saint Jérôme — de là leur vient le nom de Hiéronymites. Les bâtiments qu'ils occupaient passèrent en 1581 aux Jésuites wallons.

#### Couvent des Oblats
De style néogothique, l'église des Oblats et église Saint-Lambert est édifiée d'après les plans de l'architecte liégeois Hubert Froment entre 1895 et 1897 par les missionnaires oblats qui avaient acheté l'ancien casino du Beau-Mur se trouvant juste à côté. L'ancien casino avait été transformé en maison de formation internationale et l'église fut le cadre de nombreuses ordinations sacerdotales. En 1934, le diocèse de Liège, en dialogue avec les Missionnaires Oblats, décida de consacrer l'édifice et la paroisse sous le vocable de Saint-Lambert en mémoire de la cathédrale Notre-Dame-et-Saint-Lambert de Liège.
Durant la Deuxième Guerre mondiale, les vitraux colorés de l'église furent détruits en 1944 à la suite de l'explosion d'une bombe volante. L'ancien casino et les autres installations du couvent furent quant à elles détruites à la fin de la guerre, l'église restant le seul vestige de l'ancien couvent.
L'église renferme quelques trésors des Missionnaires Oblats, ainsi que certains trésors de la cathédrale démolie Saint-Lambert. Ces trésors sont néanmoins rarement exposés, l'église est souvent la cible de voleurs et de vandales durant les années 1990 (notamment la statue de Notre-Dame-des-Bonnes-Nouvelles, datant du XIVe siècle, volée le 18 septembre 1996). L'église n'est plus accessible au public depuis 2010.

### Les monastères féminins

#### Abbaye de Robermont
La fondation de cette abbaye de l'ordre de Citeaux remonte à l'année 1015. Sa première reconstruction eut lieu en 1193 par Ermede des Prez première abbesse de Robermont. En 1230, l'incendie fait sortir les religieuses, elles vont remplacer au Val-Benoît les chanoines augustins qui venaient de s'établir au Val-des-Écoliers. Lambert à Lapide, chanoine de Liège, fait reconstruire le couvent à ses frais et en 1244 une partie des religieuses du Val-Benoît rentra dans le couvent de Robermont.
À la Révolution française, le couvent d'une superficie de 28 638 m2 et la ferme d'une superficie de 309 793 m2 sont vendus, le 11 avril 1797, aux ex-religieuses.
C'est sur les terrains qui dépendaient de cette abbaye que se trouve le cimetière de la ville de Liège.

#### Abbaye du Val-Benoît
L'abbaye du Val-Benoît fut d'abord un prieuré de chanoines augustins érigé vers 1220 par Otton des Prez doyen de Saint-Paul. En 1225, la dédicace de l'église fut faite par Conrad, légat du pape Honoré III. Les chanoines du Val-Benoît se rendirent en 1230 au Val-des-Écoliers et leur couvent passa aux religieuses de Robermont, Ordre de Citeaux.
L'abbaye cistercienne est incendiée en 1568, les moniales sont 39 et les converses sont une quinzaine. À la révolution, le couvent d'une superficie de 36 035 m2 est vendu le 11 avril 1797.
Le 18 novembre 1850 est créée en face du site de l'abbaye une halte ferroviaire sur la ligne 125. La halte a entre-temps été supprimée.
Le bâtiment actuel est une réplique du bâtiment abbatial gravement endommagé durant la Seconde Guerre mondiale. Il a été reconstruit très fidèlement au début des années 1950 par les architectes Jean François et J.-F. Plumier. Le bâtiment actuel n'a jamais eu de fonction monastique et constitue un exemple intéressant de reconstitution historique en architecture.
À partir des années 1930, l'université de Liège construit sur le site un complexe de bâtiments, dessiné, entre autres, par l'architecte Joseph Moutschen pour héberger les services de physique, chimie et mathématiques. L'université commence à transférer ces différentes facultés à partir des années 1960 et le site est laissé complètement à l'abandon depuis le début des années 2000. En 2001, le FOREM, administration chargée de l'emploi en Région wallonne, s'installe dans le bâtiment des mathématiques ainsi que dans l'abbaye.
Depuis 2013, le Val-Benoît est en réhabilitation et accueillera à terme dans les bâtiments rénovés des bureaux d'entreprises.

#### Abbaye bénédictine de la Paix Notre-Dame
Elle a été fondée en 1627.

### Les couvents féminins

#### Couvent des Chanoinesses des Anges
En 1629, sous les auspices de Sébastien Hustin, chanoine de Sainte-Croix et curé de Saint-Michel, à Liège les Religieuses des Anges achetèrent sur Avroy la maison dite Melckhause près Sainte-Véronique et y construisent un couvent et une église. Ce couvent était le long du Grand Jonckeu et jointive du cimetière de l'église Sainte-Véronique.
À la suite de la révolution liégeoise, sous le régime français, le couvent, ainsi que ses terrains d'une superficie de 23 489 m2, est vendu le 19 février 1797.

#### Couvent des Augustines de Beauregard
Au XIVe siècle, le site est occupé par une maison champêtre jouissant d'une vue imprenable sur la ville donnant son nom de « Beauregard ». En 1640, les Ursulines acquièrent le site et y établissent le couvent de Beauregard. Deux ans plus tard, grâce à Mmes de Hoensbrouck et de Carouste, le couvent passe dans les mains des Augustines venues d'Aix-la-Chapelle qui se consacrent à l'éducation des jeunes filles.
En 1645, les Augustines quittèrent la rue du Mouton Blanc pour se rendre au faubourg Saint-Gilles où elles résidèrent jusqu'à la Révolution française. La chapelle est transformée en église en 1665 et la construction du cloître débute en 1684.
Le couvent et ses dépendances d'une superficie de 15 329 m2 sont vendus le 19 février 1797.
En 1821, le couvent est acheté par le chevalier Guillaume-Bernard Stas, membre de la Chambre des Représentants, pour y installer une école pour jeunes gens. En 1840, les Sœurs de Saint-Joseph, qui recueillent des jeunes filles pauvres et abandonnées et les forment à la couture et la broderie, s'y installe.
En 1885 la vieille chapelle est remplacée par une nouvelle église.
En septembre 1993, les Hautes Études Commerciales (HEC), établissement créé en 1898, s'installent sur le site de Beauregard. À cette occasion, l'église est détruite et de nouveaux bâtiments nouveaux sont conçus par les architectes Bruno Albert et Camille Ghysen. C'est dans le cloître du XVIIe siècle qu'est installée l'actuelle bibliothèque de HEC-ULg.

#### Couvent des Bénédictines d'Avroy
Les Bénédictines viennent de Namur en 1627 et s'établissent d'abord au Mont-Saint-Martin avant d'aller se fixer en Avroy où elles sont encore aujourd'hui. Elles bâtirent leur couvent sur un terrain qu'elles acquirent du séminaire épiscopal. L'église a été construite aux frais de Natalie Gordinne, leur première abbesse.
À la suite de la révolution liégeoise, le couvent, ainsi que ses terrains d'une superficie de 15 993 m2, est vendu le 19 février 1797.

#### Couvent des Bons-Enfants
L'hôpital des Bons-Enfants apparaît pour la première fois dans un acte de 1183 d'Albert, archidiacre de Liège. Il est situé entre la rue des Bons-enfants et la Table de Pierre.
Après avoir été occupé par les chanoines réguliers de Saint-Augustin, les Frères de la vie commune, les Sœurs de Hasque et les Cellites, l'ancien hôpital Sainte-Élisabeth échut aux 14 sépulcrines de Nieuwstadt qui vinrent s'y installer en 1496. L'évêque les avait admises à condition que leur communauté ne dépasse jamais 25 membres. En 1740, il y a 21 religieuses ; en 1796, 13 religieuses.

#### Couvent des Capucines de Hors-Château
Les Capucines s'établissent à Liège en 1626. Elles occupèrent tout d'abord une maison dans les cloîtres de la collégiale Saint-Barthélemy. Elles vont ensuite dans la Basse-Sauvenière, puis au faubourg Saint-Laurent et enfin dans la rue Hors-Château. Leur église est construite en 1646. Ce couvent était situé au coin de la rue du Champion en Hors-Château. Le couvent et les terrains d'une superficie de 16 920 m2 sont vendus le 14 mars 1797. Il est à nouveau occupé par les Filles de la Croix après avoir été propriété particulière.

#### Couvent des Carmélites déchaussées Au-Potay
Les Carmélites déchaussées s'installent en 1627 provisoirement près l'église Saint-Paul en face de la tour. Elles quittent en 1655 cette demeure et se déplacent près la porte de Vivegnis, proche de la collégiale Saint-Barthélemy où elles resteront jusqu'au XIXe siècle.
À la suite de la révolution liégeoise, sous le régime français, le couvent avec l'église et les terrains environnants d'une superficie de 14 490 m2 sont vendus le 19 février 1797.

#### Couvent des Carmélites de Cornillon
Le 20 octobre 1860, Monseigneur de Montpellier installe dans les bâtiments de Cornillon neuf religieuses du couvent des Carmélites déchaussées du Potay. Il a été fondé en 1860.

#### Couvent des Carmélites mitigées de Saint-Léonard
Le couvent des Dames blanches ou Carmélites chaussées de la porte Saint-Léonard de l'observance mitigée établies au faubourg Saint-Léonard du côté des vignes, est fondé en 1460 par Julienne de Lierneux et quelques autres personnes pieuses. Le prieur général de l'ordre, Jean Soreth, fit la dédicace de leur église. En 1468, le couvent fut détruit dans le sac de la ville de Liège par le duc de Bourgogne, Charles le Téméraire. Il fut rebâti en 1475. En 1724, on dénombre une sous-prieure et 20 religieuses. En 1796, quinze religieuses et quatre sœurs converses.
Sous l'administration française, il fut converti en parc d'artillerie et ensuite en fabrique de draps. En 1826, on y érige une fabrique d'outils d'acier et depuis 1836 on y établit le siège de la Société Saint-Léonard.
Les bâtiments subsistants sont détruits en 1940, lorsque la rue Maghin est prolongée jusqu'à la place des Déportés.

#### Couvent des Célestines Sur-Avroy
Les Célestines d'Avroy, religieuses venues de Tongres en 1677, fondèrent un couvent sur Avroy. Elles habitent d'abord le couvent de leur ordre qui existait déjà rue de Fauquemont, aujourd'hui rue des Célestines puis s'installèrent derrière Saint-Denis. En 1680, elles quittèrent cette maison pour entrer dans celle dite du Mouton d'Or au bout du faubourg d'Avroy. Elles en déménagent en 1697 pour se fixer dans la maison de Saint-Michel située dans le même faubourg et qu'elles achètent à un nommé Vivario. La rue Sainte-Marie a été ouverte sur une partie de l'emplacement de ce couvent.
Ces religieuses constituent l'Ordre des Célestines. Célestines de Tongres a été chassée par les Français en 1677.
Ce couvent a été transformé en maison de santé en 1827.

#### Couvent des Célestines En-Île
Les célestines en Île viennent de France en 1627 et occupèrent une maison vis-à-vis de l'église Saint-Hubert, d'où elles allèrent en Souverain-Pont dans la maison des Ursulines. En 1628, elles achetèrent une maison rue de Fauquemont, actuelle rue des Célestines, près de Saint-Jean-en-l'isle, où elles se fixèrent définitivement. L'église fut bâtie vers 1630.
À la suite de la révolution liégeoise, sous le régime français, le couvent avec l'église et le jardin d'une superficie de 3 900 m2 est vendu le 19 août 1798. Sur l'emplacement du couvent, on a construit des maisons privées.

#### Couvents des Clarisses En-Île

##### Première installation
Une première tentative d'installation des Clarisses a lieu en 1340.
Trois sœurs disposent de leurs biens pour fonder un monastère de filles de l'ordre de Sainte-Claire au lieu de Bruxtheal.
Fondé par Dulle, Jeanne et Enguienne, le couvent semble établi dès 1342,.

##### Deuxième installation
L'installation des clarisses du deuxième ordre franciscain fut chose faite un peu avant 1475.

##### Troisième installation
Les Clarisses en Île de l'ordre de Sainte-Claire quittent Bruges en 1604, et viennent occuper un quartier de l'hôpital de Bavière. L'abbesse ayant appelé en 1605 le reste de la communauté, ces religieuses se transportèrent près de Saint-Jean-Evangéliste, puis à côté de la collégiale Saint-Barthelemy. En 1606, l'abbé de Saint-Jacques leur fit don, non loin des Carmes en Île, d'un terrain sur lequel on bâtit un couvent. L'église fut construite en 1608, par les soins de Henri de Berlo et de Jeanne de Duras son épouse; la dédicace en fut faite en 1610 par André Streignart.
Le couvent est vendu en deux lots le 1er avril 1797. Ce n'est qu'en 1839 que le couvent est démoli et que l'on construit sur son emplacement l'Athénée Royal de Liège.

#### Couvent des Clarisses-Urbanistes
Les Urbanistes, couvent de sœurs clarisses qui suivait les règles de sainte Claire adoucies par Urbain IV, vinrent de Paris en 1488, pour s'établir au-dessus du village de Jupille.
Elles se fixèrent à Liège dans la maison, jardin et assises que leur vendit un certain Jacques Gor en un lieu-dit Royal dans la paroisse Saint-Servais. Leur couvent était séparé et coupé par la rue des Anglais qui le longeait jusqu'au rempart ; l'autre partie joignait d'un côté l'escalier des jésuites anglais, de l'autre celui des Capucins.
À la suite de la révolution liégeoise, sous le régime français, le couvent d'une superficie de 15 470 m2 est vendu 19 février 1797. Il fut partagé en plusieurs habitations et l'église convertie en magasin,.

#### Couvent des Conceptionnistes En-Bèche
Les Conceptionnistes originaires de Visé, quittent cette ville en 1691 et se rendent à Liège au faubourg Saint-Gilles et par après rue Grande-Bêche en Outremeuse. En 1733, leur couvent est la proie des flammes. En 1756, le nombre des religieuses est réduit à cinq. Elles cèdent leur maison pour y établir l'hospice des hommes incurables. Elles y mettent seulement la condition d'y être logées et nourries dans un quartier séparé leur vie durant. La destination affectée à ces bâtiments a été conservée jusqu'au XIXe siècle où ils sont encore un asile pour vieillards.

#### Couvent des Conceptionnistes d'Amercœur
Les Conceptionnistes d'Amercœur quittent Enghien en 1642 au nombre de quatre et s'installent à Jupille, pour ensuite s'installer dans le couvent de leur ordre à Verviers. De là, elles reviennent à Fayenbois près de Liège et obtiennent ensuite de Ferdinand de Bavière la permission de bâtir un cloître au faubourg d'Amercœur. Il était situé en face de l'église de Saint-Remacle.
À la suite de la révolution liégeoise, sous le régime français, le couvent avec ses dépendances d'une superficie de 26 791 m2 est vendu le 19 février 1797. Devenu propriété privée, il a été démoli.

#### Couvent des Dominicaines En-Glain
Les Dominicaines sont établies au-dessus du faubourg Sainte-Marguerite à Glain par Anne Bomael, prieure de Châtelet. Leur couvent était contigu à l'église paroissiale que Pierre Stevart, grand vicaire de Liège, fait construire en 1620 sous le titre d'église Saint-Sauveur.
À la suite de la révolution liégeoise, sous le régime français, le couvent avec la chapelle, les jardins et prairies, d'une superficie de 1,049 m2 est vendu le 21 janvier 1798.

#### Couvent des Franciscaines
Elles sont établies dans le faubourg Sainte-Marguerite à l'endroit dit Aux Arzis.

#### Couvent des Recollectines En-Bèche
Les Recollectines, appartenant à l'ordre des Frères mineurs récollets, vont demeurer, en 1632 dans la rue Grande-Bêche au bord de la Meuse. Thierry de Grâce, suffragant de l'évêché de Liège fait la consécration de leur église en 1635. Elle est placée sous l'invocation de saint Joseph.
À la suite de la révolution liégeoise, sous le régime français, le couvent avec l'église et les dépendances qui joignaient la Meuse, la brasserie, les étables, les jardins et les prairies situés de l'autre côté de la rue Grande-Bêche d'une superficie de 16 876 m2 sont vendus le 19 février 1797.
Ce couvent, situé en face de l'hospice des incurables est converti en fabrique de draps, et est incendié au début du XIXe siècle.

#### Couvent des Récollectines du quai Saint-Léonard
L'ordre des Récollectines est fondé à Liège en 1686 sous Maximilien-Henri de Bavière. Leur établissement définitif n'a pourtant lieu qu'en 1695. Ce sont deux Récollectines du couvent de Huy qui fondent au quai Saint-Léonard une maison dont Joseph-Clément de Bavière posa la première pierre et qui fut appelée couvent de Saint-Michel. On a construit sur l'emplacement de ce couvent une filature appartenant à la Société lainière de Saint-Léonard, au coin de la rue Marengo.
À la suite de la révolution liégeoise, sous le régime français, le couvent avec ses dépendances d'une superficie de 5 615 m2 est vendu le 6 février 1800.

#### Couvent des Sépulcrines Sainte-Agathe
Le couvent situé sur le Publémont est édifié au XVIIe siècle. Il accueille les sépulcrines en 1634 après que celles-ci aient quitté le couvent des Bons-Enfants. Au XIXe et XXe siècles, les bâtiments du couvent servent d'hospice pour femmes aliénées avant d'être abandonnés en 1985. La société Lampiris achète le couvent en 2010 pour en faire son siège social.

#### Couvent des Sépulchrines anglaises
Les Sépulchrines anglaises s'établissent au Mont-Saint-Martin en 1616 et vont demeurer en Pierreuse de 1618 à 1631. Une bulle du pape Urbain VIII ayant supprimé leur ordre, une partie des religieuses embrassa l'ordre du Saint-Sépulcre, les autres se dispersèrent. En 1655, elles vont s'installer à l'hôpital des Coquins au début du faubourg Saint-Gilles en face de l'église Saint-Christophe. Ce couvent était situé chaussée Saint-Gilles à l'emplacement actuel de l'Institut Montefiore,. En 1794, la communauté s'enfuit de Liège sur un bateau à charbon pour rejoindre Londres en passant par Maastricht et Rotterdam. Elle s'installa à Chelmsford et où elle est encore présente.

#### Couvent des Sépulchrines de Sainte-Walburge
Pierre Stevart fonda en 1622 un couvent au faubourg Sainte Walburge. Une partie des Sépulchrines de la maison des Bons-Enfants va demeurer dans ce nouveau couvent contigu à l'église Sainte-Walburge.
À la suite de la révolution liégeoise, sous le régime français, le couvent avec dépendances d'une superficie de 8 781 m2 est vendu le 19 février 1797.

#### Couvent des Sœurs grises
Les sœurs grises, religieuses franciscaines, arrivent à Liège en 1513 pour combattre la peste et s'installent définitivement à Liège en 1516. Le prince-évêque Érard de La Marck en fit venir quatorze du couvent de Dinant pour soigner les pestiférés, onze d'entre elles succombèrent et furent enterrées dans l'église paroissiale de Saint-Remy.
Les trois survivantes nommées Marie Gouda, Marguerite Baloret de Saint-Florent et Marie Vincent obtinrent de Jean de Cromois, abbé de Saint-Jacques, le terrain nécessaire pour bâtir leur couvent. Jean Wernayc, curé de Saint-Remy, et Jeanne de Salme, épouse de Léonard de Weltz médecin d'Érard de la Marck, prirent une grande part à son érection. Elles y acquièrent une série de maisons ayant appartenu à Everard de Harzée en bail à rente à l'abbaye de Saint-Jacques. Les Sœurs Grises embrassèrent plus tard la clôture et cessèrent d'être hospitalières. Leur église avait été dédiée le 19 août 1699 par Louis François de Rossius de Liboy, évêque de Mundinitza (de) in partibus infidelium et suffragant de Liège.
À la Révolution française, les bâtiments, l'église et les terrains contigus d'une superficie de 4 009 m2 sont vendus le 12 décembre 1797. L'église est démolie après la suppression des couvents. Ce couvent existait encore au XIXe siècle, occupé par les Filles de la Miséricorde, rue des Clarisses.

#### Couvent des Sœurs-de-Hasque

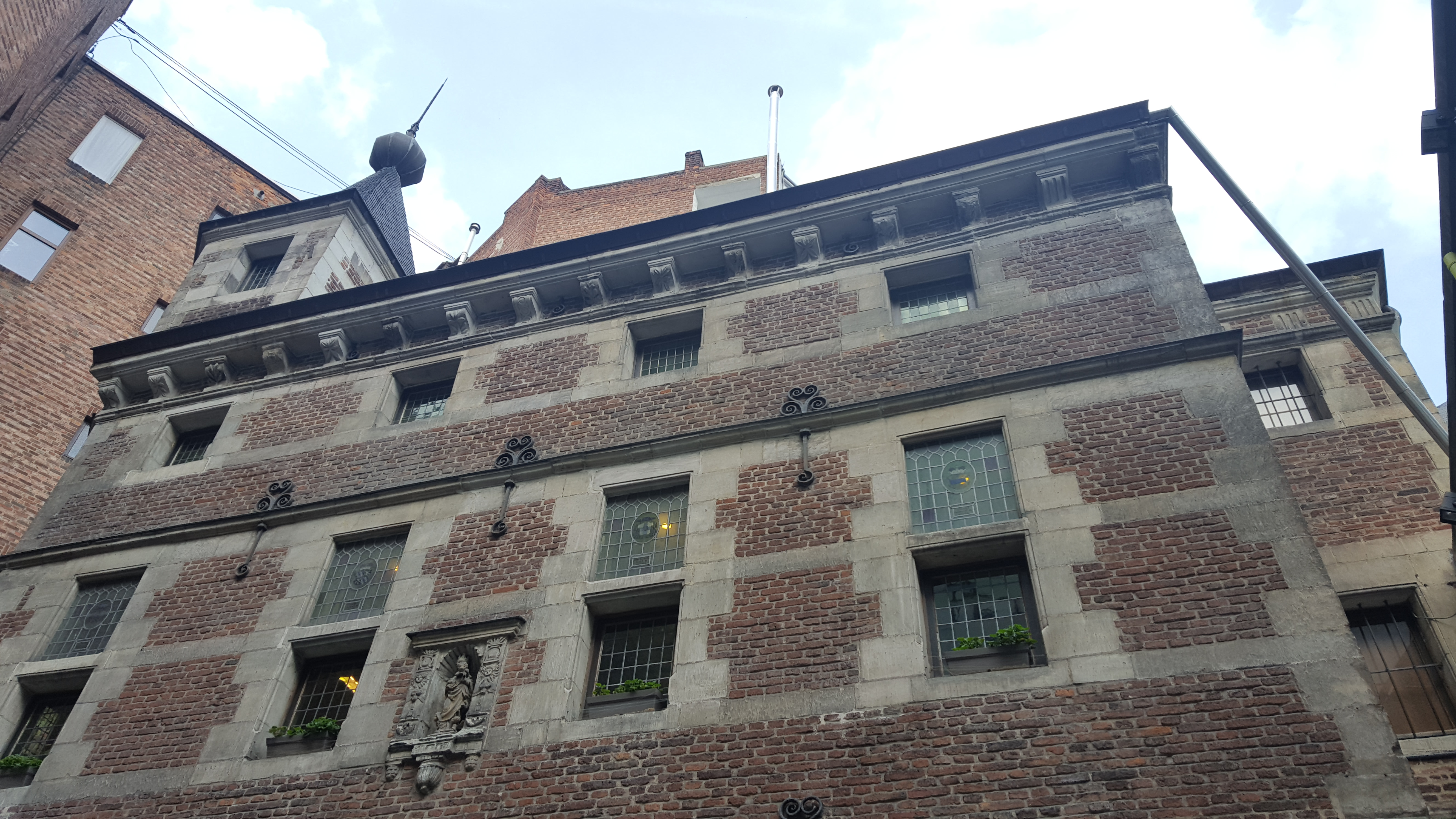
Maison sise rue Charles Magnette 5/9 (couvent des Sœurs de Hasque)

Les Sœurs de Hasque, franciscaines venues de Hasselt en 1489, s'établissent tout d'abord dans le couvent des Bons-Enfants derrière Saint-Hubert. Elles cèdent ensuite cette maison aux Frères Cellites en 1493 en échange de leur couvent situé dans la rue de Condélistrée devenue depuis la rue Sœurs-de-Hasque.
À la suite de la révolution liégeoise, sous le régime français, le couvent avec ses dépendances est vendu le 13 avril 1801. On construit sur son emplacement des propriétés privées.
Du couvent, il subsiste un pan de mur édifié perpendiculairement à la rue Sœurs-de-Hasque visible dans le cour du no 9, le café Pot Au Lait, ainsi qu'une maison de style Renaissance sise aux nos 5/9 de la rue Charles Magnette et édifiée vers 1618. Cette maison est reprise sur la liste du patrimoine immobilier classé de Liège depuis 1942.

#### Couvent des Tertiaires de Hocheporte
Les Pénitentes ou Tertiaires de Hocheporte, religieuses venues de Huy en 1641, vont demeurer au faubourg Hocheporte entre la rue Naimette et la rue de Xhovémont. Le couvent est fondé par trois sœurs grises de Huy : Jeanne de la Croix, Barbe de l'Ascension et Marguerite Noirivaulx qui devint la première supérieure.
Elles reconnaissant pour fondateur Gilles de Blocquerie, chanoine et chantre de Saint-Denis dont la pierre tombale est exposée au Grand Curtius. Cette pierre, travaillée simplement et fouillée à quinze centimètres de profondeur, est inachevée dans plusieurs de ses parties : elle reproduit la figure de Gilles de Blocquerie revêtu d'une chasuble de forme antique et sans ornements, plus large au dos qu'à la poitrine. Ce chanoine a les mains jointes, les yeux ouverts, les cheveux relevés sur le front, les moustaches retroussées en croc et la barbe taillée en pointe suivant la mode du XVIIe siècle. Gilles de Blocquerie mort le 14 août 1647 est enterré au milieu du chœur de l'église du couvent de Hocheporte.
À la suite de la révolution liégeoise, le couvent avec ses dépendances d'une superficie de 14 403 m2 est supprimé le 1er septembre 1796 et converti en habitations particulières. L'église est démolie.

#### Couvent des Urbanistes réformées
Les religieuses de l'ordre des clarisses, dites Urbanistes, s'établissent en 1638 dans la rue Sur-la-Fontaine. Leur couvent est ensuite occupé au XIXe siècle par les Dames Vaust qui dirigeaient un pensionnat de jeunes filles depuis 1826. C'est aujourd'hui un établissement scolaire qui appartient aux Dames de l'instruction chrétienne depuis 1839. Il se situe en regard de la rue des Urbanistes, au no 70 de la rue Sur-la-Fontaine.
Les Urbanistes tirent leur nom du pape Urbain IV, né Jacques Pantaléon, qui fut archidiacre à Liège de 1241 à 1253.

#### Couvent des Ursulines de Hors-Château

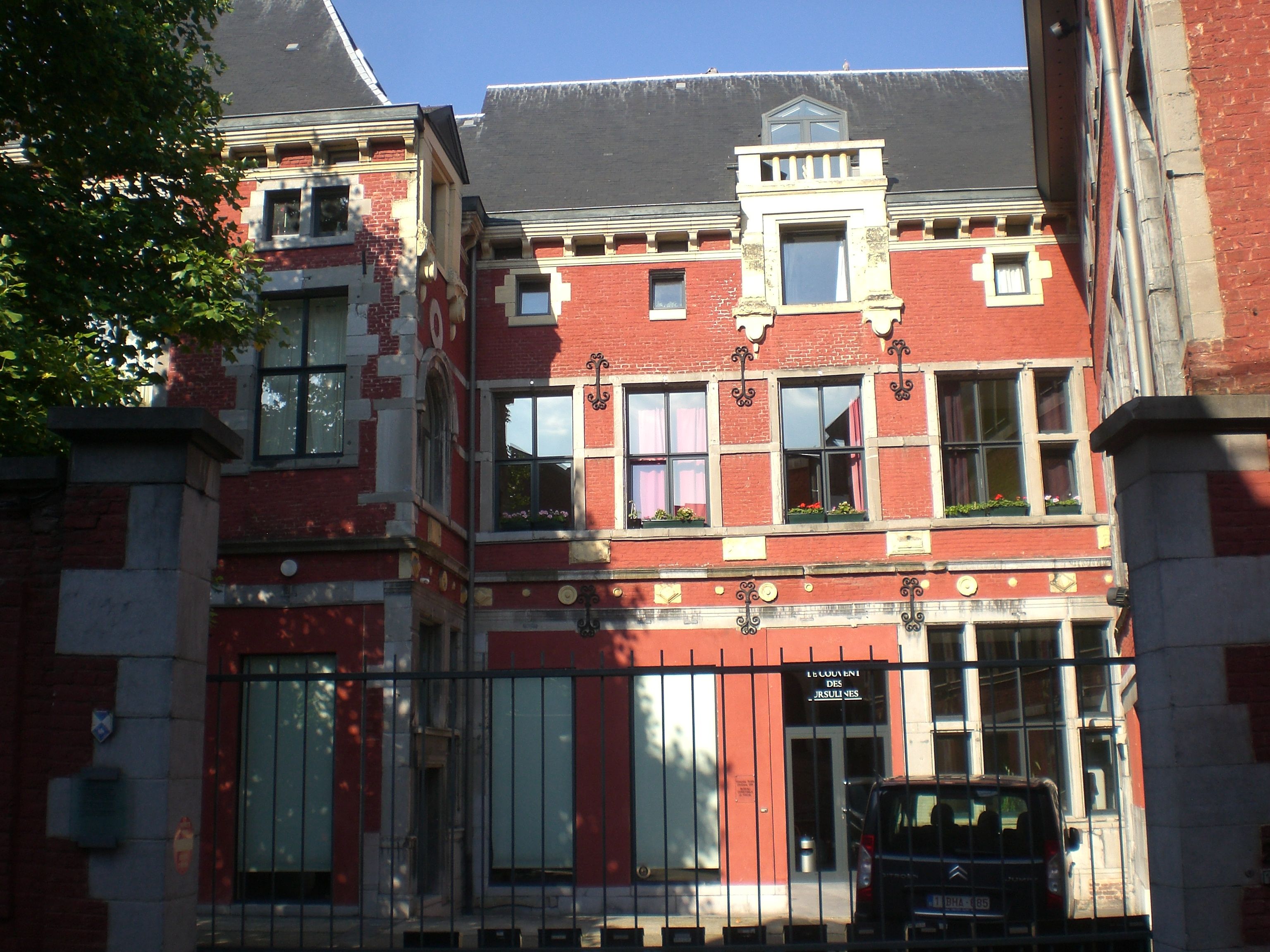
Couvent des Ursulines de Liège.

C'est le suffragant Étienne Strecheus qui établit les Ursulines à Liège en 1614. Elles vont se fixer au Pont-de-Torrent derrière Saint-Denis. En 1619, elles vont demeurer en Souverain-Pont-a-Lombar et enfin en 1642 dans la rue Hors-Château. L'église, construite en 1660, est ensuite affectée au culte protestant.
Quant au couvent il a été converti au XIXe siècle tout d'abord en caserne de gendarmerie, ensuite affecté au Marché aux grains et enfin affecté au dépôt des outils destinés au service public et qui appartiennent à la commune de Liège. Rénové récemment, il est situé au pied de la Montagne de Bueren.

### Les hôpitaux
Avant 1400, Liège comptait douze établissement hospitaliers, treize fonctionnaient encore à la Révolution française. Au départ, refuges pour pèlerins, ils devinrent peu à peu refuges pour voyageurs, puis refuges pour les malades et les infortunés après le concile de Trente. Bien géré, le plus clair de leur revenu provenant de dotations qui furent fort nombreuses, leur patrimoine était devenu important.

#### AuXesiècle
Jusqu'au XIIe siècle, il n'existait guère que deux types d'hôpitaux: les hôpitaux monastiques que la règle plaçait sous le contrôle de l'abbé et les hôpitaux capitulaires dirigés soit par les chapitres soit par l'évêque. Avec le XIIe vont apparaître de nouvelles formes hospitalières : les hôpitaux fondés par des laïcs ou des confréries et les léproseries qui se développèrent en dehors des autorités ecclésiastiques. Des conflits apparurent rapidement et c'est dans le courant du XIIIe siècle que les théologiens conçurent une législation qui a pour but de donner aux évêques un droit de regard sur tous les hôpitaux. Exigeant que les hôpitaux aient une chapelle, ce qui allait quasiment de soi, ils devenaient locus religiosius, mais s'ils avaient l'immunité religieuse, l'évêque avait un droit de visite, de juridiction et de correction, c'est-à-dire le pouvoir d'organiser et de contrôler la vie des hôpitaux. Les autres bâtiments sont fort petits, et sont plutôt des hospices, se réduisant à proposer le gîte et le couvert à quelques pèlerins ou voyageurs.

#### Ancien Hôpital - Hôpital de la Cathédrale

##### Première fondation par les évêques
Selon un poème du début du XIe siècle Notger serait son fondateur,. Il semble plutôt que c'est à Wazon, alors prévôt de la cathédrale que revient le mérite d'avoir doté la cathédrale de structures hospitalières qui seront les siennes pendant plusieurs siècles. Il crée un hôpital, destiné à recevoir trente pauvres, qu'il dote de dîmes provenant de la mense épiscopale et ajoute à la dotation de son prédécesseur Baldéric II des biens permettant l'entretien de douze pauvres supplémentaires portant le nombre total à trente-six. Mais c'est surtout au XIIe siècle que l'hôpital est cité à l'occasion d'agrandissement que Hellin, l'abbé de Notre-Dame-aux-Fonds, y fit effectuer.

##### Seconde fondation par la bourgeoisie
Les premières réalisations durables mises en place au début du XIe siècle resteront les seules structures d'accueil pour les pauvres jusqu'au dernier quart du XIIe siècle, époque où naissent des institutions nouvelles d'origine différentes, principalement de la bourgeoisie qui va devenir le secours des miséreux, les Liégeois ayant commencé à commercer avec les régions rhénanes, les foires de champagnes, mais surtout l'Italie ou une colonie liégeoise est installée à Gênes et s'y maintiendra plus d'un siècle, important la draperie liégeoise.

#### XIIesiècle
L'extension considérable de la lèpre au XIIe siècle va multiplier les léproseries et maladreries. Le concile de Latran va exiger que les communautés lépreuses soient dotées d'une chapelle, d'un cimetière et d'un chapelain, et accordait le privilège de ne pas payer la dîme sur leurs jardins et sur la nourriture de leurs animaux.

##### Léproserie de Cornillon

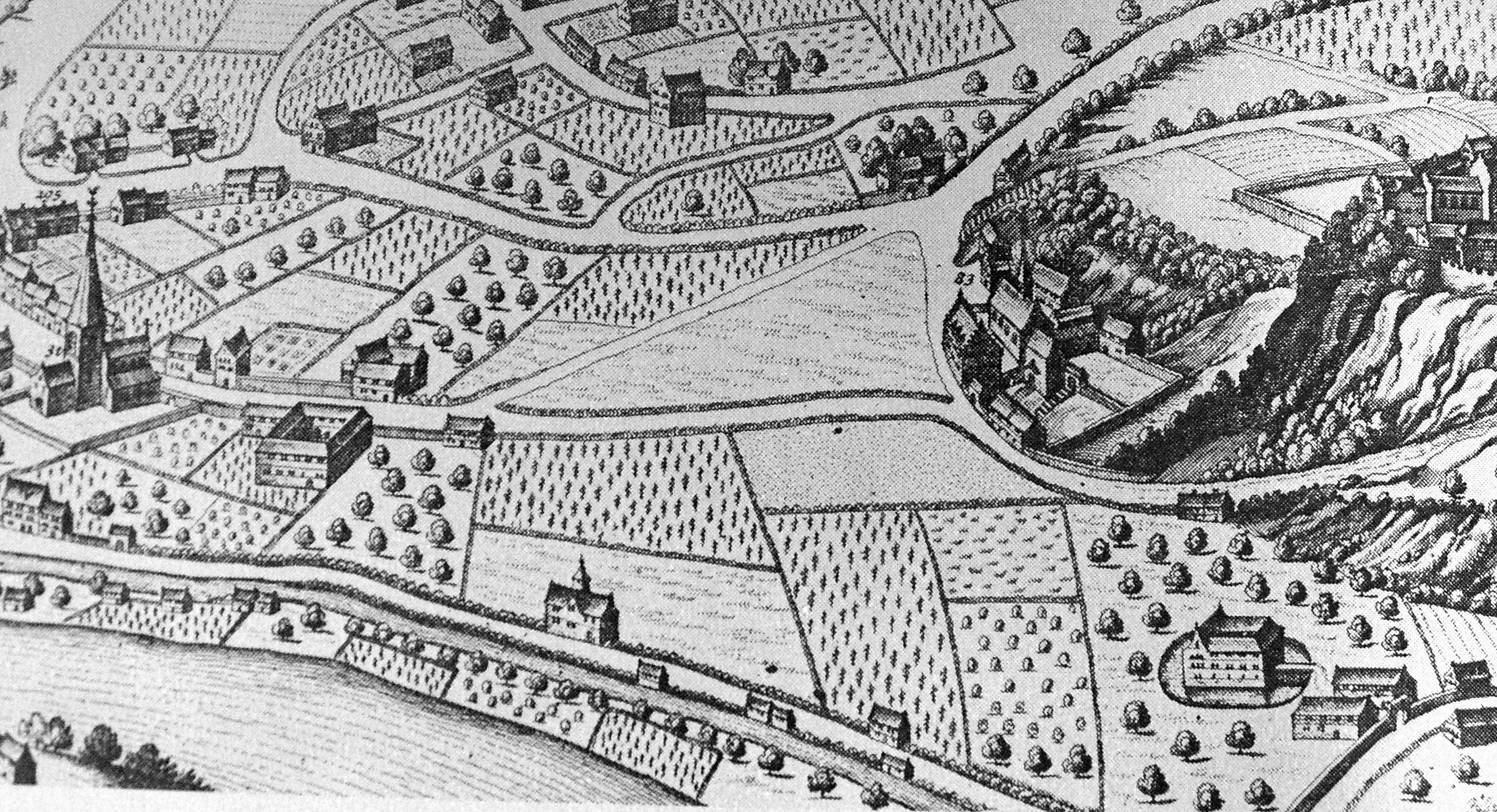
Léproserie de Cornillon, à gauche Saint-Remacle-Au-Pont.

Située sur la paroisse de Jupille, cette fondation date de 1176, mais il n'est pas fait mention de chapelle ni de cimetière.
L'archidiacre du Condroz, Albert, leur accordera les privilèges de Latran en 1185. En 1186, le pape Urbain III prenait sous sa protection les biens de la communauté de Cornillon et confirmait ses privilèges. Ce qui fut confirmé par l'évêque Raoul de Zärhingen en 1188. Elle est due dit-on à plusieurs bourgeois de Liège qui étaient revenus des Croisades infectés de la lèpre. On y admit d'abord les lépreux et ensuite les malades de toute catégorie. Cet établissement était dirigé par onze prébendiers et sept religieuses. Les corps de métiers avaient le droit d'y disposer de places. Quant à l'administration, cet hôpital était soumis pour le temporel aux bourgmestres et pour les affaires spirituelles à l'évêque de Liège.
En 1240, une nouvelle prieure est élue, sainte Julienne, future promotrice de la Fête-Dieu. Elle va rétablir une certaine discipline cistercienne. Cornillon sera communalisée mais la cité s'engageait à ne pas y lever d'impôts ni de construire de fortifications.
Elle comprend aussi la chapelle de Cornillon et une tour romane.

##### Hôpital Sainte-Agathe - Hôpital Sainte-Marguerite
Cité avant 1183, cet hôpital situé au faubourg Sainte-Marguerite avait été fondé pour y loger six voyageurs pendant un jour. Il dépendait de l'abbaye Saint-Laurent.
Ne pas le confondre avec le couvent des sépulcrines de Sainte-Agathe construit au XVIIe siècle qui devint l'hôpital pour aliénés Saint-Agathe.

##### Hôpital des Coquins - Hôpital Saint-Christophe
Située au début de la rue Saint-Gilles, face à l'église Saint-Christophe, la légende dit que l'hôpital des Coquins fut fondé par trois ou quatre frères du nom de Coquins, vivant selon la règle de saint Augustin portant ce nom vers l'an 1199. En fait ces frères sont autorisés par l'abbé de Saint-Laurent, Otton — avec comme témoin Jean de Nivelle — à introduire leur règle dans cet l'hôpital, géré par des bourgeois qui vivaient sans règles. Jean de Nivelle va également fonder le premier béguinage liégeois.
Cette maison destinée à héberger des pèlerins subsista jusqu'en 1652 mais l'ordre religieux qui desservait cet hospice ayant été supprimé l'établissement passa aux sépulcrines anglaises qui viennent s'y fixer en 1655 et y font construire une église. Cet hospice était situé faubourg Saint-Gilles.

##### Hôpital Saint-Jean-Baptiste - Hôpital Saint-Abraham
L'hôpital Saint-Abraham situé en Féronstrée entre Potiérue et la rue Saint-Jean-Baptiste a pour fondateur un cordonnier nommé Jean Gavor ou Garnier qui légua en 1215 sa maison située près de l'église Saint-Jean-Baptiste afin d'y établir un asile destiné à recevoir les malades étrangers jusqu'à leur entière guérison. Il y avait aussi un hospice dit de Saint-Abraham dans la rue de la Casquette, servant de demeure à de vieilles femmes indigentes en 1865. L'hôpital était assisté par le béguinage de Cheval bai.
L'Académie des beaux-arts occupa les locaux de l'hospice de 1825 à 1895. Le bâtiment est démoli en 1963 pour libérer l'espace nécessaire à la construction de la cité administrative et d'une grande surface commerciale.

##### Saint-Mathieu À-la-Chaîne - Nouvel Hôpital de la Cathédrale

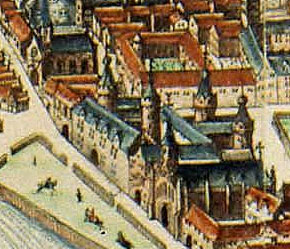
Hôpital Saint-Mathieu à la Chaîne et l'église Saint-Mathieu contiguë devant la place aux chevaux, en haut, Saint-Michel.

Cet hôpital nommé aussi hôpital de la Chaîne fut fondé en 1112 par Gauthier de Chavency, Prévôt de Saint-Lambert, qui donna sa maison située dans les cloîtres de la cathédrale pour y établir des nobles des deux sexes devenus indigents. Hellin, grand prévôt de la cathédrale, mit la dernière main à cette fondation vers 1113. Ce fut à partir de 1204 que Weric de Kannes va ériger cette maison en monastère c'est-à-dire administrée par des chanoines et chanoinesses de l'ordre de Saint-Augustin. L'église fut placée sous l'invocation de saint Mathieu avec l'autorisation du cardinal Guy, légat du Saint-Siège. Reconstruite au commencement du XVIe siècle par le prieur Albert de Limbourg, elle fut consacrée le 4 octobre 1523 par Érard de La Marck : une pierre rappelle très probablement le souvenir de cette consécration.

###### Séminaire épiscopal
En 1589, le prince-évêque Ernest de Bavière y établit le Séminaire qui sera transféré le 30 avril 1785 au collège des Jésuites-en-Île. Les revenus du prieuré furent affectés, en mai 1592, à cet établissement par le pape Clément VIII, pour lui servir de fondation après la mort du dernier prieur, Roland Ruyt, des religieux et religieuses ainsi que des Prébendiers alors vivants encore au nombre de vingt. Le prieuré de Saint-Mathieu à la Chaîne fut démoli en 1786, par l'architecte Jacques-Barthélemy Renoz, pour percer une rue entre la place actuelle du Théâtre et la place Verte. Le reste de son emplacement est remplacé par les habitations. Après la suppression des Jésuites, le 21 juillet 1773, le Séminaire fut transféré dans leur couvent, actuellement occupé par l'Université, le 1er mai 1786 ; il y resta jusqu'après sa fermeture décrétée le 25 novembre 1797.

###### Portail de Saint-Mathieu
Sur un chapiteau armorié conservé provenant de l'église Saint-Mathieu-à-la-Chaîne, on distingue l'écusson de la famille de Rave : d'argent à la croix engrêlée de sable au franc quartier du champ chargé d'un corbeau de sable. Cette famille est originaire de Limbourg l'un de ses membres Herman Rave, onzième abbé de Saint-Jacques à Liège a fait construire le portail de cette église en 1558 par Lambert Lombard. Ses armoiries se trouvent de chaque côté de la porte d'entrée avec cette inscription : H R/A 40/15 58.

###### Consécration de l'église Saint-Mathieu
Une pierre conservée sculptée en bas-relief de style de la Renaissance rappelle la consécration de l'église par Érard de La Marck. À la partie supérieure de cette pierre, on voit une tête de guerrier couverte d'une salate du XVIe siècle ; sur la partie moyenne un écu aux armes du prince-évêque Erard de La Marck, timbré du chapeau de cardinal, dignité à laquelle il avait été élevé le 9 août 1521, sous le titre de Saint-Chrysogone. — Les bords de la pierre et sa base sont couverts d'ornements.

#### XIIIesiècle

##### Hôpital de Sainte-Élisabeth
Cité depuis 1245, l'Hôpital des pauvres, de la deuxième moitié du XIIIe siècle, l'histoire énigmatique de l'hôpital des pauvres de Sainte-Élisabeth repose sur le récit d'une seule chronique : le Chronicon Bethleemiticum, rédigée au début du XVIe siècle, par Pierre Impens.

##### Hôpital de Saint-Jean-l'Évangéliste
Au début du XVIe siècle, cité dès 1252, le béguinage qui continuera encore longtemps à s'appeler hôpital de Saint-Jean ou de Saint-Abraham, n'exerce plus aucune fonction caritative.

##### Léproserie de Sainte-Walburge
Comme à Cornillon, on rassemble les lépreux et on les soigne hors de la Cité. Le 20 novembre 1247, la cité interdisait l'entrée de la léproserie communale de Cornillon aux lépreux étrangers. En 1259, une seconde maladrerie apparaît dans le faubourg de Sainte-Walburge, actuelle rue Sainte-Walburge.

##### Hôpital des frères Sacs
L'ordre des frères de la pénitence de Jésus-Christ, appelé communément frères Sacs, prit naissance en Provence vers 1240. Il connut une rapide extension dans toute l'Europe occidentale. Le 1er août 1265, les frères Sacs sont autorisés à s'établir à Liège, à condition d'être la seule maison de leur ordre dans le diocèse. Le deuxième concile de Lyon, voulant canaliser le foisonnement des familles religieuses, en supprima certaines. Les Sacs, bien qu'ils ne figurent pas explicitement parmi celles-ci dans les canons du concile, furent du lot. Ils sont remplacés par les Augustins en 1293.

##### Hôpital Tirebourse
L'ancien hôpital Tirebourse de Liège était un hôpital et un hospice réservé aux béguines de Liège. Tirebourse, partie intégrante du plus grand béguinage de Liège, le béguinage de Saint-Christophe, avait aussi une léproserie ou maison de quarantaine dénommée Florichamps et un service aux nécessiteux le Potage d'åbe.

#### XIVesiècle

##### Hôpital Saint-Julien
L'hôpital Saint-Julien et la chapelle Saint-Julien de Liège fondé au début du XIVe siècle étaient situés en Outremeuse dans la cité de Liège. En outre, l'hôpital possédait un béguinage, un moulin sur l'Ourthe et des jardins. À la Révolution française, il sera supprimé et ses biens confiés a la Commission des hospices. Il longeait à l'Est l'actuelle rue Saint-Julien.

##### Hôpital Saint-Guillaume
Cet hôpital fondé, en 1330, par Guillaume Gillar Des Canges, fils d'un échevin, au faubourg Sainte-Walburge au-dessus de Pierreuse fut transformé en 1622 par les sépulcrines qui vinrent s'y fixer.

##### Hôpital de la Mère-Dieu, Hôpital Mostarde - Hôpital des Étrangers
Du nom du donateur Jean de Velroux dit Mostarde, sa nièce Maroy et sa sœur Magrey. L'hôpital Mostard dit des Étrangers et aussi Saint-Jean fut fondé en 1350 par Jean Mostard(e) bourgeois de Liège pour y héberger les pèlerins pendant trois jours. On leur donnait chaque jour une livre de pain, un quarteron de fromage et un pot de bière. Cet hôpital était sous la direction du curé de Saint-André. Au départ étape pour les pèlerins, il abritait plutôt les pauvres. Fondé par un testament en 1336 ou selon une autre source en 1254, il était dévolu à la Mère de Dieu, mais il a rapidement conservé le nom de son fondateur. Géré par la commanderie teutonique de la paroisse de Saint-André.
Situé à l'arrière des rues du Pont et de la boucherie, un bâtiment du XVIe siècle existe toujours. Le clocher de la chapelle est visible sur la carte de Blaeu, elle a subsisté jusqu'au XIXe siècle.
Il a comme patrimoine une rente de vingt-quatre bâtiments intra muros, et plusieurs biens dans les villages de la principauté. En 1795, il est déclaré propriété nationale.
Démembré et vendu en 1812 et un autre lot en 1848.

##### Hôpital des Aveugles
En 1349, il est placé sous la surveillance des mambourg et du curé de la paroisse Saint-Thomas.

##### Hôpital Paquay - Hôpital de Saint-Séverin
Petit établissement situé derrière l'église Saint-Séverin, il apparaît pour la première fois en 1424, destiné à « accueillir les pauvres errants, les pèlerins et assurer le gîte et certaines distributions de vivres aux pauvres de la paroisse ».

##### Maison de la Cigogne
Elle a été fondée le 22 octobre 1382 par Pierre Braibechon, chanoine de la collégiale Saint-Denis.

##### Hôpital Saint-Jacques
Cet hôpital fut fondé en 1429 par un bourgeois de Liège nommé Halbatia. Il était destiné à héberger pendant trois jours les pèlerins auxquels on donnait encore dix sous à leur départ. Cette institution fut approuvée en 1435 par Jean de Heinsberg qui y ajouta quelques privilèges. L'hôpital Saint-Jacques était situé au coin des actuels rue Saint-Gilles et boulevard d'Avroy ; il n'en reste aucun vestige.

#### XVIIesiècle

##### Collége de Médecins
Il existait à Liège un Collège de Médecins érigé en 1669. Composé d'un président, d'un recteur et de huit assesseurs — dont trois médecins, deux apothicaires et trois chirurgiens — il était renouvelé en partie tous les ans le 18 octobre. Il avait la direction de toutes les affaires qui intéressaient la santé publique. Sa juridiction s'étendait sur tous les médecins apothicaires, chirurgiens et sages-femmes. Aucun ne pouvait exercer son art dans toute l'étendue du pays sans l'approbation et le privilège du Collège.

##### Hôpital de Bavière
S'y trouve également la chapelle Saint-Augustin. Le fondateur de cet établissement fut Ernest de Bavière qui en 1602 donna sa propriété sur le pont Saint-Nicolas pour en faire un hôpital qu'il destinait aux malades de la cité. Martin Diddénius, doyen de la collégiale Saint-Pierre et quelques autres citoyens encouragèrent cette institution par leurs libéralités. Cette maison avait été vendue 25 000 florins de Brabant à Robert de Berghes, évêque de Liège, par les héritiers d'un nommé Bernardin Porquin qui en était propriétaire vers 1550. Cet hôpital passe ensuite, au XIXe siècle, sous la direction des Sœurs de Saint-Charles, il est affecté aux malades et aux blessés de la ville de Liège. Il devient hôpital de l'université au XXe siècle.

##### Hospice de Saint-Léonard sur le quai
C'est un hôpital destiné aux pestiférés et fondé en 1669. Il était situé sur le quai Saint-Léonard.

### Les hospices et orphelinats

#### Hospice Saint-Michel ou Pauvres-en-Île
L'hospice Saint-Michel dit des Pauvres-en-Île fut fondé en 1215 par Jean Binnet chapelain de Saint-Paul et trésorier du prince de Liège. On y faisait annuellement deux distributions de vêtements aux pauvres des paroisses de la ville. Cet établissement était situé dans la rue Vinâve d'Île où se trouve le passage Lemonnier.

#### Hospice Sainte-Barbe
On recueillait dans cet hospice situé en Gravioule et fondé par Ernest de Surlet en 1698 les vieilles femmes dans l'indigence ainsi que les filles de mauvaise vie. S'y trouve également la chapelle des orphelins. C'est aujourd'hui une maison de retraite et un jardin d'enfants.

#### Hospice de Cornillon
C'est un monastère des Carmélites depuis 1860.

#### Hôpital Saint-Désir
Appelé aussi hôpital Saint-Georges, Saint-Roch, Le Bayard. Il a été fondé et richement doté par le banquier italien Bernardino Porquin au XVIe siècle pour isoler les pestiférés. Il était situé au faubourg Saint-Léonard en face du couvent des Carmélites.

#### Hospice des Incurables et des filles repenties

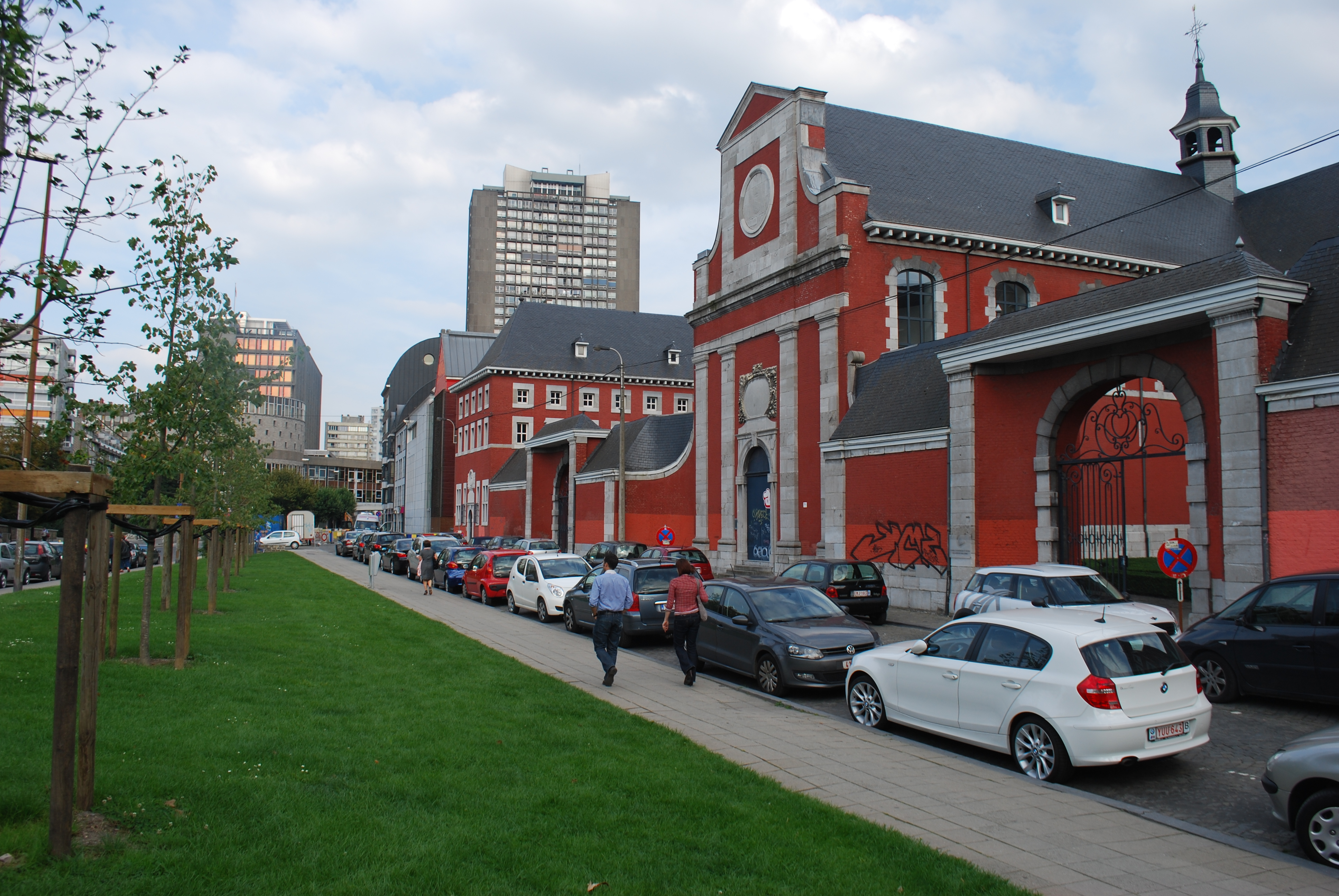
L'hospice en 2011.

Cet établissement charitable est dû à l'initiative de Dewaldor chanoine de Saint-Denis. En 1689, M. de Tignée céda aux Incurables deux maisons qu'il possédait au faubourg Saint-Léonard près du couvent de ce nom. Le vicomte de Montenacken fit don en 1690 pour le même usage d'une maison située près du pont du Torrent derrière Saint-Denis. En 1701, le baron de Surlet, vicaire général, légua aux Incurables un grand terrain et de spacieux bâtiments dans la rue du Vertbois. Il y ajouta une rente annuelle de 3 000 florins et de plus 50 000 florins pour frais d'établissement. C'est à partir de 1705 que les Incurables des deux sexes sont transférés dans la rue du Vertbois. En 1756, les hommes sont transférés rue Grande-Bêche dans les bâtiments occupés avant eux par les religieuses conceptionnistes. Ils sont toujours là à la fin du XIXe siècle. En 1891, les femmes incurables déménagent au Valdor.
L'aile gauche est louée à la Ville de Liège qui y installe l'école de mécanique jusqu'en 1932. L'aile droite, quant à elle, accueille des orphelins depuis 1892.
Le 16 janvier 1945, une bombe volante détruit complètement l'aile gauche et endommage l'ensemble de l’infrastructure.
La reconstruction de l'aile gauche de l'hospice débute en 1950. Le vieil hospice, entièrement rénové, accueille des pupilles, âgés de six à vingt ans. En 1981, l'orphelinat du Vertbois ferme définitivement ses portes mais le CPAS de Liège utilise encore une partie du site.
En 1989, dans le cadre de l'application des accords politiques attribuant à Liège le rôle de Capitale économique de la Région wallonne, plusieurs intervenants publics décident de racheter et de réaffecter l'ancien hospice du Vertbois. Le 19 août 1991, le CPAS cède le bâtiment afin que les travaux de réaffectation puissent débuter.
À partir de mars 1994, l'aile droite et l'annexe contemporaine de la rue de l'Evêché sont occupées par le Conseil économique, social et environnemental de Wallonie (CESE) et par la Commission royale des Monuments.

#### Hôpital des Repenties - Sœurs pénitentes
L'hôpital des Repenties était contigu à celui des Incurables rue du Vertbois. On y enfermait les femmes insensées jusqu'en 1847 époque à laquelle elles ont été transférées à l'hospice Sainte Agathe.

#### Orphelinat des Enfants de Bonne-Volonté
La maison des enfants de Bonne Volonté fut fondée le 17 octobre 1705 par Jacques Ignace, baron de Surlet, et approuvée par Joseph-Clément de Bavière le 18 octobre 1713. Elle avait été établie pour les orphelines que l'on occupait à fabriquer des dentelles. Cette maison fut d'abord habitée par les Incurables qui l'abandonnèrent en 1705 pour y installer les orphelines. Cet établissement était situé dans la rue du Cheval-Blanc ou du Crucifix qui est aujourd'hui incorporée à la rue de la Cathédrale.

#### Hospice de la Divine Providence ou Hospice de la Maternité
C'était un hospice d'orphelines fondé en 1730 dans la rue des Carmes par une religieuse du nom de Sœur Bailly. On y apprenait la fabrication des dentelles. Cette institution fut approuvée par Le chapitre cathédral le 22 février 1744.
L'établissement de la Divine Providence est remplacé par l'hospice de la Maternité et les Enfants de Saint-Michel.

#### Hospice Saint-Georges ou Aux Bayards
Ce fut d'abord un lazaret pour les pestiférés mais en 1727 Georges-Louis de Berghes l'érigea en maison de correction pour les jeunes gens débauchés ou sans aveu. Les détenus y travaillaient à la fabrication d'étoffes. Au début du XIXe siècle, ces bâtiments situés entre les faubourgs Saint-Léonard et Vivegnis ont servi de magasins à poudre.

#### Hospice Saint-Joseph
L'hospice Saint Joseph fut fondé par Jean Ernest de Surlet en 1698 dans la paroisse Saint-Nicolas Au-Pont d'Outre-Meuse pour y enfermer les vagabonds et les mendiants des deux sexes. En 1711, on les sépara en établissant une maison en Gravioule sous le nom de Sainte-Barbe pour les filles. Les garçons furent transférés en 1627 Aux Bayards. L'hospice Saint-Joseph devint un asile pour de vieilles personnes qui s'y trouvaient en pension. Il était situé rue des Récollets.

#### Hospice Saint-Michel
C'était un hospice d'Orphelines fondé dans la rue de l'Étuve en 1714 par la sœur Bailly. Les orphelines s'y occupaient de coutures et fabriquaient des dentelles.

#### Hospice des Orphelins ou Orphelins
Cet hospice situé rue Agimont fut fondé par Gertrude Counotte, veuve de Noël de la Vignette qui fit bâtir cet hospice en 1620 pour recevoir les orphelins.

#### Hôpital Sainte-Trinité
Cet hospice était situé dans l'ancienne rue Salamandre près l'église Saint-Servais. Il est occupé au XIXe siècle par une succursale du Mont-de-piété.

### Les béguinages

#### Béguinage Saint-Christophe
À la fin de l'Ancien Régime, on compte dans la ville de Liège une quarantaine de béguinages totalisant près de 350 personnes. Ils sont disséminés dans la plupart des paroisses de la ville. Seuls, deux d'entre eux ne sont pas dans la Cité de Liège (intra-muros) : les béguinages de Saint-Christophe et Sainte-Marguerite.
Le béguinage Saint-Christophe avait son hôpital, Tirebourse et sa chapelle, Sainte-Madeleine. Tirebourse servait également d'hospice, et administrait une léproserie, Florichamps et ses bonnes œuvres : le Potage d'åble.

#### Les autres béguinages
À l'exception de Saint-Christophe, c'est une quarantaine de très petites entités qui abritent un très petit nombre de béguines, ne dépassant jamais quatre ou cinq femmes, et jamais plus de vingt.

### Les anciennes paroisses
Primitivement sous le règne de Notger, seule Notre-Dame pour la Cité et Saint-Adalbert pour l'Isle étaient des paroisses. Ces églises paroissiales étaient au nombre de vingt-quatre et ce nombre ne changea plus tant que Liège resta capitale de la principauté.
On ne connaît rien des actes qui divisèrent Liège en paroisses, et sur les vingt-quatre, dix-sept étaient déjà dans l'enceinte notgérienne.
Les paroisses sont classées par ordre alphabétique du saint-patron (en latin) à l'exception de deux, : on commençait par la paroisse de la cathédrale, Notre-Dame-aux-fonts et elle était suivie de Saint-Clément, paroisse du plus ancien chapitre collégial de Liège : Saint-Pierre.
Au XVIIIe siècle, Liège est divisée en 33 paroisses
21 paroisses intra Muros
Les faubourgs divisé en 12 paroisses
3 paroisses dont le territoire s'étend de part et d'autre des remparts
- Saint-Remacle En-Mont
- Saint-Séverin
- Saint-Thomas

9 paroisses entièrement extra-muros
- Saint-Remacle Au-Pont
- Saint-Vincent
- Saint-Véronique
- Saint-Christophe
- Sainte-Gertrude
- Sainte-Marguerite
- Notre-Dame-des-Lumières En-Glain
- Sainte-Walburge
- Sainte-Foy

En italiques les églises démolies.

#### Les anciennes paroisses

##### Notre-Dame-aux-Fonts
Une petite église se trouvait au flanc sud-est de la cathédrale Saint-Lambert. Elle était l'une des paroisses de Liège habilitées à conférer le baptême et resta la paroisse mère de Liège jusqu'à la fin de la Principauté de Liège. On y trouvait les Fonts baptismaux actuellement à la collégiale Saint-Barthélemy. Selon la légende, elle fut bâtie par Notger en 982 avec des pierres provenant du château de Chèvremont. Elle était nommée aux Fonts parce que Notger y fit transporter les fonts baptismaux qui étaient à Saint-Lambert à laquelle elle est adossée. Elle est démolie en 1794. Elle était située entre la rue Gérardrie et la place Verte.

##### Saint-Clément et Saint-Trond
Citée pour la première fois en 1107, l'église de Saint-Clément et Saint-Trond se trouvait au pied des degrés Saint-Pierre. Fondée en 1125 par Albéron, évêque de Liège, et incendiée le 28 avril 1185 dans l'incendie qui dévora plusieurs édifices. Supprimée le 20 mars 1797, elle devient en 1808 une école de médecine dirigée par J. N. Comhaire et N. G. À J Ansiaux qui y fondèrent un amphithéâtre de dissection. Elle a été démolie en 1846.

##### Saint-AdalbertouSaint-Albert de Prague
Elle était située en face de la rue Saint-Adalbert, coupant la rue Sébastien Laruelle (tracée en 1835) et était entourée d'un cimetière dont le mur longeait la rue de la Casquette. Fondée par Notger en l'an 1000, elle fut la première paroisse du quartier de l'Isle.
Les archives locales donnent peu de renseignements à son sujet. Elle dut être rebâtie vers le XVe siècle.
Le 3 mai 1810, la fabrique de Saint-Jean décida de la faire démolir, ce qui se fit quelques mois plus tard.

##### Sainte-Aldegonde
Sainte-Aldegonde est fondée en 1125 par l'évêque Albéron à côté de l'église Saint-Denis, derrière le chœur. Elle apparaît dans les textes dès 1329. Elle est démolie en 1809.

##### Saint-André

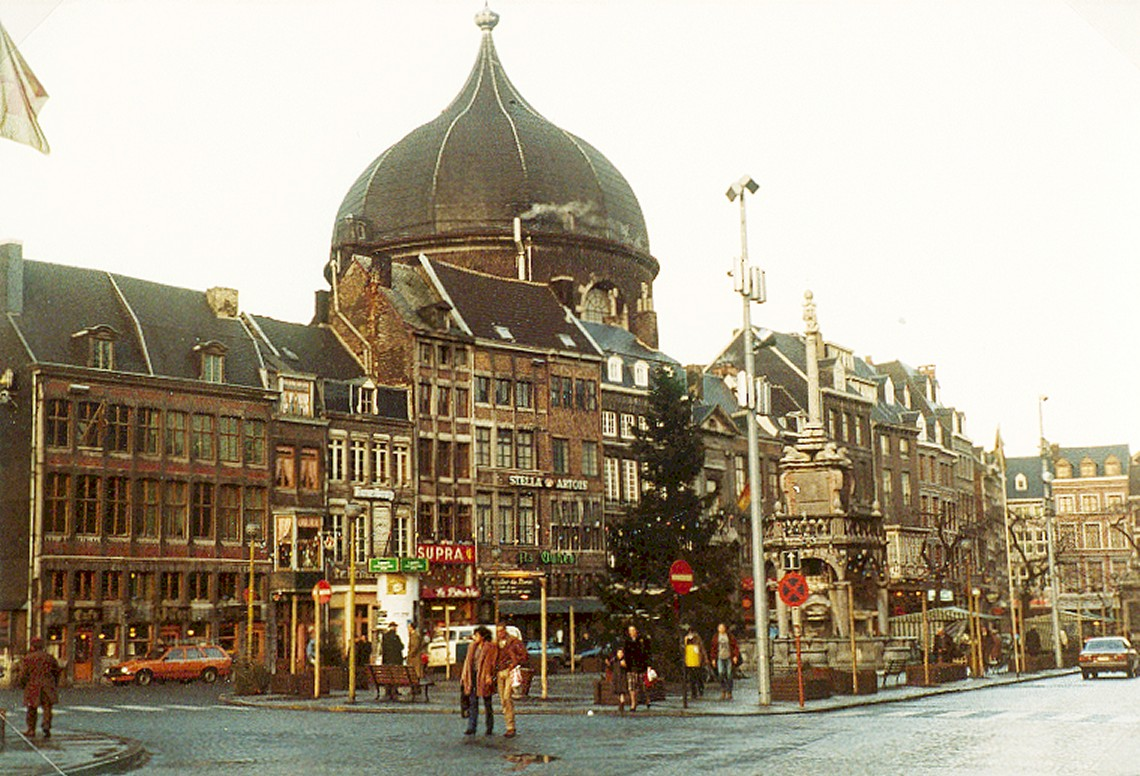
Grand dôme de Saint-André vu depuis la place du marché où elle a son porche entre deux bâtiments.

Elle apparaît dans les textes dès 1185.
Saint-André est construite par Farabert en 950 et consacrée par Hugues de Verdun en 961. Les chevaliers de l'l'ordre Teutonique établi en 1191 firent leurs cérémonies dans cette église depuis 1255. En 1468, elle fut incendiée dans le sac de la ville de Liège par le duc de Bourgogne, Charles le Téméraire. L'architecte liégeois Jacques-Barthélemy Renoz la reconstruisit en 1772 telle qu'elle est aujourd'hui.
À la Révolution française, le curé émigra. En 1803, elle est transformée en temple de l'insensé, culte théo-philanthropique, puis en boucherie. Elle servira ensuite à diverses expositions de Musée ou foire.
Au XIXe siècle, c'est le local de la Bourse et du Marché aux grains, sous la gestion de l'ordre teutonique des Vieux-Joncs de Vieux-Bilzen, Oude Biesen; elle est désacralisée pendant la révolution liégeoise.

##### Sainte-Catherine
Elle apparaît dans les textes dès 1300.
Ce serait un bourgeois de Liège nommé Jean de Lardier qui en 950 fit construire cette église. En 1250, elle est rebâtie partiellement et en 1359 Jean de Jupille donna sa maison de Neuvice pour l'agrandir. Elle est reconstruite vers 1465 et détruite en 1691 lors du bombardement de Liège par le maréchal de Boufflers. Elle est réédifiée et demeura l'une des trente deux paroisses jusqu'à l'époque de la Révolution française. Elle devient ensuite une succursale de l'église Saint-Denis puis est desservie par les pères rédemptoristes. En 1882, elle appartient aux Pères Jésuites qui y célèbrent les offices.

##### Saint-Christophe
Cette église doit sa fondation à Lambert le Bègue qui la fait construire en 1179 sur un terrain qui lui appartenait. L'évêque Rudolf von Zähringen en fit la dédicace en 1182. Elle a été rebâtie au XVIIe siècle. Elle abrite le béguinage Saint-Christophe.

##### Saint-Étienne
Minuscule paroisse qui n'atteignait pas 300 habitants, entre Saint-Denis et la chapelle-aux-Clercs, Souverain-Pont et de la Pommelette, l'église Saint-Étienne est bâtie en 947 par Hugues, évêque de Liège. Elle est supprimée le 20 mars 1797. Le 12 vendémiaire an VII (2 octobre 1799), l'église, la sacristie, le cimetière, etc., le tout contenant 1 verge grande 3 petites et 30 pieds carrés sont vendus pour la somme de 110 000 francs. Au mois d'octobre 1798 on la transforma en salle de spectacle : elle servit à cet usage jusqu'après l'inauguration du théâtre du Gymnase qui eut lieu le 4 novembre 1806. Après cette époque elle fut démolie et remplacée par des maisons et notamment l'hôtel de Copis.
Elle était située dans la rue qui porte son nom près de l'église Saint-Denis vis-à-vis du bureau de l'Administration des hospices civils en 1882.

##### Sainte-Foy

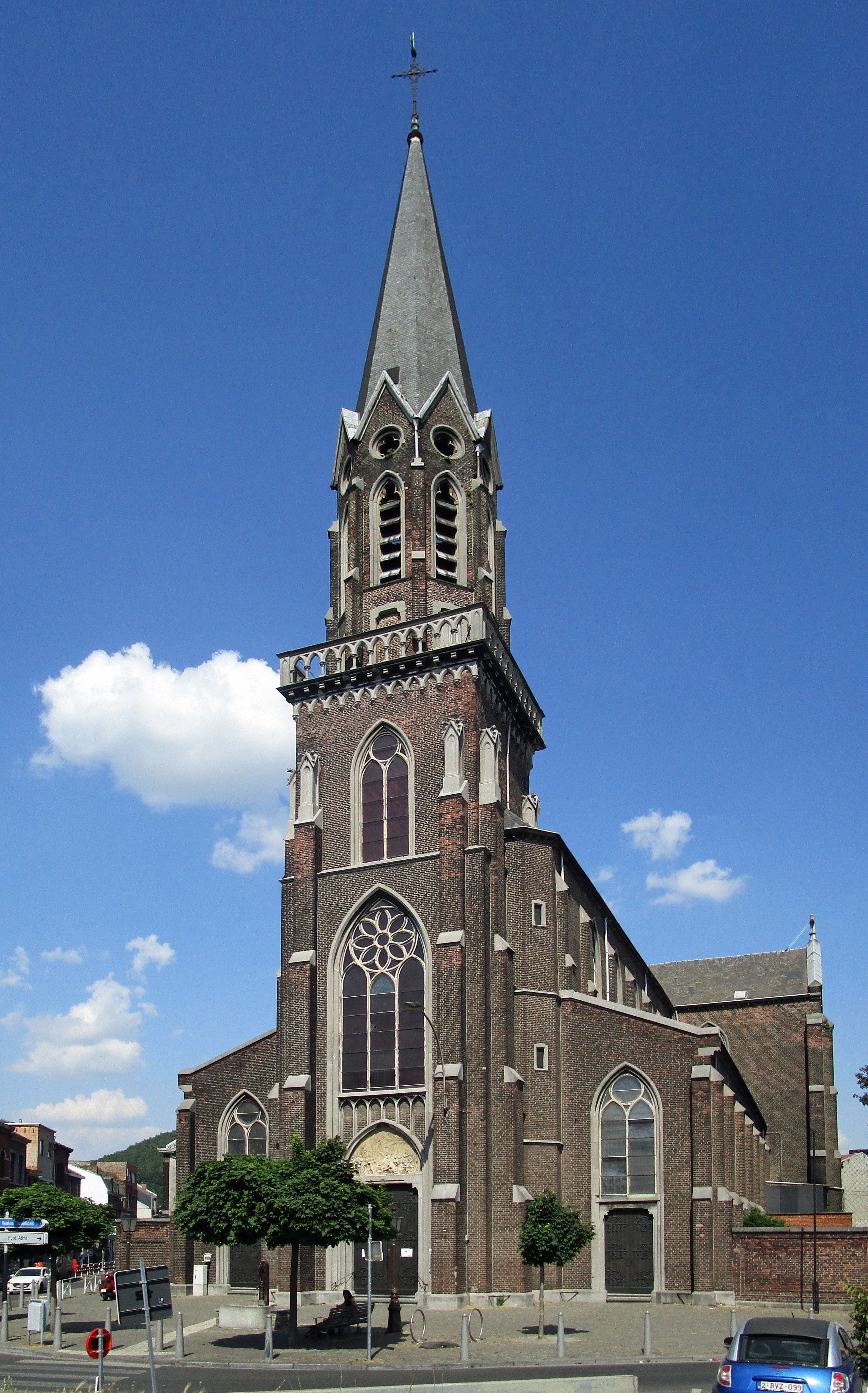
L'église Sainte-Foy

La construction de cette église aurait eu lieu en 1110 elle est attribuée à l'évêque Otbert; elle est reconstruite en 1624, puis détruite et reconstruite en 1869.

##### Saint-Gangulphe
La fondation de cette paroisse remonte à l'année 1190. Après la destruction de l'église Saint-André en 1468, elle sert à la célébration des offices de l'ordre Teutonique pendant un certain laps de temps. Elle fut démolie et reconstruite en 1738. Elle était située au pied du pont d'Île à l'angle de la rue de la Wache.
Le 22 fructidor an VI (22 septembre 1798), l'église, le cimetière, et la maison pastorale de la contenance de 4 403 pieds carrés furent vendus au prix de 30 000 francs.
Sa tour qui est très petite subsistait encore en 1882 au-dessus de la maison no 51 rue Saint-Gangulphe.

##### Saint-Georges

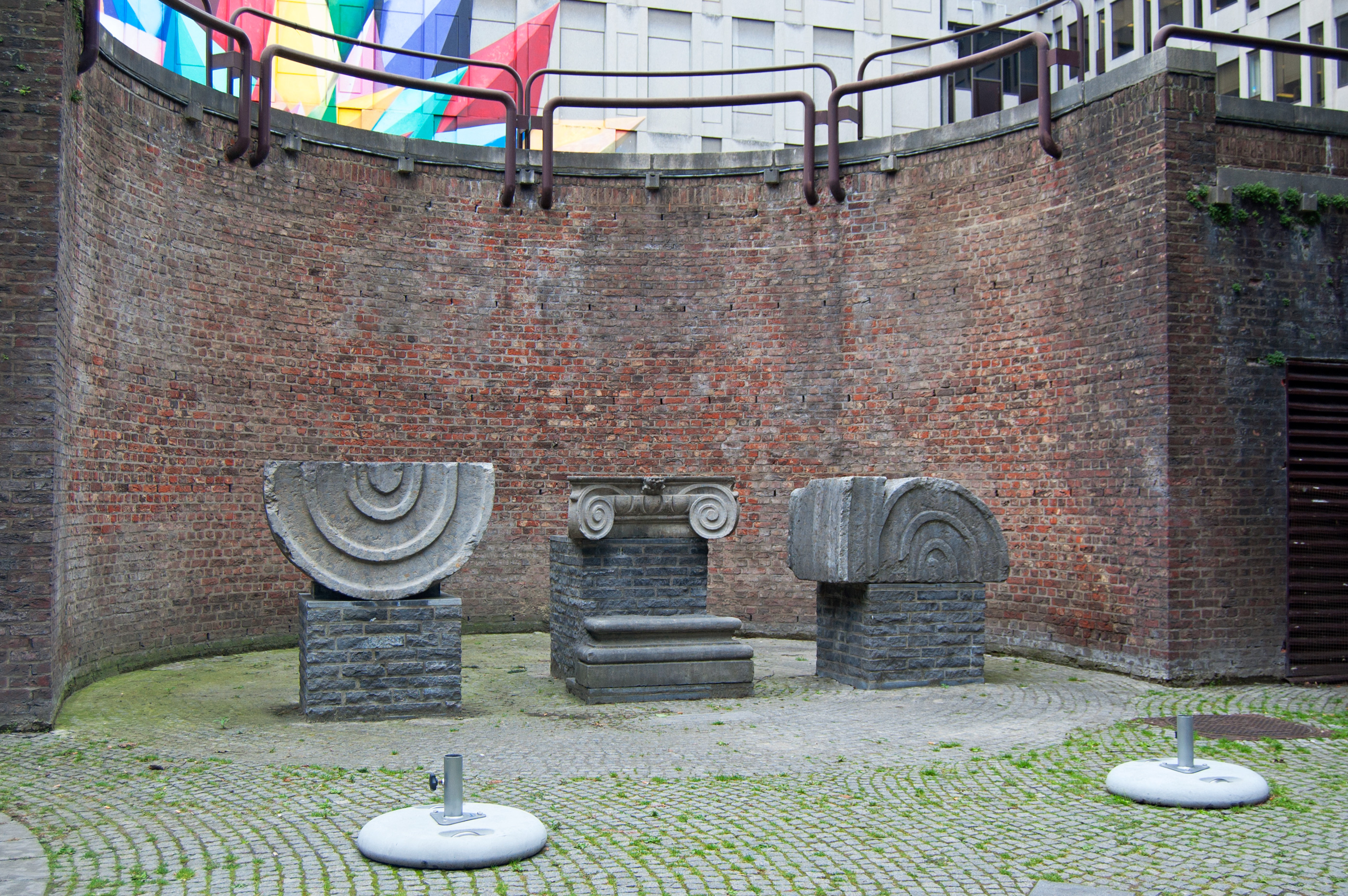
Les vestiges de l'église rue Saint-Georges.

Elle est hors et contre les murs notgériens en Féronstrée, c'est une filiale de Saint-Jean-Baptiste. Édifiée par Farabert en 949, cette paroisse, reconstruite en 1738, devint après la Révolution propriété privée et servit de magasin. Au XIXe siècle, elle est en possession des Pères de la Société de Jésus qui vont la restaurer et la rendre au culte. Le bâtiment est démoli à l'aube des années 1970 pour faire place à l'îlot Saint-Georges. Un vestige de l'église, un chapiteau d'une colonne, est dressé rue Saint-Georges, au pied de l'ancien Musée des beaux-arts de Liège.

##### Sainte-Gertrude
Fondée en 1034 ou 1044 par Étienne, abbé de Saint-Laurent, elle fut rebâtie dans la suite et consacrée en 1429. Elle était située au faubourg Saint-Laurent et dépendait de l'abbaye de ce nom un peu en dessous de laquelle elle était construite.

##### Saint-Hubert

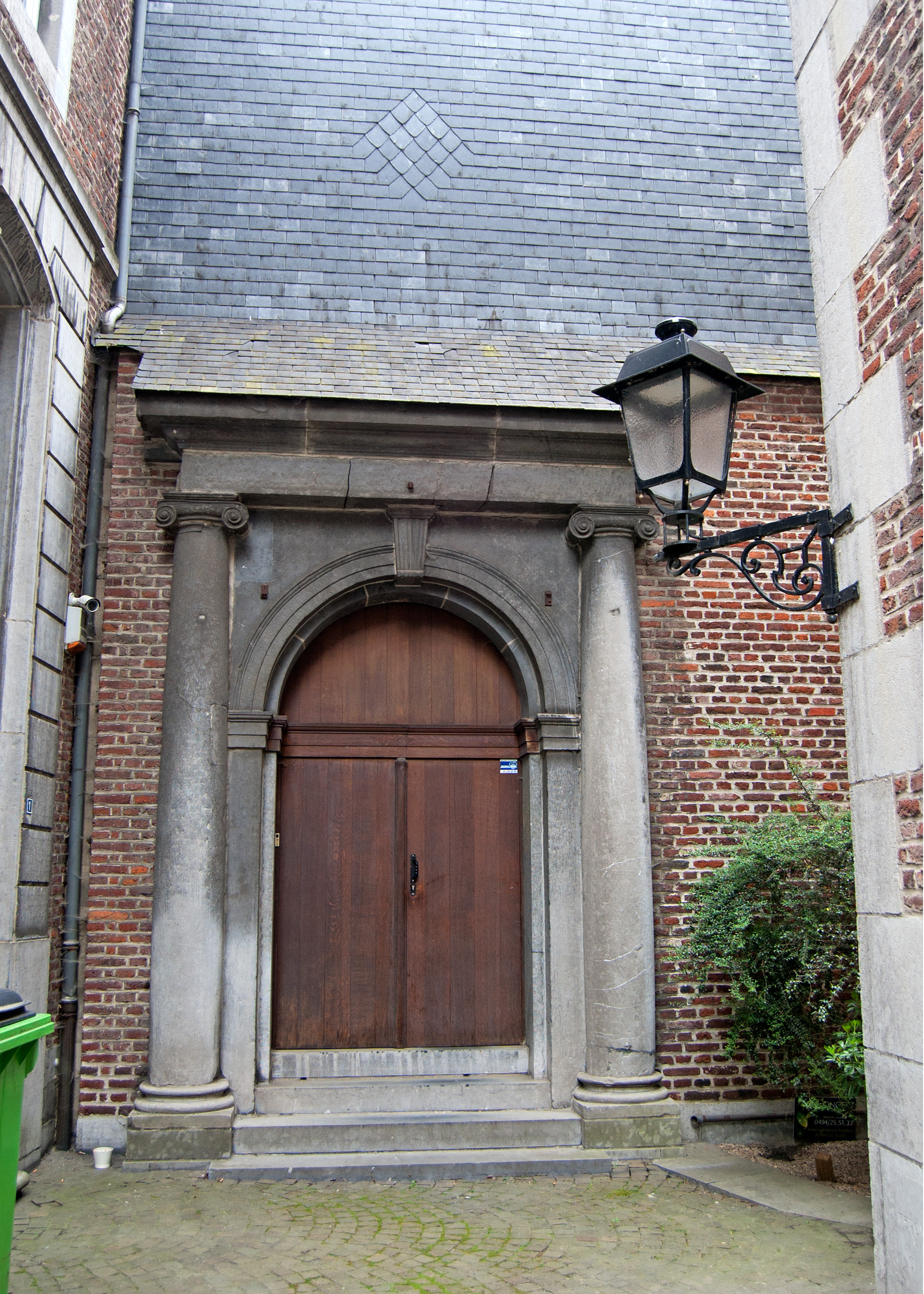
Portail de l'église Saint-Hubert rue Sur-les-Foulons.

Propriété de l'abbaye ardennaise, elle date de la fin du XIe siècle, étant citée en 1139 ; la tradition lui donne l'évêque Otbert comme fondateur en 1110. Elle a été démolie en 1803. Elle était située en haut de la rue qui porte son nom, au coin de celle-ci. Son portail néo-classique du XVIIIe siècle est replacé au XIXe siècle et à nouveau au XXe siècle dans la façade des bâtiments se succédant à l'emplacement de l'église. À la démolition du dernier bâtiment dans le cadre des démolitions du quartier du Cadran en 1975, le portail est récupéré et replacé à l'arrière de l'hôtel Somzé par l'architecte Jean Francotte, au rue Sur-les-Foulons 1,.

##### Saint-Jean-Baptiste
La légende proposait que la fondation de cette paroisse est due à Godefroid le Changeur ou Féronstrée qui l'aurait fait bâtir en 1203 et inaugurée la même année par Hugues de Pierrepont selon Jean d'Outremeuse,. Une des clauses de l'acte de fondation stipulait pour les paroissiens de Saint-Jean-Baptiste le droit le choisir et de nommer leur curé. Cependant un diplôme de 1189 montre qu'à cette date, ses patrons d'alors n'étaient que des descendants du fondateur. Ce qui reporte sa fondation aux débuts du XIIe siècle.

« Simon, prévôt de Sainte-Croix, et tout le chapitre de cette église reconnaissent que Henri de Cologne et Marthe sont les patrons de Saint-Jean-Baptiste, en qualité de descendant du fondateur, et déterminent ses relations avec celles de Sainte-Croix sur l'alleu de laquelle elle est bâtie »

— Godefroid Kurth, La Cité de Liège au Moyen-Âge
.
L'église était face à la halle des drapiers, hors les murs notgériens. Située au coin des rues Saint-Jean-Baptiste et Féronstrée, c'était la plus vaste des paroisses ; elle est reconstruite en 1713 mais la voûte s'écroule en 1797. Reconstruite au début du XVIIIe siècle, elle fut en 1798 vendue pour la somme de 300 000 francs. La démolition eut lieu rapidement après et les décombres servirent à construire le quai entre Coronmeuse et Saint-Léonard.
Au XIXe siècle, la propriété Rocour est bâtie sur son emplacement.

##### Sainte-Marguerite
On attribue à Éracle la fondation de cette église vers 966 mais ce fut Guy de Flémalle qui contribua le plus à sa construction par ses libéralités. Cette église a été rebâtie à diverses époques.

##### Sainte-Marie-Madeleine sur Légia
Elle apparaît dans les textes dès 1329.
L'église est construite en 965 ou 966 par le chevalier Guy ou Guillaume chevalier seigneur de Flémalle Lexhy Fontaine et consacrée par l'évêque Éracle. On la rebâtit le 1er août 1663 mais elle ne tarde pas à s'écrouler. On dut la reconstruire sur un nouveau plan, elle fut terminée avant le mois de mars 1671. Supprimée le 20 mars 1797, on la réunit à la fabrique de l'ancienne collégiale Saint-Denis devenue église paroissiale après le concordat du 16 juillet 1801. Les petits autels, la chaire et quatre statues de saints furent transportés en 1805 dans l'église de Fouron-le-Comte.
La fabrique de Saint-Denis affecta ensuite à différents usages cet édifice qui renfermait un magasin d'huiles et une école lorsqu'un incendie le détruisit le 14 juin 1858. Convertie ensuite en magasin, elle est incendiée en 1858 et démolie en 1860. En 1864, son emplacement est converti en place publique et porte le nom de place de la Madeleine.

##### Saint-Martin En-Île
Elle apparaît dans les textes dès 1153.
Fondée en 1037 par Réginard, cette église était sous la dépendance de la collégiale Saint-Paul. Elle a été démolie en 1798, elle fut vendue pour le prix de 135 000 francs.
L'église, le cimetière et dépendances occupaient un terrain de 4 verges grandes 12 petites et 2 pieds carrés. Le tout était situé place Saint-Paul, le long de l'actuelle rue Saint-Martin-en-Île.

##### Saint-Michel Sur-le-Marché
La destination de cette petite église est particulière. Elle a desservi l'hôpital situé sur le parvis de la cathédrale Saint-Lambert. Mais trop exigu, celui-ci avait été démembré au XIIIe siècle: la Table des Pauvres est transférées en Île ; quant au Nouvel Hôpital, Gauthier de Chauvency, doyen de la cathédrale, l'avait établi dans son hôtel à l'extrémité du domaine ecclésiastique de la cathédrale. Dédiée à saint Mathieu, la chapelle fut consacrée le 25 janvier 1204 par le légat pontifical, et agrandie par la suite. Elle servit dès lors de chapelle paroissiale au magistrat urbain et dès la fin du XIIIe siècle, maîtres, jurés et urbains s'étaient accoutumés de s'y réunir en assemblée plénière,.

##### Saint-Michel En-Sauvenière

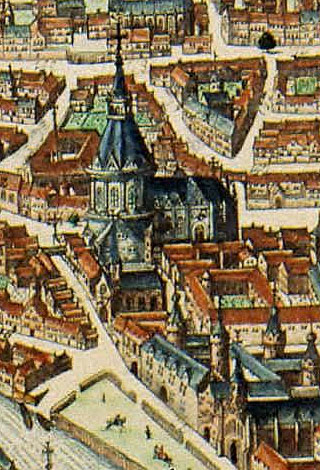
La collégiale Sainte-Croix, juste en dessous, l'église Saint-Michel et la rue Haute-Sauvenière, en bas : la place aux Chevaux, la Basse-Sauvenière et l'hôpital Saint-Mathieu à la Chaîne.

L'église Saint-Michel En-Sauvenière à Liège est une très vieille église, probablement d'origine notgérienne, plusieurs fois reconstruite et démolie vers 1824. Il n'est pas impossible que le plan de la dernière version ait été dessiné par Vauban. Il n'est pas impossible qu'il ait vu ou visité Saint-Michel puisqu'il était à Liège du 3 mai au 1er août 1702.
Elle est reconstruite vers 1738. Après sa démolition le terrain qu'elle occupait a été converti en place publique qui porte le nom de place Saint-Michel et qui est située au milieu de la rue Haute-Sauvenière.

##### Saint-Nicolas Au-Pont d'Outre-Meuse
Cette église apparaît dans les textes dès 1159. Située aux extrémités de la rue chaussée des prés et le Pont Saint-Nicolas faisait partie intégrante du système de défense et de fortification de la ville était un arvå au-dessus de la chaussée, elle avait été réédifiée en 1657. En 1738, la cité décide d'élargir le pont Saint-Nicolas. Réduite, l'église devient trop étroite pour les paroissiens et en 1739, ceux-ci se plaignent auprès de la cité. En effet la paroisse de Saint-Nicolas en Outremeuse était la paroisse la plus peuplée de la cité. L'ancienne église de Saint-Nicolas Outremeuse a été démolie en 1805. Elle a été remplacée par l'église du Couvent des récollets, supprimée à la Révolution.
Sa collation appartenait aux Prémontrés de Beaurepart.

Pour la nouvelle église Saint-Nicolas voir 

##### Saint-Nicolas Au-TrezouSaint-Nicolas En-île
Elle est dite également au Trest, de trajectus, le gué sur la Meuse (ad transitum). Elle a été fondée en 814. Elle était située près des Prémontrés au coin de la rue du Vertbois et dépend de l'abbaye de Saint-Jacques.
Au XIXe siècle, c'est la marbrerie Fincœur qui occupe les lieux.

##### Saint-Nicolas Aux-Mouches

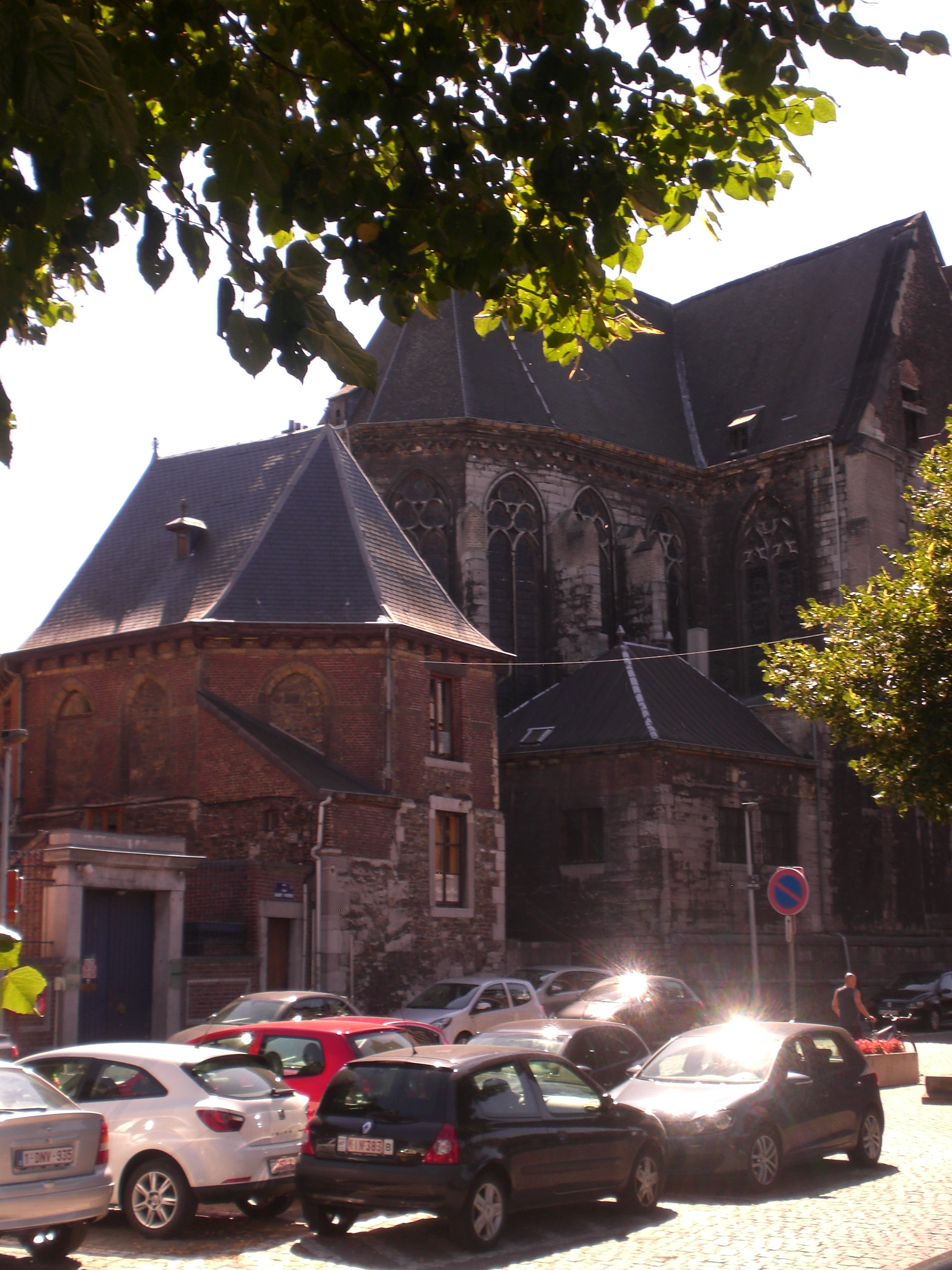
Saint-Nicolas Aux-Mouches, la plus petite église de Liège, au devant de la collégiale Sainte-Croix.

Elle est fondée en 1025 et est consacrée par Reginard en 1030. Dépendant de la collégiale Sainte-Croix, c'est la plus petite église de la ville. Appelée aussi Saint-Nicolas-le-Petit. Elle est vendue en 1803, elle deviendra maison de vicaire, la maison actuelle est à la sortie du cloître de Sainte-Croix. Ce fut Réginard qui fonda cette église en 1032. Reconstruite derrière le chœur de l'église Sainte-Croix en 1633 aux dépens du doyen de Halen, la dédicace en fut faite par le suffragant Blavier. Cette petite église ne fut pas démolie à la révolution le curé avait émigré. Elle est convertie en maison en 1817.
Ce fut la demeure du sculpteur Halleux au XIXe siècle.

##### Saint-Folien ou Saint-Pholien

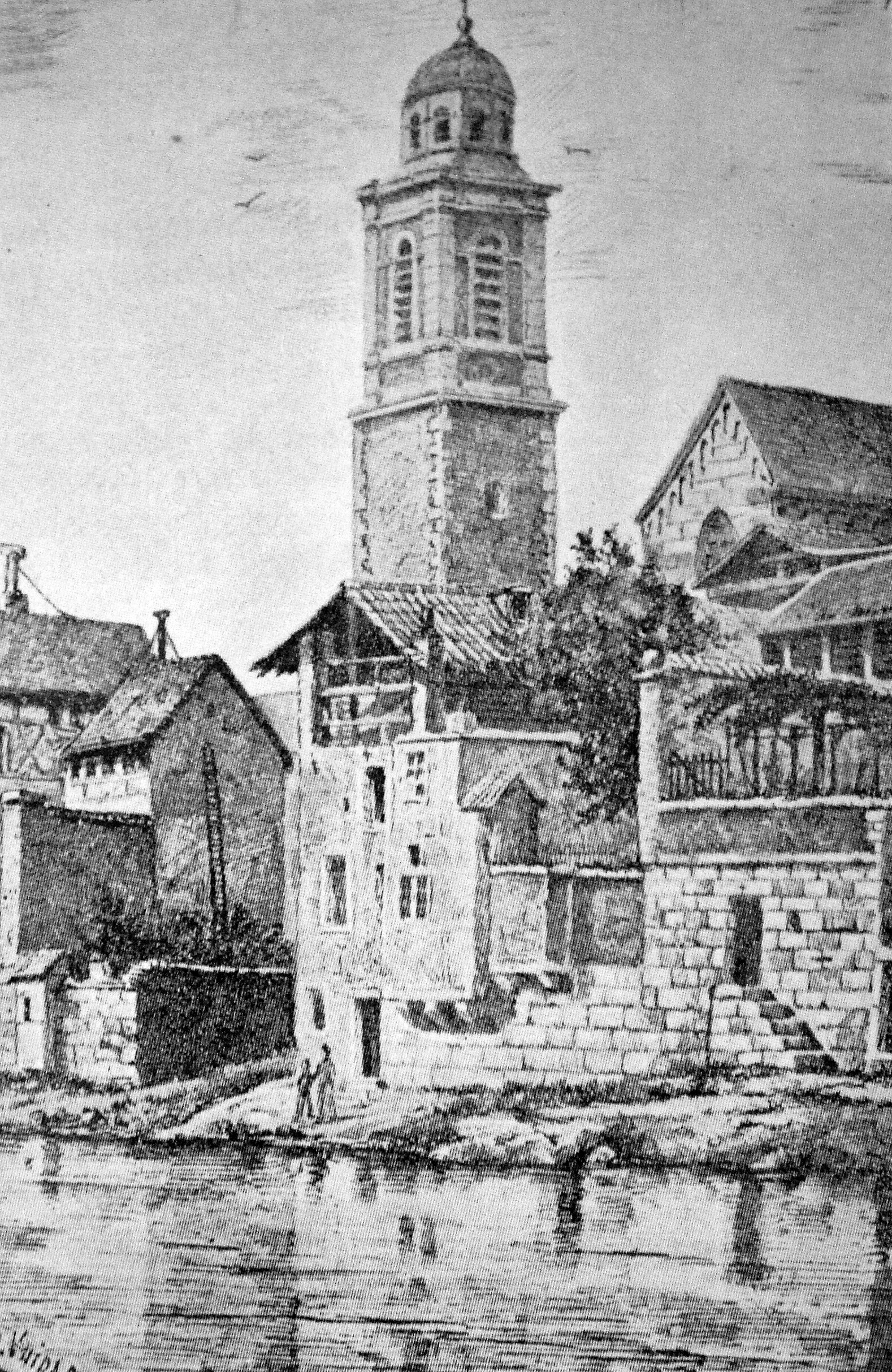
Église Saint-Pholien à Liège.

Elle date probablement du XIIe siècle. Eustache des Prez fonda cette paroisse en 1189. Restaurée en 1834, elle a été rebâtie de nouveau en 1850 et consacrée en 1859. Créant de grandes difficultés par son arche sur la nouvelle chaussée, elle est démolie pour être reconstruite dès 1914. Elle était une dépendance de l'abbaye du Val des Écoliers. C'est la paroisse de Georges Simenon qui lui consacre le titre d'un roman : Le Pendu de Saint-Pholien.

##### Saint-Remacle Au-Mont
La première mention remonte à 1181, puis elle apparaît dans les textes en 1329.
C'est le doyen de Saint-Martin qui en 976 fonde cette église paroissiale. Elle était située au Sud de la collégiale Saint-Martin, à la hauteur de l'entrée principale de la basilique. Elle est démolie en juin 1809. Plusieurs membres de la famille van den Steen y étaient enterrés.

##### Saint-Remacle Au-Pont
Elle est fondée par Reinier doyen de Saint-Lambert en 976. Elle fut incendiée en 1075 et rebâtie au moyen de collectes faites parmi les paroissiens. Incendiée de nouveau le 9 juillet 1612, elle fut reconstruite peu de temps après. L'église actuelle date du milieu du XVIIIe siècle.

##### Saint-Remy
Elle apparaît dans les textes dès 1130.
L'évêque Nithard la fonda en 1040 et Richaire la consacra. Elle est reconstruite en 1644 et était située place Saint-Jacques sur l'emplacement au XIXe siècle de la propriété Whettnall.
Le 2 vendémiaire an VII (2 octobre 1799), cette église et ses dépendances contenant 4 verges grandes 1 petite et 186 pieds carrés furent vendues au prix de 148 000 francs.

##### Saint-Servais
Elle a été fondée par Richaire en 935 ou 941 et reconstruite en style ogival en 1584.
Le 22 fructidor an VI (8 septembre 1798), elle fut vendue pour la somme de 100 000 francs. Un arrêté de l'administration d'arrondissement ordonna sur le rapport de la Commission des arts que les vitraux peints de cette église ne feraient pas partie de la vente de la dite église et que l'acquéreur serait tenu de les laisser dans l'état où ils se trouvaient.
L'incendie de 1981 détruisit tous les vitraux, la toiture, le mobilier et les pierres qui ont souffert de la chaleur.

##### Saint-Séverin
L'église se situe hors des murs notgériens ; elle apparaît dans les textes dès 1159 et relève de la collégiale Saint-Martin. Eracle la fonde en 966. Une nouvelle tour est construite en 1493. L'obstacle apporté par cette église à la circulation est la cause de sa démolition en 1783. La ville fournit gratuitement le terrain et le clergé donna 40 000 florins pour sa reconstruction. Le cimetière de la nouvelle église fut transféré au-dessus de Hocheporte et entouré de murs. Elle est désaffectée le 23 novembre 1803 à la suite de la révolution liégeoise. Elle sert pendant le XIXe siècle de Halle aux Viandes, le premier étage occupé par les écoles communales.
Avant sa démolition, les collégiale Saint-Denis et Saint-Martin se querellaient pour obtenir une statue représentant la Vierge que l'on disait miraculeuse. Jean-Évangéliste Zaepffel, évêque de Liège, trancha en faveur de la collégiale Saint-Denis mais deux ans plus tard, la collégiale Saint-Martin récupère la statue où l'on peut encore l'admirer aujourd'hui.

##### Saint-Thomas
L'église paroissiale de Saint-Thomas était située sur l'actuelle place Crève-Cœur et l'école communale de même nom. Fondée en 1041 par l'évêque Nithard, elle est consacrée par lui en l'honneur des Saints-Noms ; elle reçoit plus tard le nom qu'elle a porté en dernier lieu, jusqu'à sa suppression le 20 mars 1797. Le cimetière qui entourait trois côtés de cette église était séparé de la collégiale Saint-Barthélemy par une étroite ruelle.
En partie détruite par un incendie dans la nuit du 8 au 9 novembre 1803, on la répara pour la faire servir d'entrepôt après la destruction de la douane également incendiée dans la nuit du 1er au 2 janvier 1805 et démolie le 2 mars 1807.
Cette église est donnée à l'ancienne collégiale Saint-Barthélemy devenue paroisse après le concordat du 15 juillet 1801. La fabrique de Saint-Barthélemy la vend à la ville de Liège le 28 décembre 1829, à charge d'une rente annuelle de 400 florins Pays-Bas au capital de 11 000 florins. Le conseil communal ordonna sa démolition le 11 janvier 1856 ; elle fut adjugée le 8 février suivant et accomplie bientôt après.
Les pierres de la porte principale de cette église ont servi à construire celle de la collégiale Saint-Denis donnant sur la place de même nom.

##### Sainte-Ursule et11 000Vierges

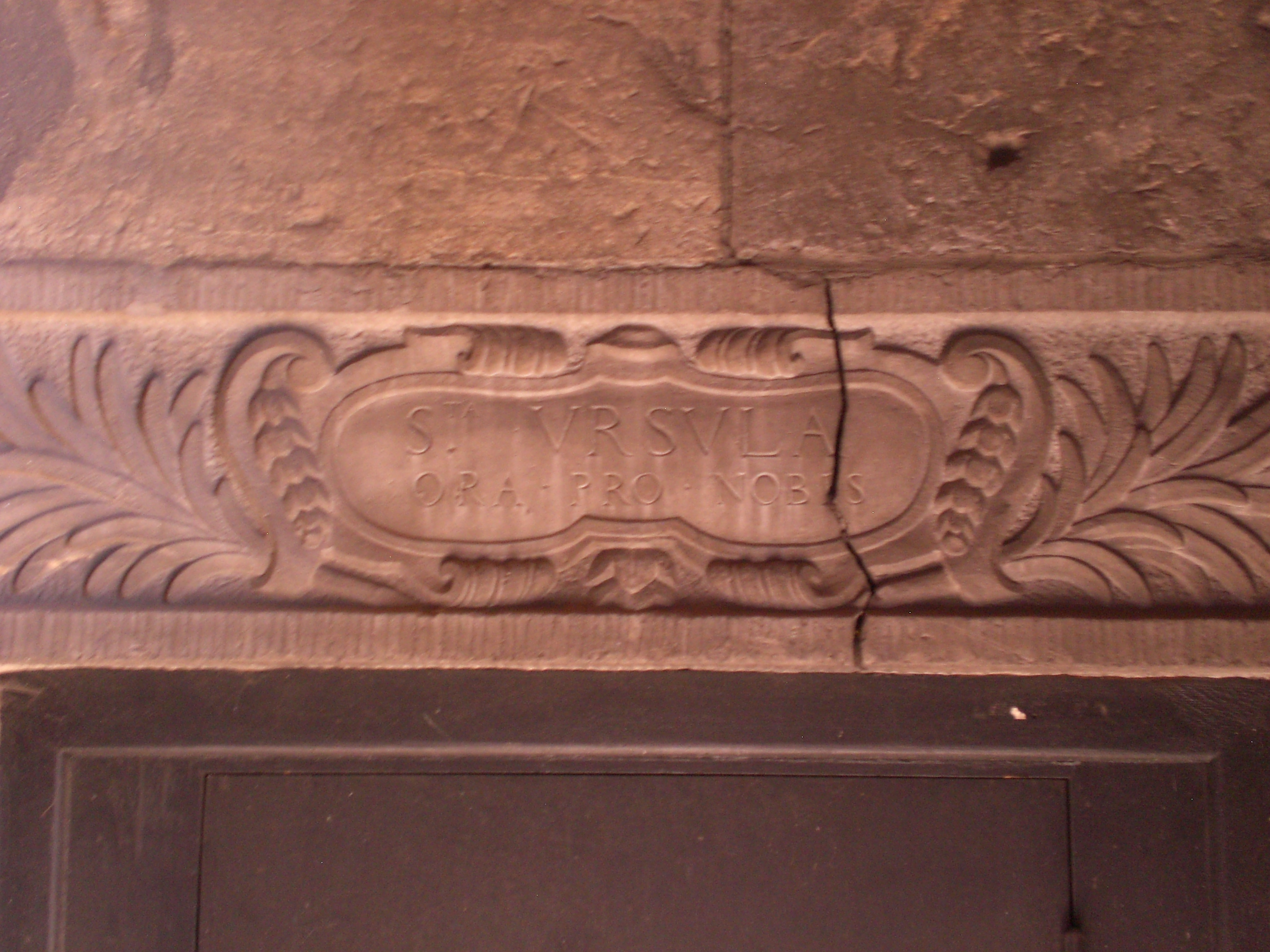
Portail de Sainte Ursule, Porche du Palais des Princes-Évêques.

Elle apparaît dans les textes dès 1185.
Elle est bâtie et consacrée par Henri de Leyeu en 1147 et était primitivement placée sous l'invocation de saint Pholien. L'incendie qui consuma le Palais en 1185 l'anéantit également. En 1540, la toiture fut enfoncée par la chute de l'une des tours du palais. Incendiée de nouveau en 1734, elle est rebâtie en 1735 puis réunie à l'église Sainte-Croix vendue à la ville puis revendue à l'État. Au XIXe siècle, elle fait partie du palais.

##### Sainte-Véronne - Sainte-Véronique

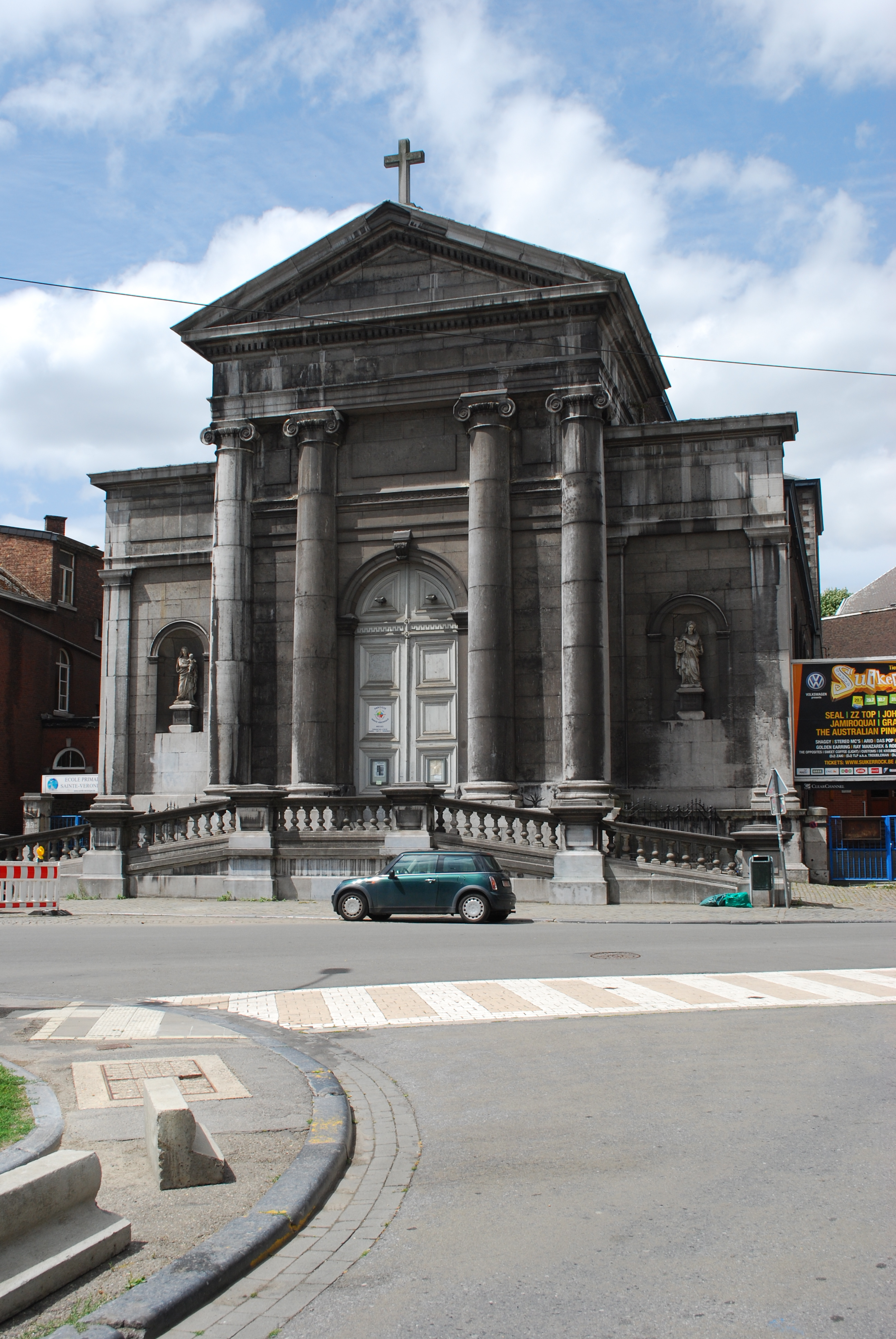
L'église Sainte-Véronique en 2010.

Elle est construite, selon la légende, en 785 par Radulphe des Prez sous l'invocation de saint Martin. En 815, elle est consacrée par le pape Léon III et reconstruite en 1669. D'autres versions attribuent la fondation de cette église à Ogier le Danois qui la fit construire en l'an 814. On[Qui ?] dit aussi qu'elle fut brûlée par les Normands. Elle est toujours évoquée au Moyen Âge sous le nom de Sainte-Véronne. L'église Sainte-Véronique était une dépendance de l'abbaye Saint-Laurent. Elle a été démolie et reconstruite en 1847 par Hyacinthe Dejardin. L'autel de la chapelle actuelle est orné d'un tableau représentant l'Adoration des bergers, par le peintre liégeois Englebert Fisen.

##### Saint-Vincent-à-la-Boverie
Primitivement fondée et dédiée à Sainte-Marie par Baldéric II en 1009, l'église est reconstruite en 1724 et n'est achevée qu'en 1734. Elle a été reconstruite depuis.

##### Sainte-Walburge
Sainte-Walburge n'est d'abord qu'une chapelle que fit construire en 1330 Guillaume de la Cange pour l'usage de l'hôpital Saint-Guillaume. Pierre Stévart vicaire général de Liège la fait démolir en 1613 et l'érige en paroisse sous l'invocation de Sainte Walburge. Elle est consacrée le 7 septembre 1614. Elle servait de paroisse et d'église en même temps pour le couvent des Sépulchrines dont le couvent était voisin.

#### Chapelles

##### Sainte-Balbine
Cette chapelle avait une origine très ancienne puisque ce fut Englebert de La Marck qui la dota en 1355. Elle était située au haut de la rue Pierreuse du côté droit et a été démolie en 1816 sous le gouvernement hollandais lors de la construction de la Citadelle. Elle était desservie par le curé de l'église Saint-Servais. Le 22 fructidor de l'an VI (8 septembre 1798), cette chapelle ainsi qu'un bâtiment avec jardin d'une contenance de 1 verge grande 4 petites et 72½ pieds carrés furent vendus 40 000 francs.

##### Sainte-Barbe
Elle était située sur le pont des Arches et disparut en 1643 lors de la chute de ce pont. Elle faisait face à la Maison des arbalétriers qui protégeait le pont côté Outremeuse.

##### Sainte-Brigitte
Construite en 1435 au pied des degrés Saint-Pierre. Elle est vendue le 2 brumaire an VII (23 octobre 1798) pour la somme de 10 000 francs.

##### Chapelle des Clercs
Cette chapelle fut fondée en 1336 par Engelbert de La Marck, alors prévôt de Saint-Lambert, en commémoration de la paix entre Awans et Waroux. Elle était connue aussi sous le nom de chapelle Saint-Yves et possédait un collège de douze chapelains ayant leurs prévôt, doyen, chantre et écolâtre comme les chanoines, mais ils ne disaient pas les heures canoniales.
La chapelle des Clercs avec maison et jardin furent vendus 128 000 francs le 23 germinal an IX (13 avril 1801).
Elle était située au coin de la rue Souverain-Pont et de la rue Chapelle-des-Clercs. Au XIXe siècle vis-à-vis de l'hôtel des Pays-Bas.

##### Saint-Éloy
Il y avait deux chapelles de ce nom : l'une dans la maison Servais de la Vignette, remplacée par l'hospice des Orphelins, l'autre à la porte de l'abbaye de Robermont, détruite en 1794.

##### Saint-Étienne
Cette chapelle était située comme celle de
Saint-Éloy à la porte de l'abbaye de Robermont et disparut aussi en 1794.

##### Chapelle des Flamands
Située dans les cloîtres de Saint-Lambert, elle a été démolie en même temps que la cathédrale.

##### Saint-Jean et Sainte-Catherine
Elle a été fondée dans la halle des bouchers en 1358 et n'existe plus.

##### Chapelle du Paradis
Construite en 1718 sur le terrain et aux frais d'un nommé Paradis. Cette chapelle existait encore au XIXe siècle au quai de Fragnée. Elle dépend de l'église Sainte Véronique.

##### Saint-Henri
Chapelle de la Citadelle de Liège.

##### Saint-Maur
Chapelle située rue Saint-Maur à Cointe construite en 1673 et désacralisée en 1969.

##### Sainte-Élisabeth
Chapelle de l'hôpital Saint-Abraham.

##### Saint-Roch
Chapelle des frères cellites.

##### Autres chapelles
- Saint-Sauveur
- Sainte-Gertrude
- Saint-Gilles
- Sainte-Marie-sur-Avroy

#### Les nouvelles paroisses
En 1803, an XII, le préfet du département de l'Ourthe les réorganisa en huit paroisses qui devaient faire place à de grandes paroisses établies dans de vastes églises, jadis collégiale ou conventuelle, fermées depuis 1797, en supprimant beaucoup de petites paroisses au centre de la ville, les autres églises devenant des chapelles.
- Saint-Jean-l'Évangéliste
- Saint-Denis
- Saint-Antoine
- Sainte-Croix
- Saint-Martin
- Saint-Jaques
- Saint-Barthélemy
- Saint-Gilles

## Le patrimoine récent
- Église Sainte-Barbe ;
- Église Saint-Gérard : Notre-Dame-de-l'Immaculée-Conception ;
- Ancienne chapelle Sainte-Agathe ;
- Centre sportif du grand séminaire de l'évêché
- Chapelle des Filles de la Croix achevée en 1862
- Église du Saint-Sacrement;
  - Nouveau non de Sainte-Anne, église du couvent des Augustins
- Église du Grand Séminaire de Liège;
  - Nouveau nom de l'église Saint-Corneille de l'abbaye de Beaurepart
- Église Saint-Lambert, de l'architecte Hubert Froment, achevée en 1897
  - à Grivegnée ;
- Le Banquet de Jupille, tableau de 1861.

## Époque contemporaine
- Église Notre-Dame du Sacré-Cœur à Cointe, achevée en 1936.
- Église Sainte-Julienne de Naimette-Xhovémont, consacrée en 1969.
- Église Saint-Pierre et Saint-Paul à Droixhe, du groupe d'architecte EGAU, achevée en 1972.